# Berliner Mauer

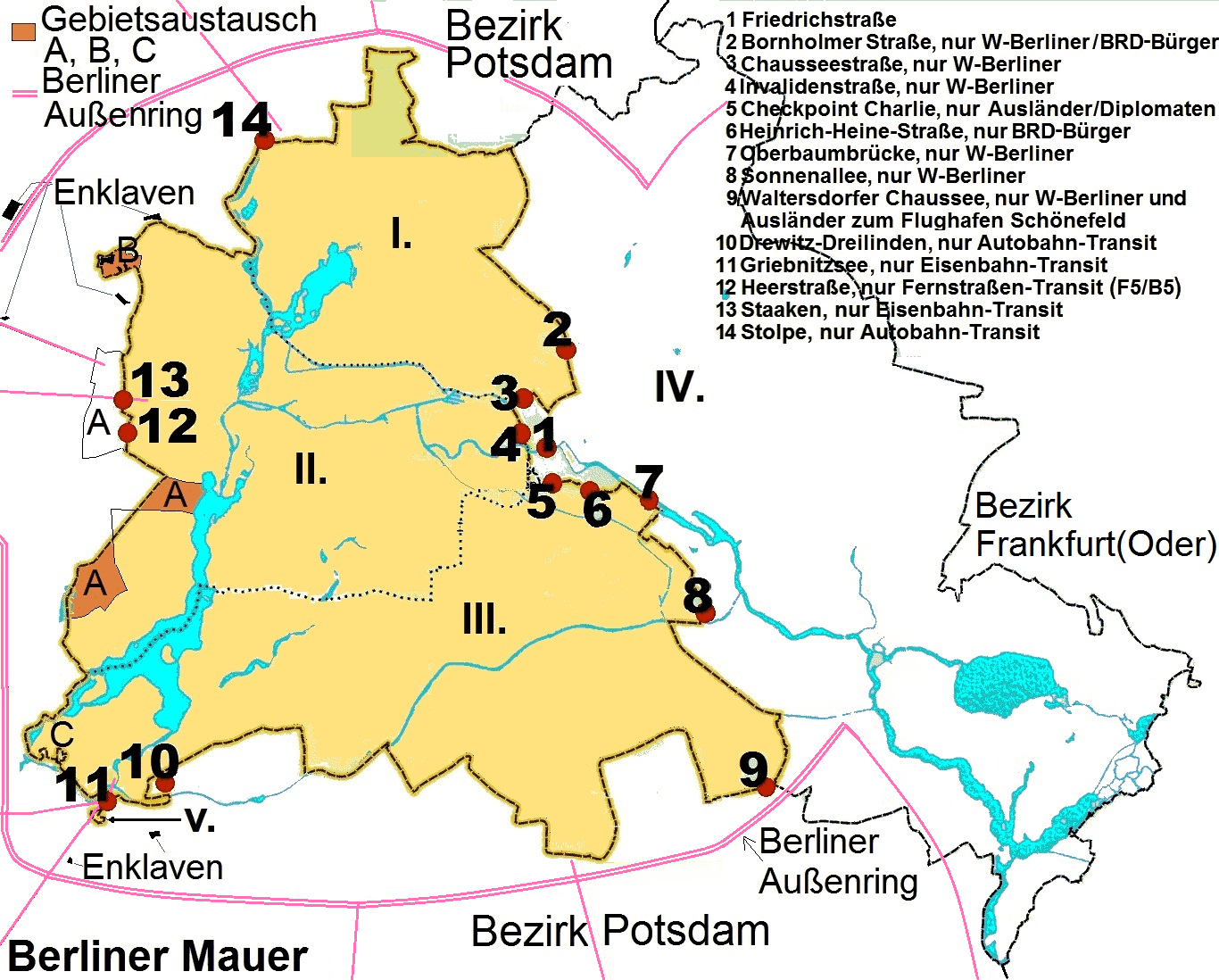
Karte der Berliner Mauer (braun) vor 1989, einschließlich
* westlicher und südlicher Berliner Außenring
* Grenzübergangsstellen 1–14
* Gebietsaustausch A:
Staaken – Gatow/Weinmeisterhöhe (1945)
* Gebietsaustausch B:
Spandau – Falkensee (nach 1970)
* Gebietsaustausch C:
Zehlendorf – Babelsberg (nach 1970)
* Sektoren:
I. = Frankreich, II. = Großbritannien,
III. = USA (einschließlich V. Steinstücken),
IV.= sogenannter „Demokratischer Sektor“ (Ost-Berlin).

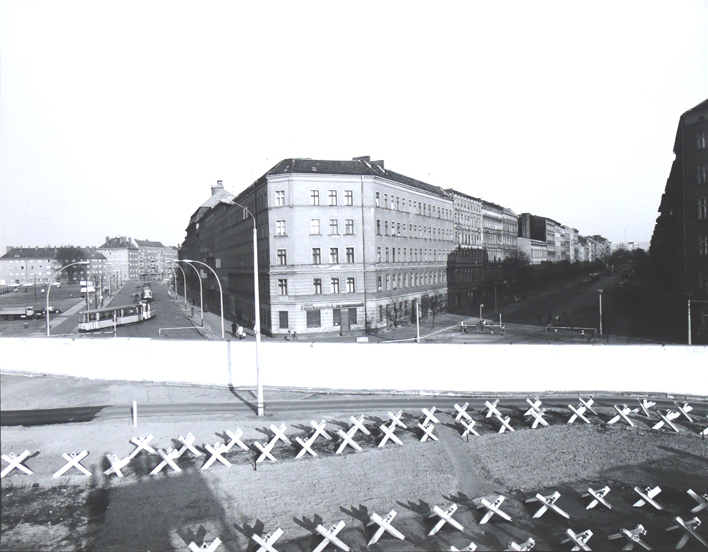
Grenzstreifen mit Hinterlandmauer, Blick von einer Aussichtsplattform an der Bernauer Straße (West) zur Eberswalder und Oderberger Straße (Ost), 1973

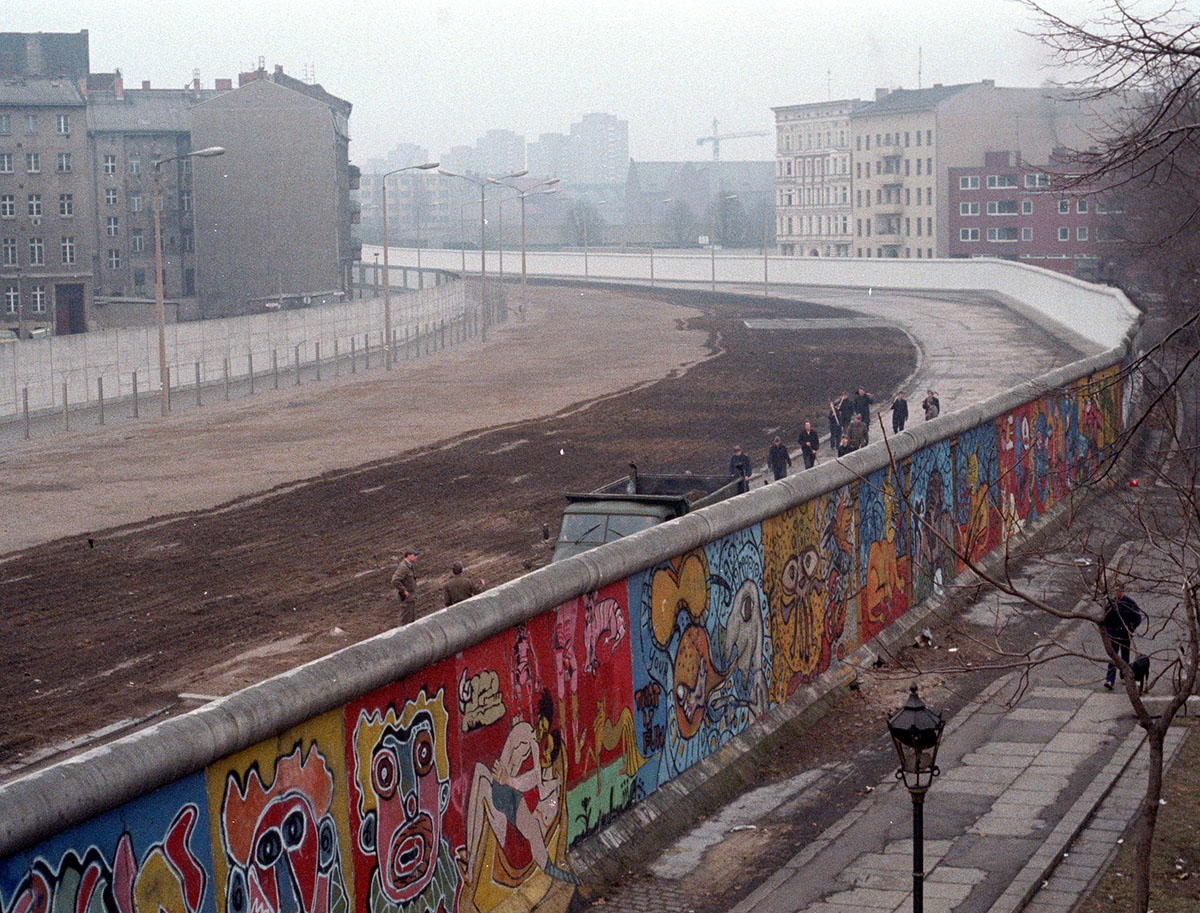
Graffiti auf West-Berliner Seite, auf Ost-Berliner Seite die planierten Anlagen des Luisenstädtischen Kanals, 1986

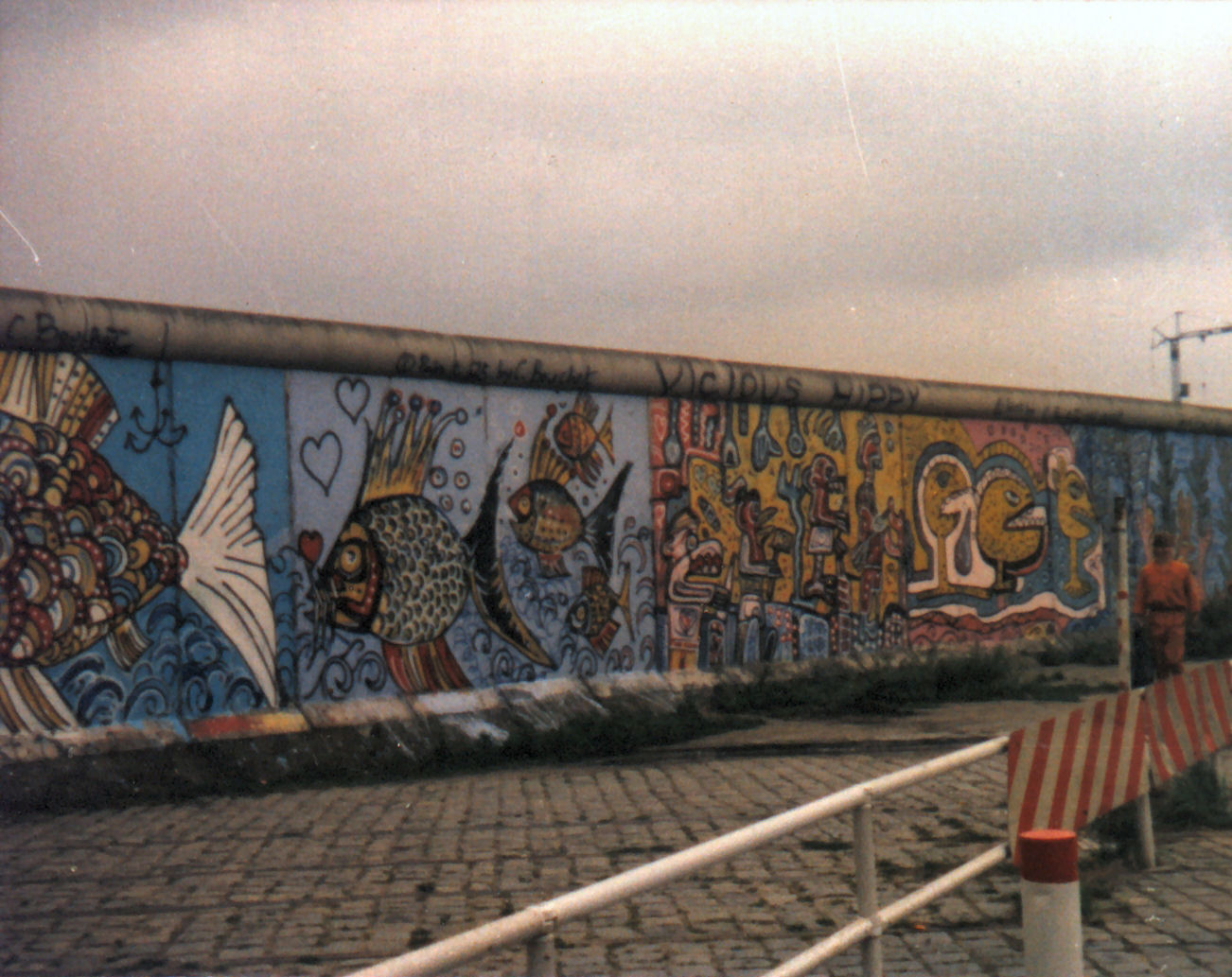
Die Berliner Mauer aus Augenhöhe am Potsdamer Platz, 1985

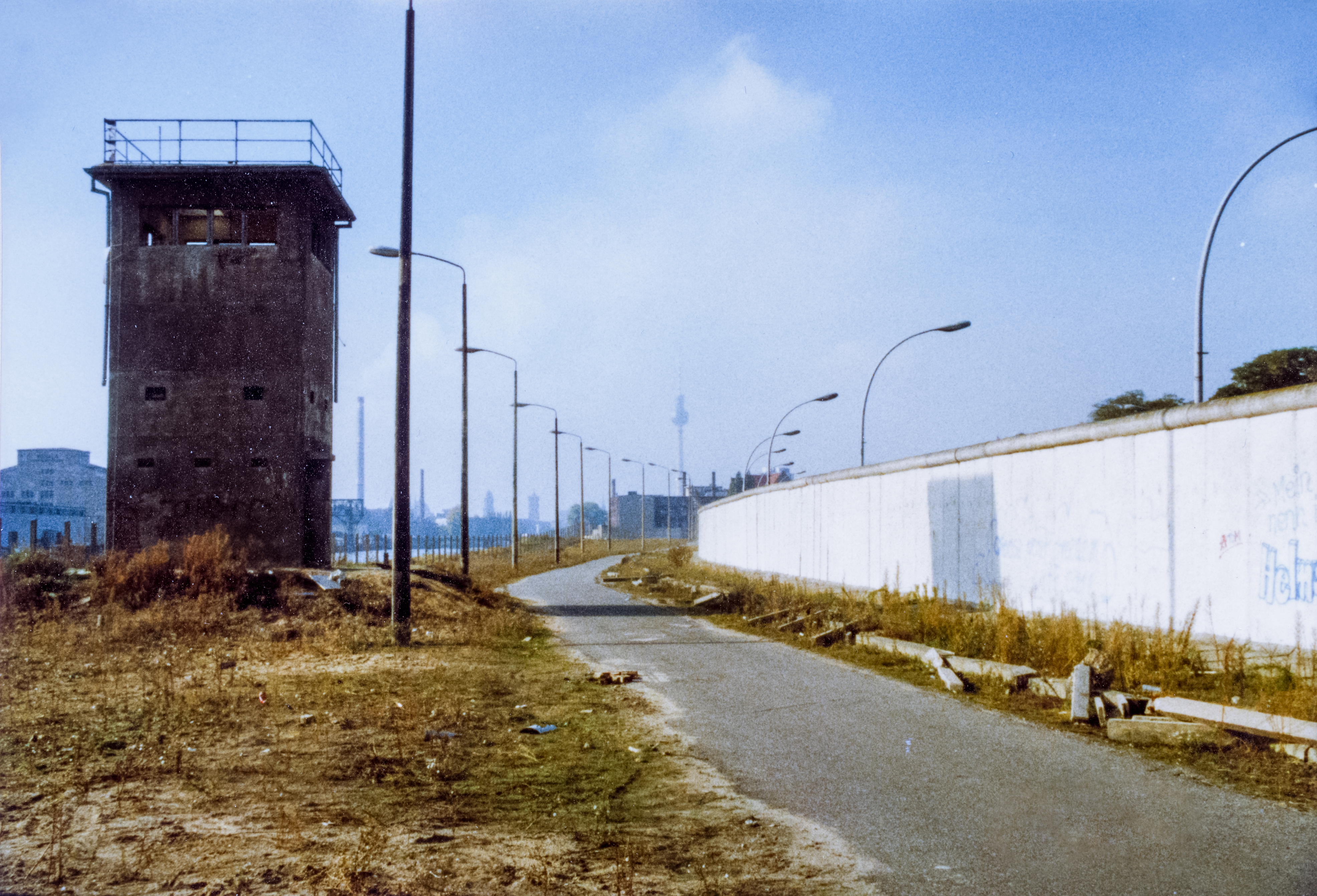
Todesstreifen und Wachturm des Typs „Führungsstelle“ an der Mühlenstraße, 1990 – dort entsprach die Hinterlandmauer der sonst nach Westen zugewandten Bauart „Stützwandelement UL 12.41“

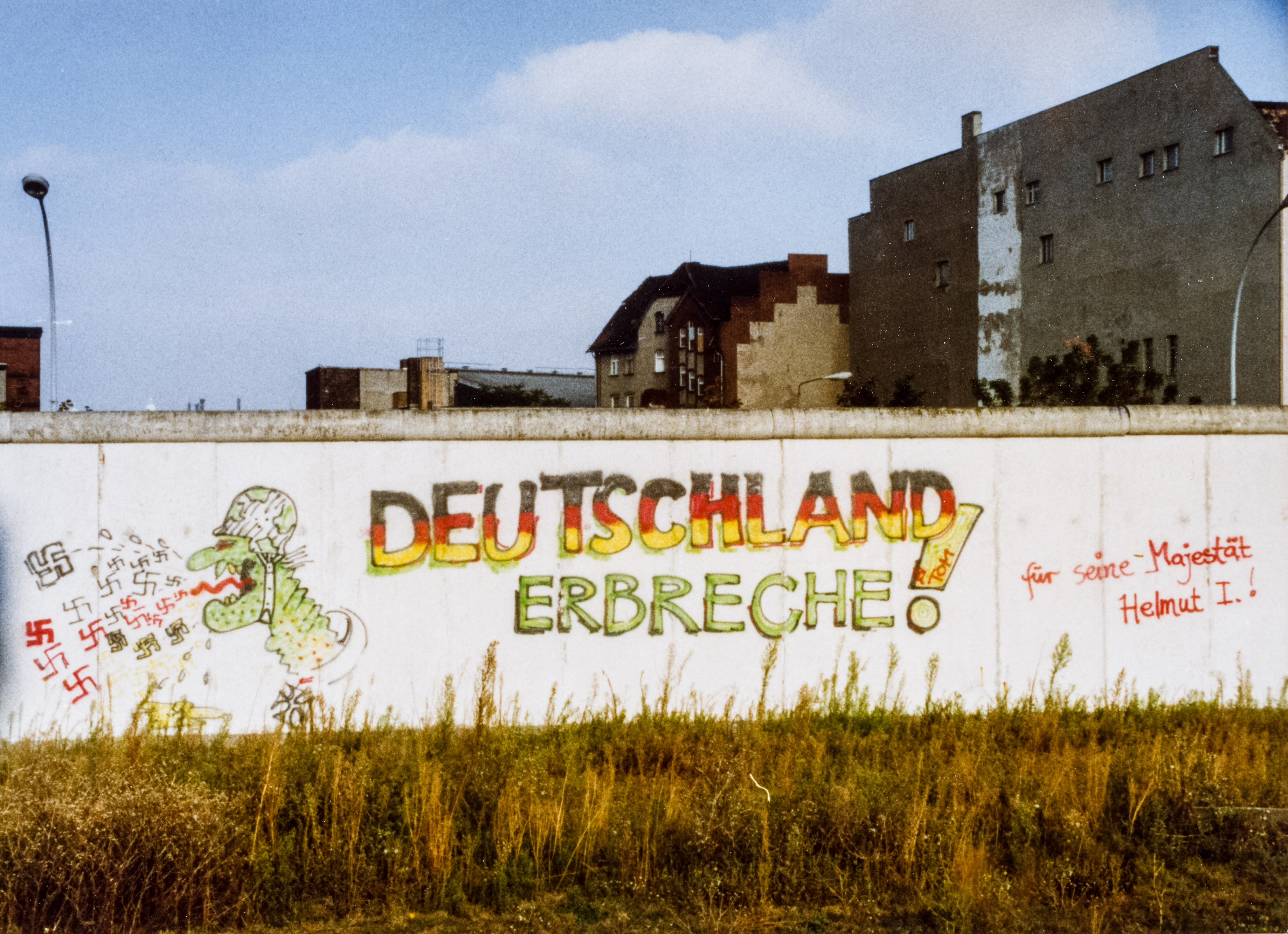
Gegen Helmut Kohl und die Wiedervereinigung gerichtete Graffiti im ehemaligen Todesstreifen Mühlenstraße, 2. Oktober 1990

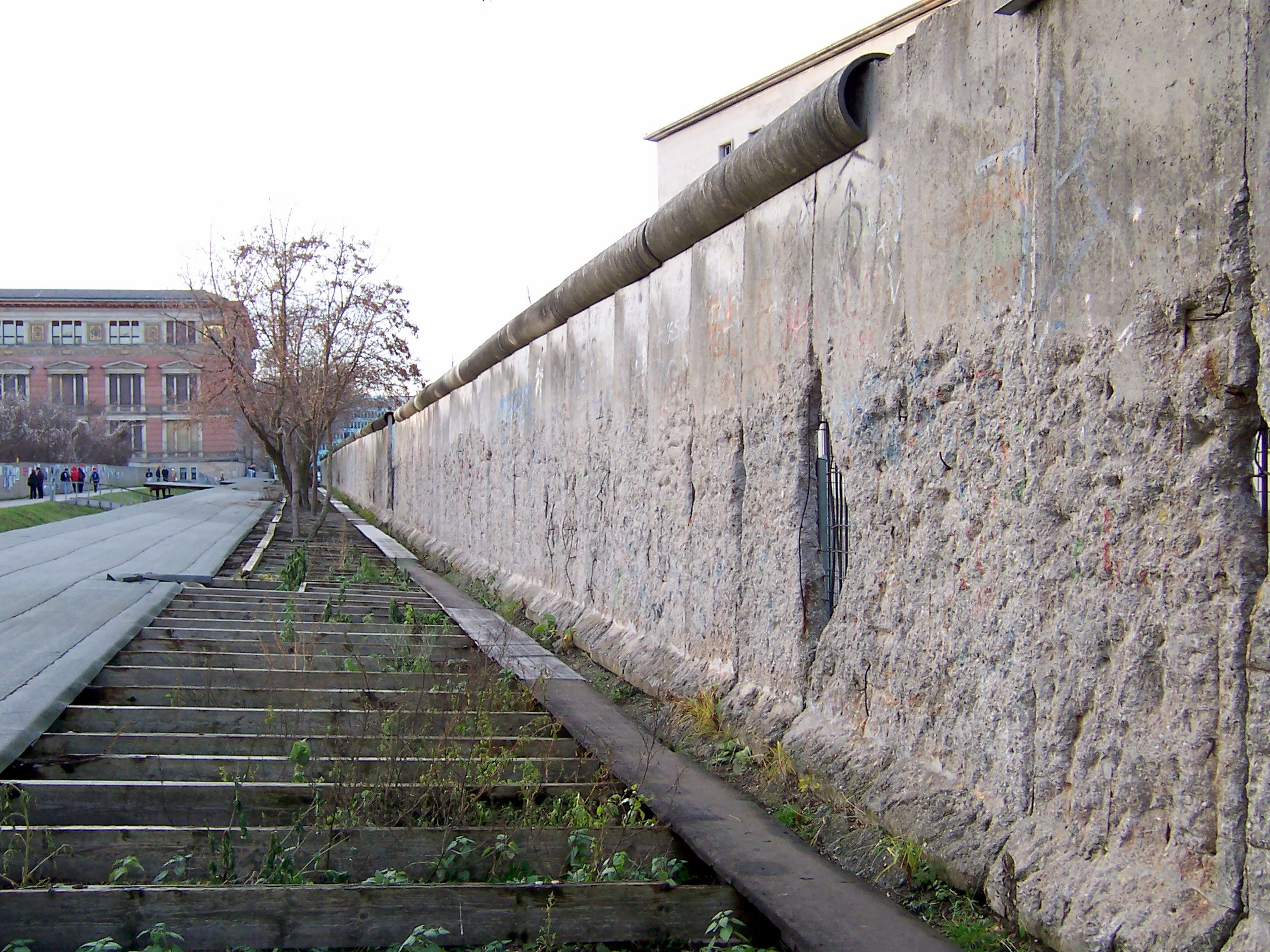
Reste der Berliner Mauer an der Niederkirchnerstraße, 2004

Die Berliner Mauer war während der Teilung Deutschlands ein Grenzbefestigungssystem der Deutschen Demokratischen Republik (DDR), das vom 13. August 1961 bis zum 9. November 1989 bestand, um West-Berlin vom Gebiet der DDR hermetisch abzuriegeln. Sie trennte nicht nur die Verbindungen im Gebiet Groß-Berlins zwischen dem Ostteil („Hauptstadt der DDR“) und dem Westteil der Stadt, sondern umschloss alle drei Sektoren des Westteils vollständig und unterbrach damit auch seine Verbindungen zum sonstigen Umland, das im DDR-Bezirk Potsdam lag. Die Mauer verlief dabei zumeist einige Meter hinter der eigentlichen Grenze. Von der Berliner Mauer ist die ehemalige innerdeutsche Grenze zwischen Westdeutschland (alte Bundesrepublik Deutschland) und der DDR zu unterscheiden.
Die Berliner Mauer als letzte Aktion der Teilung Berlins der durch die Nachkriegsordnung der Alliierten entstandenen Viersektorenstadt war Bestandteil und zugleich markantes Symbol des Konflikts im Kalten Krieg zwischen den von den Vereinigten Staaten dominierten Westmächten und dem Ostblock unter Führung der Sowjetunion. Sie wurde aufgrund eines Beschlusses der politischen Führung der Sowjetunion Anfang August 1961 und einer wenige Tage später ergehenden Weisung der DDR-Regierung errichtet. Die Berliner Mauer ergänzte die 1378 Kilometer lange innerdeutsche Grenze zwischen der DDR und der Bundesrepublik, die bereits mehr als neun Jahre vorher „befestigt“ worden war, um den Flüchtlingsstrom zu stoppen.
Für die Grenztruppen der DDR galt seit 1960 in Fällen des „ungesetzlichen Grenzübertritts“ der Schießbefehl, der jahrzehntelang vor Gericht bestritten und erst 1982 formell in ein Gesetz gefasst wurde. Bei den Versuchen, die 167,8 Kilometer langen und schwer bewachten Grenzanlagen in Richtung West-Berlin zu überwinden, wurden nach derzeitigem Forschungsstand (Stand: 2009) zwischen 136 und 245 Menschen getötet. Die genaue Zahl der Todesopfer an der Berliner Mauer ist nicht bekannt.
Die Berliner Mauer wurde am Abend des 9. November 1989 im Zuge der politischen Wende geöffnet. Dies geschah unter dem wachsenden Druck der mehr Freiheit fordernden DDR-Bevölkerung. Der Mauerfall ebnete den Weg, der innerhalb eines Jahres den Zusammenbruch der SED-Diktatur, die Auflösung der DDR, die deutsche Wiedervereinigung und gleichzeitig das Ende des Ostblocks herbeiführte.

## Sprachliche Aspekte
Die im August 1961 errichtete Mauer erweckte mit ihren Wachtürmen, dem Stacheldraht und Todesstreifen sowie mit den Todesschüssen auf Flüchtende Vergleiche mit Konzentrationslagern, die in der westlichen Öffentlichkeit zu Ausdrücken wie „rotes KZ“ und „Ulbricht-KZ“ für die DDR und „Ulbricht-SS“ für die Grenzsoldaten führten. Noch im August 1961 prägte der Regierende Bürgermeister Willy Brandt den Begriff „Schandmauer“, der allgemein gebräuchlich wurde. Auf DDR-Seite erteilte das Politbüro der Sozialistischen Einheitspartei Deutschlands im Herbst 1961 dem Leiter der Abteilung Agitation beim Zentralkomitee der SED Horst Sindermann den Auftrag, eine ideologische Begründung für den Mauerbau zu erarbeiten. Sindermann fand die Bezeichnung „antifaschistischer Schutzwall“. Zur Begründung sagte er im Frühjahr 1990 dem Spiegel: „Wir wollten nicht ausbluten, wir wollten die antifaschistisch-demokratische Ordnung, die es in der DDR gab, erhalten. Insofern halte ich meinen Begriff auch heute noch für richtig“. Die Suggestion, die offene Grenze zu West-Berlin habe eine „faschistische“ Bedrohung der DDR dargestellt, sollte das wahre Motiv verbergen: Hauptzweck war die Verhinderung der Flucht aus der DDR.
Noch 1961 gelangte die Bezeichnung in die politische Sprache der SED. Walter Ulbricht verwendete sie am 20. Oktober 1961 in seiner Grußansprache an den XXII. Parteitag der KPdSU in Moskau und wenig später tauchte sie im SED-Zentralorgan Neues Deutschland auf. In einer Propagandabroschüre der DDR aus dem Dezember 1961 war zu lesen, am 13. August habe ein antifaschistischer Schutzwall den „Kriegsbrandherd Westberlin unter Kontrolle gebracht“.
Das Politbüro der SED legte in seiner Sitzung vom 31. Juli 1962 bei der Planung einer Propagandakampagne zum ersten Jahrestag des Mauerbaus Sindermanns Worte als verbindliche Bezeichnung der Berliner Mauer in der Öffentlichkeit der DDR fest und blieb dabei bis in die Endzeit der DDR. Um die Mitte der 1960er Jahre waren andere Bezeichnungen, zu denen auch „die Mauer“ gehört hatte, aus der öffentlichen Sprache verschwunden, dagegen galt gesellschaftlich die Bezeichnung „antifaschistischer Schutzwall“ als Zeichen politischen Wohlverhaltens. Die Bezeichnung fand über die Propaganda hinaus ihren Platz in Schul- und Lehrbüchern und in wissenschaftlichen Darstellungen.
Begleitet wurde die Propagandalegende durch eine vollständige Kontrolle über bildliche Darstellungen der Grenzbefestigungen in Berlin. Die Abbildungen der Grenzanlagen in Berlin waren nur erlaubt, wenn sie in Zusammenhang mit dem Brandenburger Tor standen. Einzig die Fotos aus einer am 14. August 1961 dort entstandenen Serie der Nachrichtenagentur ADN waren zur Dokumentation der Absperrmaßnahmen zugelassen. Eine Fotografie von vier bewaffneten Angehörigen der Kampfgruppen der Arbeiterklasse, die mit dem Tor im Rücken kampfentschlossen nach Westen blicken, wurde zu einer Medienikone der DDR und das Tor bei Paraden und auf Briefmarken zum Logo der Mauer.
Als Willy Brandt und Egon Bahr gegen Ende der 1960er Jahre gegenüber der DDR eine „Politik der kleinen Schritte“ einleiteten, verzichteten sie auf Vokabeln wie „Schandmauer“ und „Ulbricht-KZ“. Ein weiterer Grund für das zunehmende Verstummen der Nazi-Vergleiche zum Thema Mauer war die Mitte der 1960er Jahre mit dem Auschwitz-Prozess beginnende Aufarbeitung der NS-Diktatur.
In der DDR blieb es bis in ihre letzten Jahre bei der Bezeichnung „antifaschistischer Schutzwall“, aber im Jahr 1988 fehlte der „antifaschistische Schutzwall“ in den Lehrplänen für die Schulen.

## Vorgeschichte

### 1945–1949
Nach dem Ende des Zweiten Weltkriegs wurde Deutschland 1945 gemäß den EAC-Zonenprotokollen beziehungsweise den Vereinbarungen der Konferenz von Jalta in vier Besatzungszonen aufgeteilt, die von den alliierten Siegermächten USA, UdSSR, Großbritannien und Frankreich kontrolliert und verwaltet werden sollten. Analog wurde Groß-Berlin als Sitz des Kontrollrats und ehemalige Reichshauptstadt zur Viersektorenstadt. Damit gehörte Berlin nicht zur Sowjetischen Besatzungszone (SBZ), hatte aber einen Sowjetischen Sektor.
Im Sommer 1945 wurden Demarkationslinien zwischen den Besatzungszonen, die sogenannten „Zonengrenzen“ gezogen. Teilweise wurden Schlagbäume und weiß-gelbe Holzpfeiler errichtet sowie Farbmarkierungen an Bäumen vorgenommen. Es war nun eine Genehmigung erforderlich, um die Zonengrenze zu überschreiten, nur für Pendler und Bauern wurde ein kleiner Grenzverkehr eingeführt. Auf Befehl der Sowjetischen Militäradministration in Deutschland (SMAD) wurde in der SBZ die Deutsche Grenzpolizei aufgebaut, die am 1. Dezember 1946 erstmals aktiv wurde, Bestimmungen für den Gebrauch der Schusswaffe wurden erlassen. Für Reisen zwischen der SBZ und den Westzonen mussten nun Interzonenpässe beantragt werden. Erste Grenzanlagen wurden auf der Ostseite errichtet, insbesondere in Waldgebieten Stacheldraht-Hindernisse, an grenzüberschreitenden Straßen und Wegen Straßensperren.
Wenig später begann auf verschiedensten Ebenen der Kalte Krieg zwischen dem Westen und dem sich entwickelnden Ostblock. Zunächst folgte in der Auseinandersetzung des Kalten Kriegs ein gegenseitiger Schlagabtausch zwischen den westlichen Alliierten und der Sowjetunion. Das erste unlösbare Zerwürfnis waren die Reparationsleistungen, über die zwischen den noch gemeinsam tagenden vier Alliierten ein Streit entstand. Da die UdSSR inzwischen sah, dass sie aus ihrer Zone ihren Bedarf an Reparationszahlungen nicht decken konnte, forderte sie 1946/1947 auf verschiedenen alliierten Konferenzen eine Beteiligung an den Reparationen aus dem Ruhrgebiet, sonst könne sie nicht einer im Potsdamer Abkommen geplanten wirtschaftlichen Einheit zustimmen. Nur Frankreich akzeptierte dies, die USA und Großbritannien nicht.
Zudem gab es das Problem der unterschiedlichen Gesellschaftssysteme – Kapitalismus einerseits und Kommunismus andererseits –, wobei die Sowjetunion zielgerichtet plante, in der SBZ und Berlin ebenfalls eine kommunistische Gesellschaftsstruktur aufzubauen. Dies widersprach jedoch dem Vorhaben der Westmächte und den Wünschen der Mehrheit der Berliner. Nachdem in Berlin die Zwangsvereinigung der KPD mit der SPD gescheitert war, löste infolge der Wahl zur Stadtverordnetenversammlung von Groß-Berlin 1946 ein von der SPD Berlin dominierter Magistrat den von der SMAD im Mai 1945 eingesetzten und inzwischen von der SED beherrschten Magistrat Werner ab.
Von der Londoner Sechsmächtekonferenz im Februar 1948, auf der die Westmächte unter anderem über einen separaten Staat im Westen Deutschlands erstmals Verhandlungen abhielten, war die Sowjetunion ausgeschlossen; sie wurde nicht eingeladen. Daraufhin zog sich die Sowjetunion im März aus der obersten Behörde der Alliierten in Deutschland, dem Kontrollrat zurück, wodurch es keine gemeinsame interalliierte Kontrolle über Deutschland mehr gab. Im März 1948 einigten sich die drei siegreichen Westmächte, nachdem Frankreich seine Opposition aufgab, aus den drei Westzonen eine gemeinsame Trizone zu bilden. Ungefähr drei Monate später wurde kurzfristig – und für die Allgemeinheit überraschend – ab dem 20. Juni 1948 die Währungsreform in dieser neuen vereinigten Zone vollzogen, wodurch die D-Mark (West) eingeführt und die Reichsmark entwertet wurde. Zu diesem Zeitpunkt hatte der Berliner Magistrat noch geschwankt, in welcher Form sich Berlin an der bevorstehenden Währungsreform beteiligen soll.
Das Resultat der Währungsreform war in Deutschland eine Spaltung der politischen und wirtschaftlichen Einheit in zwei sich gegenüberstehende Zonen mit zwei unterschiedlichen Währungen. Groß-Berlin war in zwei Währungsgebiete geteilt, weil die Westalliierten in ihren Sektoren die von der SMAD angeordnete Einführung der DM-Ost nicht hingenommen und ihrerseits die DM-West als zweite Währung eingeführt hatten. Dies schuf unter anderem erste Probleme, wenn Wohn- und Arbeitsort der Einwohner Berlins im jeweils anderen Gebiet lagen.
Die Sowjetunion reagierte mit der Berlin-Blockade, die vom 24. Juni 1948 bis zum 12. Mai 1949 andauerte, und der erfolgreichen Teilung Berlins im September 1948. Im sowjetischen Sektor übte fortan die SED die Macht aus. Dieser legte sich den propagandistischen Namen Demokratischer Sektor zu. Um den Verkehr Berlins mit der SBZ und später der DDR zu kontrollieren, ließ die SMAD im Juni 1948 durch die Brandenburgische Landespolizei den Ring um Berlin anlegen. Auch nach dem Ende der Blockade blieb er bestehen, wobei ab Oktober 1950 die Deutsche Grenzpolizei die Kontrollposten übernahm.
Eine weitere Auswirkung des Kalten Kriegs war, dass Groß-Berlin sich zu einem zentralen Gebiet von gegenseitigen Bespitzelungen der Nachrichtendienste aus Ost und West entwickelte.

### 1949–1959

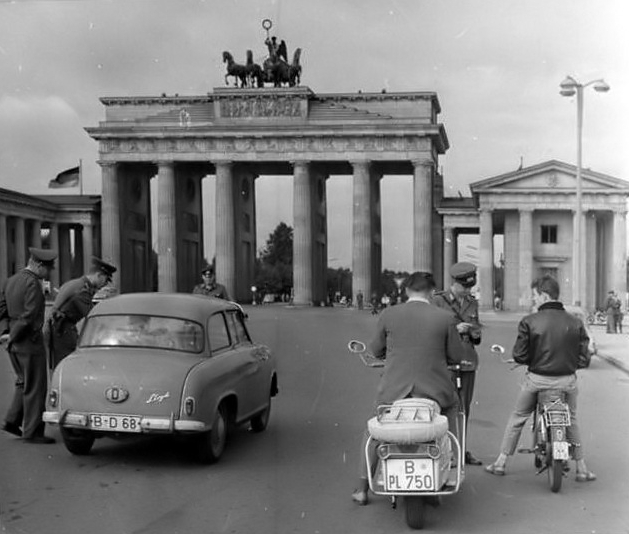
Grenzkontrolle am Brandenburger Tor (Ost-Berliner Seite, August 1961)

Unmittelbar nach dem Ende der sowjetischen Blockade wurde auf dem Gebiet der Trizone am 23. Mai 1949 die Bundesrepublik Deutschland gegründet. Am 7. Oktober desselben Jahres folgte in der SBZ die Gründung der Deutschen Demokratischen Republik. Formal hatte Berlin den Status einer bezüglich deutschen Militärs entmilitarisierten Viersektorenstadt und war unabhängig von den beiden deutschen Staaten, was jedoch in der Praxis wenig Bedeutung hatte. West-Berlin näherte sich in vielem dem Status eines Bundeslandes an und wurde von bundesdeutscher Seite auch als solches betrachtet. Bei der Gründung der DDR wurde Berlin laut Verfassung zu deren Hauptstadt erklärt, jedoch galt die Verfassung nicht in Ost-Berlin. In den Folgejahren wurde Ost-Berlin bei Fortgeltung des Viermächtestatus faktisch ein Teil der DDR. Die Bezeichnung Hauptstadt der Deutschen Demokratischen Republik für den Ostteil der Stadt wurde erst 1958 durch die Sowjetunion eingeführt.
Seit Bestehen der DDR flüchteten Bürger in die Bundesrepublik, wobei auch außergewöhnliche und oft lebensgefährliche Fluchtmöglichkeiten ergriffen wurden.
Im Jahr 1952 begann die DDR die innerdeutsche Grenze mittels Zäunen, Bewachung und Alarmvorrichtungen zu sichern und richtete auch eine fünf Kilometer breite Sperrzone ein, die nur mit einer Sondergenehmigung – typischerweise für Anwohner – betreten werden durfte. In Richtung der Grenze gab es wiederum einen 500 Meter breiten Schutzstreifen, an den sich unmittelbar an der Grenze ein zehn Meter breiter Kontrollstreifen anschloss. „Unzuverlässige“ Bewohner wurden aus dem Grenzgebiet – beispielsweise in der „Aktion Ungeziefer“ – zwangsumgesiedelt.

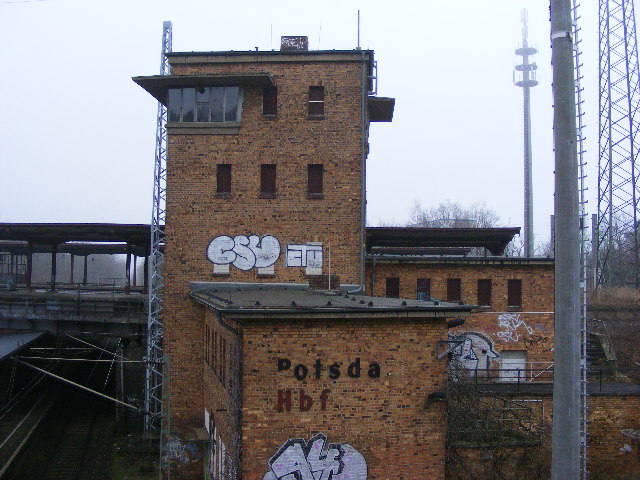
Bahnhof Potsdam Pirschheide im Jahr 2009 mit Bezeichnung „Hbf“

Ebenfalls seit 1952 gab es von der SED-Führung Überlegungen, die Grenze zu den Westsektoren abzuriegeln. Zum einen fehlte damals aber eine Zustimmung der Sowjetunion, zum anderen wäre eine Abriegelung aus verkehrstechnischen Gründen kaum möglich gewesen: Zwar ließ die SED-Führung bereits 1956 den – derzeit weitgehend verfallenen – Bahnhof Potsdam Pirschheide zum Bahnhof Potsdam Süd ausbauen, der 1960 in „Hauptbahnhof“ umbenannt wurde. Allerdings war die Deutsche Reichsbahn weiterhin auf Fahrten durch die Westsektoren angewiesen. Die Umfahrung West-Berlins war erst mit der vollständigen Fertigstellung des Berliner Außenringes (BAR) im Mai 1961 möglich, eines Eisenbahnringes, der gleichzeitig den Anschluss an die ihn kreuzenden Radialstrecken zu den Bahnhöfen Birkenwerder, Hennigsdorf, Albrechtshof, Staaken, Potsdam Stadt, Teltow, Mahlow und letztlich den Anschluss an die Görlitzer Bahn sicherte. Das einzige Verkehrsprojekt, das zu diesem Zeitpunkt einen tatsächlich unabhängigen Verkehr ermöglichte, ohne das Gebiet der Westsektoren zu nutzen, war der mit beachtlicher Leistung von 1950 bis 1952 entstandene Havelkanal.
Gleichwohl wurden auf vielen in die Westsektoren führenden Straßen, in Eisenbahnen und anderen Verkehrsmitteln durch die Volkspolizei intensiv Personenkontrollen durchgeführt, um u. a. Fluchtverdächtige und Schmuggler aufzugreifen. Jedoch waren die 45,1 Kilometer lange Sektorengrenze als Stadtgrenze zwischen West- und Ost-Berlin und die Grenze zum Umland mit etwa 120 Kilometern kaum vollständig zu kontrollieren, sie wirkten daher wie ein Schlupfloch durch die zunächst weiterhin offen bleibende Grenze.
So flohen von 1945 bis zum Bau der Berliner Mauer insgesamt etwa 3,5 Millionen Menschen, davon zwischen 1949 und 1961 rund 2,6 Millionen Menschen aus der sowjetischen Besatzungszone und der späteren DDR sowie Ost-Berlin. Außerdem war auch für viele Menschen aus Polen und der Tschechoslowakei Berlin ein Tor zur Flucht in den Westen. Da es sich bei den Flüchtlingen oft um gut ausgebildete junge Leute handelte, bedrohte diese Abwanderung die Wirtschaftskraft der DDR und letztlich den Bestand des Staates.

### 1959–1961
Die Sowjetunion verfolgte das Ziel, West-Berlin zu einer Freien Stadt zu wandeln, eine Anerkennung der DDR durch die Bundesrepublik und einen Friedensvertrag zu erreichen. Im Falle einer Ablehnung drohte sie den Westmächten damit, der DDR die Kontrolle aller Wege zwischen dem Bundesgebiet und den Westsektoren Berlins zu übertragen. Die Bundesregierung wies die Forderungen, die Teil des Chruschtschow-Ultimatums waren, am 5. Januar 1959 zurück. Eine Aufgabe ihrer Position in Berlin lehnten die Vereinigten Staaten ebenso ab. Dies führte zum Scheitern dieser längerfristigen Versuche der Sowjetunion.
Während dieser drei Jahre (1959–1961) spitzte sich zudem die Lage wieder zu, die DDR geriet auf fast allen Gebieten in eine erneute, aber noch tiefere Krise als 1952/1953. Bei der ersten Krise in der DDR von 1952 bis 1953 sprang die UdSSR noch ein und verzichtete auf einen Teil von Zahlungen beispielsweise bei der Übergabe der Sowjetischen Aktiengesellschaften an die DDR, leistete zusätzliche Lieferungen von Getreide, Erz und Koks. Nach dem Volksaufstand erfolgte noch ein weiterer Verzicht auf Zahlungen und es kam erneut zu Warenlieferungen. Jedoch bei der jetzigen Krise, entstanden unter anderem durch Fehler bei der Kollektivierung der Landwirtschaft, blieb eine Unterstützung der Sowjetunion für die DDR durch zusätzliche Lieferungen oder Zahlungen aus. Die Informationen zur Krise sind unter anderem selbst durch Meldungen des MfS an die Partei- und Staatsführung dokumentiert.
Ein weiteres Problem waren die „Ost- und West-Grenzgänger“ im Raum Berlin. Zum Zeitpunkt der Einführung der Ost-Mark in Berlin und der SBZ am 23. Juni 1948 und der Deutschen Mark (DM-West) in den Westsektoren Berlins am 24. Juni waren rund 122.000 West-Berliner in Ost-Berlin oder im Berliner Umland beschäftigt und wurden dort mit Ost-Mark entlohnt (Ost-Grenzgänger), während 76.000 Ost-Berliner in den Westsektoren Berlins arbeiteten, wo sie mit DM-Ost und nach und nach erhöhten Sätzen in DM-West bezahlt wurden (West-Grenzgänger). Um die freie Berufswahl auf dem Berliner Arbeitsmarkt aufrechtzuerhalten, hatten die Westmächte im März 1949, als die stufenweise Einführung der DM-West in ihren Sektoren beendet war, eine Lohnausgleichskasse geschaffen. Dort konnten die Ost-Grenzgänger 60 % ihrer DM-Ost-Lohnsumme zum Kurs von 1:1 in DM-West umtauschen, während die West-Grenzgänger nur 10 % ihres Einkommens in DM-West ausgezahlt bekamen und 90 % in DM-Ost. Weil nach der Spaltung Berlins die Ost-Grenzgänger in das politische und gesellschaftspolitische Programm der SED, den Aufbau des Sozialismus, nicht einzubinden waren, reduzierte sie deren Zahl durch Massenentlassungen und die Sperrung der Grenze Berlins zur DDR für West-Berliner ab dem Jahr 1952 auf 13.000. Knapp die Hälfte der Ost-Grenzgänger waren 1961 Beschäftigte der Deutschen Reichsbahn, die übrigen darstellende Künstler, Musiker, hochqualifizierte Wissenschaftler und Techniker oder sie gehörten zum Personal der beiden christlichen Kirchen. Mit der Reduktion der Ost-Grenzgänger hatte die SED es der Lohnausgleichskasse ermöglicht, die Westgeldquote für West-Grenzgänger bis 1961 auf 40 %, maximal aber 275 DM-West, anzuheben. Deren Zahl betrug trotz administrativer Benachteiligungen am Wohnort im Frühjahr 1961 etwa 50.000. Im Unterschied zu ihren Mitbürgern konnten sie sich Urlaubsreisen nach Westdeutschland oder ins westliche Ausland sowie die Anschaffung hochwertiger „Westwaren“ erlauben. Die Existenz dieser in den Aufbau des Sozialismus nicht integrierbaren Bürger empfand die SED als ständiges Ärgernis. Zur Vorbereitung des Mauerbaus leitete sie eine Hetzkampagne gegen die West-Grenzgänger als Verräter, Kriminelle und Schmarotzer ein. Zur Lösung des Problems schlug der Ost-Magistrat dem Senat die Bildung einer gemeinsamen Kommission vor; jedoch lehnte der Regierende Bürgermeister Willy Brandt Gespräche ab: „Es gäbe kein Grenzgängerproblem, wenn die andere Seite auf freie Berufswahl achten würde.“ Daraufhin ordnete der Ost-Berliner Magistrat am 4. August 1961 an, dass die West-Grenzgänger Mieten sowie andere Abgaben künftig in DM-West zu zahlen haben, was in der Praxis ihr Ende bedeutet hätte.
Zudem stieg in diesen letzten Jahren vor dem Mauerbau die Zahl der Flüchtlinge in den Westen – auch von gut ausgebildeten Fachkräften – rapide an, was die ökonomische Krise der DDR erheblich verstärkte. Die Hälfte der Flüchtlinge war unter 25 Jahre alt. Der Mangel an Arbeitskräften war inzwischen so schwerwiegend, dass die DDR gefährdet war, ihre Wirtschaft nicht mehr aufrechterhalten zu können, denn allein im Ostteil Berlins fehlten 45.000 Arbeitskräfte. Der DDR drohte sowohl ein personeller wie intellektueller Aderlass. Diese Fluchtwelle erreichte 1961 ebenfalls Höchstwerte. Im Monat Juli waren es schon 30.000 und am 12. August 1961, also an einem einzigen Tag, flüchteten 3.190 Personen.

## Mauerbau

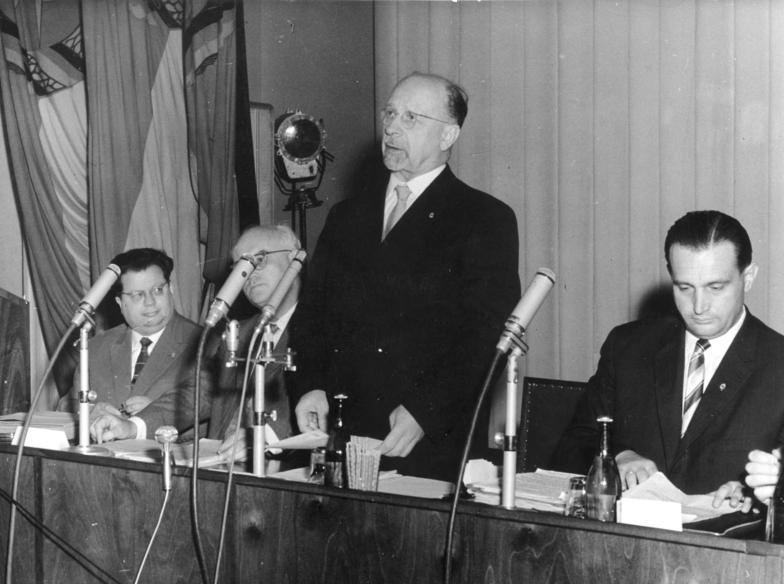
Walter Ulbricht während der Pressekonferenz am 15. Juni 1961

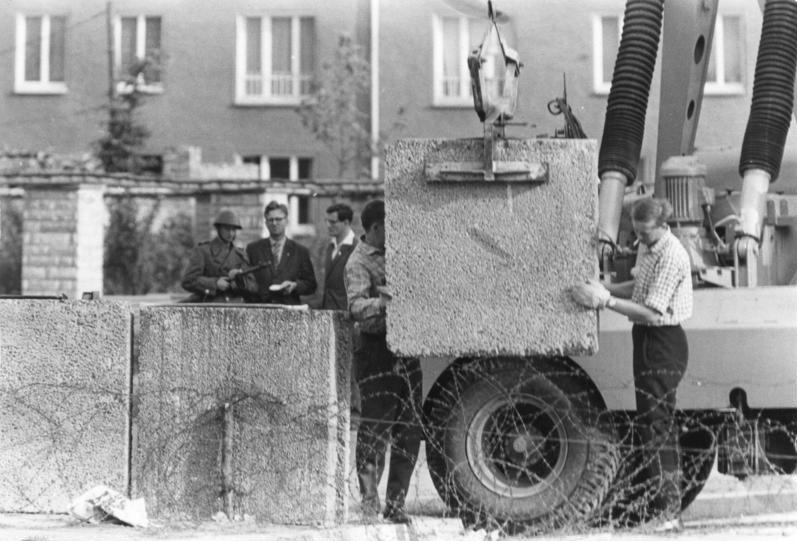
Mauerbau, Aufstellen von Betonblöcken, 1961

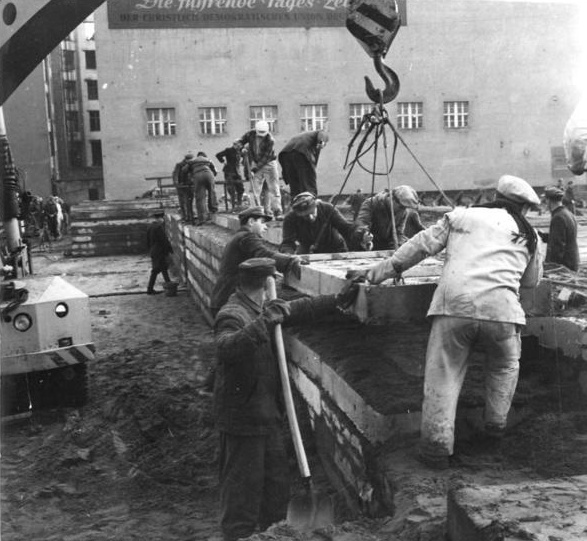
Mauerbau, August 1961

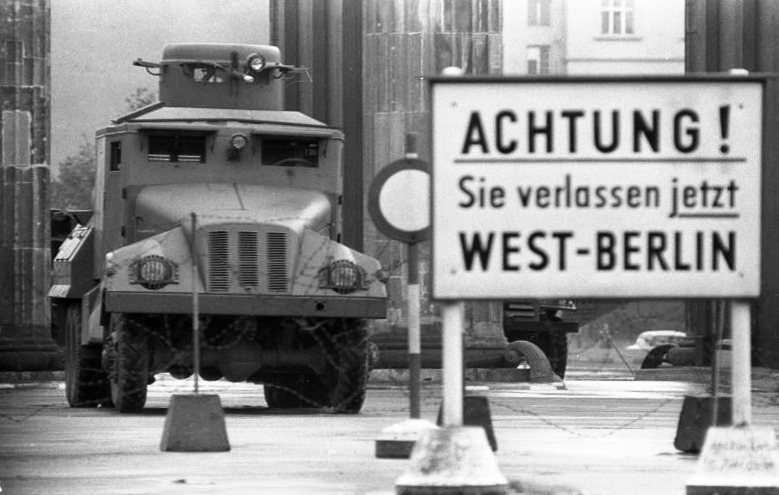
Gepanzerter Wasserwerfer G5 SK-2 (Sonderkraftfahrzeug 2) im August 1961 am Brandenburger Tor

Die Entscheidung zur Schließung der Sektorengrenze fiel bei einer Besprechung zwischen Chruschtschow und Ulbricht am 3. August 1961 in Moskau, nachdem sich die sowjetische Führung seit Mitte der 1950er Jahre lange gegen ein solches Vorhaben verwahrt hatte. Das Vorhaben des Mauerbaus beziehungsweise wörtlich der „Sicherung der Westgrenze“ wurde dann auf der Tagung der politischen Führungschefs der Staaten des Warschauer Vertrages vom 3. bis 5. August 1961 beschlossen. Die Mauer sollte den Machthabern des Ostblocks dazu dienen, die umgangssprachlich so bezeichnete „Abstimmung mit den Füßen“, weg aus dem „sozialistischen Arbeiter- und Bauernstaat“, endgültig durch Abriegelung der Grenzen zu stoppen.
Der Plan zum Mauerbau war ein Staatsgeheimnis der DDR-Regierung. Erst am 10. August 1961, drei Tage vor dem Mauerbau, bekam der Bundesnachrichtendienst erste Hinweise auf einen Mauerbau. Die Mauer wurde auf Geheiß der SED-Führung unter Schutz und Überwachung durch Volkspolizisten, Soldaten der Nationalen Volksarmee und zum Teil Angehörigen der Kampfgruppen von Bauarbeitern errichtet – entgegen den Beteuerungen des Staatsratsvorsitzenden der DDR, Walter Ulbricht, auf einer internationalen Pressekonferenz am 15. Juni 1961 im großen Festsaal des Hauses der Ministerien in Ost-Berlin. Die Journalistin Annamarie Doherr von der Frankfurter Rundschau hatte dort damals die Frage gestellt:

„Ich möchte eine Zusatzfrage stellen. Doherr, Frankfurter Rundschau: Herr Vorsitzender, bedeutet die Bildung einer freien Stadt Ihrer Meinung nach, dass die Staatsgrenze am Brandenburger Tor errichtet wird? Und sind Sie entschlossen, dieser Tatsache mit allen Konsequenzen Rechnung zu tragen?“

Walter Ulbricht antwortete:

„Ich verstehe Ihre Frage so, dass es Menschen in Westdeutschland gibt, die wünschen, dass wir die Bauarbeiter der Hauptstadt der DDR mobilisieren, um eine Mauer aufzurichten, ja? Mir ist nicht bekannt, dass [eine] solche Absicht besteht, da sich die Bauarbeiter in der Hauptstadt hauptsächlich mit Wohnungsbau beschäftigen und ihre Arbeitskraft dafür voll ausgenutzt wird, voll eingesetzt wird. Niemand hat die Absicht, eine Mauer zu errichten. Wir sind für vertragliche Regelung der Beziehungen zwischen Westberlin und der Regierung der Deutschen Demokratischen Republik. Das ist der einfachste und normalste Weg zur Regelung dieser Fragen.
Die Staatsgrenze verläuft, wie bekannt, z. B. an der Elbe usw. Und das Territorium Westberlins gehört zum Territorium der Deutschen Demokratischen Republik. In gewissem Sinne gibt es selbstverständlich staatliche Grenzfragen auch zwischen Westberlin und der Deutschen Demokratischen Republik, wenn die Neutralisierung Westberlins erfolgt. Aber es besteht ein Unterschied zwischen den Regelungen, die für die Staatsgrenze mit Westdeutschland gelten, und den Regelungen, die für Berlin getroffen werden.“

Ulbricht war damit der Erste, der den Begriff „Mauer“ in diesem Bezug öffentlich verwendete – zwei Monate, bevor sie überhaupt stand. Über den Bau der Mauer war zu jenem Zeitpunkt jedoch noch nicht entschieden.
Das angesprochene Ziel einer vertraglichen Vereinbarung war von Ulbricht mit Chruschtschow in einem Briefwechsel am 18. und 30. Januar 1961 bestätigt worden.
Moskau und Ost-Berlin gingen im Februar von einem Friedensvertrag aus, den Chruschtschow anderthalb Wochen vor dem Mauerbau im Juni 1961 bei seinem Gipfeltreffen in Wien mit Kennedy mit der DDR abzuschließen angekündigt hatte.
Die Warschauer Vertragsstaaten beschlossen erst am 3. bis 5. August 1961 in Moskau die Maßnahmen des 13. August 1961 in formeller Weise, Absprachen und materielle Vorbereitungen hatte es schon vorher gegeben.
Zwar wurden die westlichen Alliierten durch Gewährsleute über die Planung „drastischer Maßnahmen“ zur Abriegelung von West-Berlin informiert, vom konkreten Zeitpunkt und Ausmaß der Absperrung gaben sie sich jedoch öffentlich überrascht. Da ihre Zugangsrechte nach und innerhalb Berlins nicht beschnitten wurden, ergab sich dadurch aber kein Anlass, militärisch einzugreifen. Die Außenminister der drei Westmächte und der Bundesrepublik beschlossen am 7. August in Paris, vorbereitende Maßnahmen zu treffen, um einer kritischen Situation in Berlin begegnen zu können.
Auch der Bundesnachrichtendienst (BND) hatte ähnliche Informationen bereits Mitte Juli erhalten. Nach Ulbrichts Besuch bei Chruschtschow während des hochrangigen Treffens der Warschauer-Pakt-Staaten von 3. bis 5. August 1961 in Moskau stand im BND-Wochenbericht vom 9. August:

„Vorliegende Meldungen zeigen, daß das Pankower Regime sich darum bemüht, die Einwilligung Moskaus für die Inkraftsetzung durchgreifend wirksamer Sperrmaßnahmen – wozu insbesondere eine Abriegelung der Berliner Sektorengrenze und die Unterbrechung des S- und U-Bahn-Verkehrs in Berlin gehören würde – zu erhalten. […] Es bleibt abzuwarten, ob und wie weit Ulbricht […] in Moskau […] mit entsprechenden Forderungen durchzudringen vermochte.“

In der veröffentlichten Erklärung der Teilnehmerstaaten des Treffens des Warschauer Pakts wurde vorgeschlagen, „an der Westberliner Grenze der Wühltätigkeit gegen die Länder des sozialistischen Lagers den Weg zu verlegen und um das Gebiet Westberlins eine verlässliche Bewachung und wirksame Kontrolle zu gewährleisten.“ Am 7. August kündigte Ministerpräsident Chruschtschow in einer Rundfunkrede eine Verstärkung der Streitkräfte an der sowjetischen Westgrenze und die Einberufung von Reservisten an. Am 11. August billigte die Volkskammer der DDR die Ergebnisse der Moskauer Beratung und fasste einen „Beschluss zu Fragen des Friedensvertrages“. In ihm wurde der Ministerrat mit einer vage gehaltenen Formulierung beauftragt, „alle Maßnahmen vorzubereiten und durchzuführen, die sich auf Grund der Festlegungen der Teilnehmerstaaten des Warschauer Vertrages und dieses Beschlusses als notwendig erweisen“.
Am Samstag, dem 12. August, ging beim BND aus Ost-Berlin folgende Information ein:

„Am 11. August 1961 hat eine Konferenz der Parteisekretäre der parteigebundenen Verlage und anderer Parteifunktionäre beim Zentralkomitee der SED (ZK) stattgefunden. Hier wurde u. a. erklärt: […] Die Lage des ständig steigenden Flüchtlingsstroms mache es erforderlich, die Abriegelung des Ostsektors von Berlin und der SBZ in den nächsten Tagen – ein genauer Tag wurde nicht angegeben – durchzuführen und nicht, wie eigentlich geplant, erst in 14 Tagen.“

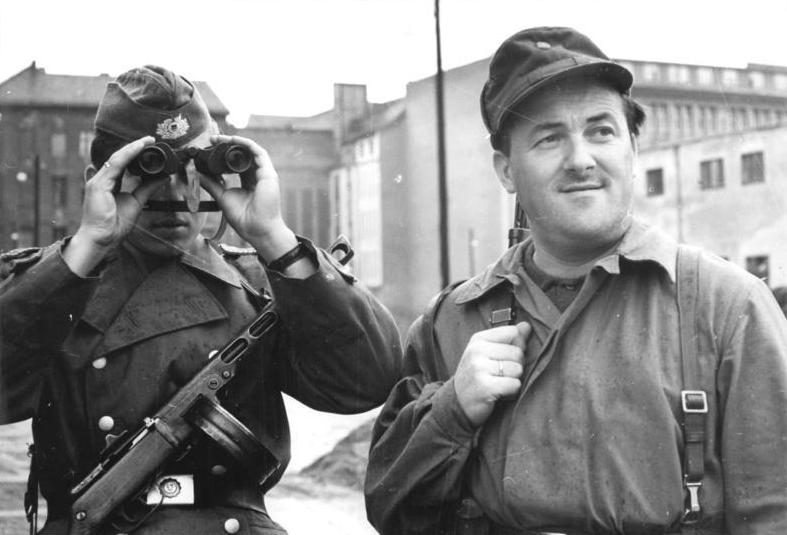
Ein Volkspolizist und ein Kampfgruppenangehöriger sichern den Mauerbau, August 1961

Ulbricht lud am 12. August zu 16 Uhr Mitglieder des SED-Politbüros, Minister und Staatssekretäre, die Vorsitzenden der Blockparteien und den Oberbürgermeister von Ost-Berlin zu einem „Beisammensein“ in das Gästehaus der DDR-Regierung am Großen Döllnsee, rund 80 km nördlich von Berlin, ein, wo sie von der Außenwelt abgeschnitten und unter Kontrolle waren. Er verschwieg zunächst den Zweck des Treffens, lediglich die Mitglieder des SED-Politbüros waren bereits am 7. August eingeweiht worden. Gegen 22 Uhr lud Ulbricht zu einer „kleinen Sitzung“ ein. Auf ihr teilte er seinen Gästen mit: „Aufgrund der Volkskammerbeschlüsse werden heute Nacht zuverlässige Sicherungen an der Grenze vorgenommen.“
In dem von den Mitgliedern des Ministerrates ohne Widerspruch unterschriebenen Beschluss hieß es: „Zur Unterbindung der feindlichen Tätigkeit der revanchistischen und militaristischen Kräfte Westdeutschlands und Westberlins wird eine solche Kontrolle an den Grenzen der Deutschen Demokratischen Republik einschließlich der Grenze zu den Westsektoren von Groß-Berlin eingeführt, wie sie an den Grenzen jedes souveränen Staates üblich ist. Es ist an den Westberliner Grenzen eine verläßliche Bewachung und eine wirksame Kontrolle zu gewährleisten, um der Wühltätigkeit den Weg zu verlegen.“ Ulbricht hatte die Anweisungen für die Grenzschließung schon vor dem Eintreffen der Gäste unterschrieben. Honecker hatte die „Operation Rose“ ausgearbeitet und war längst auf dem Weg in das Ost-Berliner Polizeipräsidium, der Einsatzzentrale für die Abriegelung der Grenze zu West-Berlin.
In der Nacht vom 12. auf den 13. August 1961 begannen NVA sowie 5000 Angehörige der Deutschen Grenzpolizei (Vorläufer der Grenztruppen) mit 5000 Kräften der Schutzpolizei und der Volkspolizei-Bereitschaften sowie 4500 Angehörigen der Betriebskampfgruppen, die Straßen und Schienenwege nach West-Berlin abzuriegeln. Dabei waren seitens der NVA die 1. motorisierte Schützendivision sowie die 8. motorisierte Schützendivision unter maßgeblicher Beteiligung von Einheiten aus Prora als zweite „Sicherungsstaffel“ in einer Tiefe von rund 1000 Metern hinter der Grenze eingesetzt. Auch sowjetische Truppen hielten sich in erhöhter Gefechtsbereitschaft und waren an den alliierten Grenzübergängen präsent. Alle noch bestehenden Verkehrsverbindungen zwischen den beiden Teilen Berlins wurden unterbrochen. Dies betraf allerdings nur noch die U-Bahn und die S-Bahn. Dabei waren die West-Berliner S- und U-Bahn-Linien auf den Tunnelstrecken unter Ost-Berliner Gebiet nur insofern betroffen, als die Stationen abgesperrt wurden und ein Ein- bzw. Ausstieg nicht mehr möglich war. Die Züge fuhren ab dem 13. August abends ohne Halt durch die zu sogenannten „Geisterbahnhöfen“ gewordenen Stationen. Nur die den Bahnhof Friedrichstraße berührenden Linien hielten hier, um das Erreichen der eingerichteten Grenzübergangsstelle zu ermöglichen. Erich Honecker verantwortete als damaliger ZK-Sekretär für Sicherheitsfragen und Sekretär des Nationalen Verteidigungsrates der DDR (NVR) die gesamte Planung und Umsetzung des Mauerbaus politisch im Namen der SED-Führung.
Der 13. August 1961 wird als „Tag des Mauerbaus“ bezeichnet, doch eigentlich wurde an diesem Tag nur die Sektorengrenze abgeriegelt. Als Grenzsicherung wurden an diesem und den Folgetagen an einigen Stellen Mauern errichtet, an anderen wurden Zäune aufgestellt und Stacheldraht gezogen. Auf der Südseite der Bernauer Straße an der Grenze zwischen den Bezirken Mitte und Wedding gehörte der Bürgersteig zu West-Berlin, während die Gebäude auf Ost-Berliner Gebiet standen. In solchen Fällen wurden die Hauseingänge zugemauert. Die Bewohner gelangten nur noch über die Hinterhöfe zu ihren Wohnungen. In den Tagen nach der Abriegelung der Sektorengrenze kam es zu vielen Fluchtversuchen, die später durch z. B. das Zumauern der Fenster, die sich an der Sektorengrenze nach West-Berlin öffneten, und den weiteren Ausbau der Grenzsicherungsanlagen erschwert wurden.
Die Abriegelung brachte auch skurrile Situationen mit sich, vor allem im Bereich der Exklaven, wo es Jahre später teilweise auch zu Gebietsaustauschen kam. So wurde das Lenné-Dreieck am Potsdamer Platz, obwohl zu Ost-Berlin gehörend, bei Errichtung der Mauer ausgespart. Mangels Befugnissen der West-Berliner Behörden entwickelte sich das Terrain zeitweise zu einem faktisch rechtsfreien Raum.
Die sowjetische Regierung erklärte am 24. August, dass die Luftkorridore nach West-Berlin zur Einschleusung westdeutscher „Agenten, Revanchisten und Militaristen“ missbraucht würden. West-Berlin gehöre nicht zur Bundesrepublik; deshalb könne sich die Kompetenz von Amtsstellen der Bundesrepublik nicht auf Berlin erstrecken.
Bis zum September 1961 desertierten allein von den eingesetzten Sicherungskräften 85 Mann nach West-Berlin, außerdem gab es 216 gelungene Fluchtversuche von 400 Menschen. Unvergessen sind bekannt gewordene Bilder von Flüchtlingen, die sich an Bettlaken aus Häusern in der Bernauer Straße abseilten, einer alten Frau, die sich in ein Sprungtuch der West-Berliner Feuerwehr fallen ließ, und dem den Stacheldraht überspringenden jungen Grenzpolizisten Conrad Schumann.

### Reaktionen der DDR-Bürger
Der DDR-Bevölkerung war durchaus bewusst, dass die Schließung der Sektorengrenze der Unterbindung der Fluchtbewegung („Republikflucht“) sowie des „Grenzgängertums“ galt. Dennoch kam es nur zu vereinzelten Protesten. So fanden sich bereits am 13. August Ost-Berliner an den Grenzübergängen zu West-Berlin ein, die lautstark ihren Unmut artikulierten. Allein am Übergang Wollankstraße in Pankow versammelten sich rund 500 Menschen. Immer wieder drängten DDR-Grenzpolizisten die Demonstranten gewaltsam von den Absperrungen zurück. Außerdem nutzten viele DDR-Bürger die noch vorhandenen Schlupflöcher in der Sektorengrenze für eine Flucht in den Westen. Massenproteste gegen die Grenzsperrung wie in West-Berlin blieben jedoch aus. Auch in den DDR-Betrieben kam es in der folgenden Arbeitswoche nur zu vereinzelten Streiks. Am stärksten rebellierte die Jugend, die sich in ihrer Freiheit eingeschränkt und vor allem von der westlichen Freizeitkultur abgeschnitten sah. Die Staatssicherheit registrierte eine Reihe von politischen „Jugendbanden“. Die bekannteste Gruppe war der Strausberger „Ted-Herold-Fanklub“ um Michael Gartenschläger, der offen gegen den Mauerbau protestierte. Dagegen äußerten die Künstler des DDR-Schriftstellerverbandes und der Akademie der Künste der DDR ihre uneingeschränkte Zustimmung zu den „Maßnahmen der Regierung der DDR“ am 13. August 1961. Dass es zu keinem Aufstand gegen die Mauer kam, wird in der Forschung zurückgeführt auf die Angst der DDR-Bürger vor Repressionen in Erinnerung an den niedergeschlagenen Volksaufstand vom 17. Juni 1953 sowie auf die Überrumpelung durch die SED-Führung, die die Grenzschließung im Geheimen vorbereitet hatte. Neuere Untersuchungen erweitern den Radius der Motive für die ausgebliebenen Massenproteste. So verfolgten viele DDR-Bürger die Grenzschließung mit Gleichgültigkeit, weil sie entweder privat bzw. beruflich nicht direkt davon betroffen waren oder die Wirtschaftskrise, die sie als massive Versorgungskrise zu spüren bekamen, empörender fanden. Andere fanden die Grenzabriegelung notwendig, damit der DDR durch die anhaltende Fluchtbewegung nicht noch mehr Fachkräfte verloren gingen. Einige begrüßten den Mauerbau, weil sie hofften, die Umsetzung der sozialistischen Idee lasse sich nun ungestört realisieren.
Nicht alle haben gleichgültig reagiert oder zugestimmt. Junge Leute opponierten, worüber die Bundeszentrale für politische Bildung in Zusammenarbeit mit der Robert-Havemann-Gesellschaft auf ihrer Website Jugendopposition.de berichten.

### Westdeutsche und West-Berliner Reaktionen

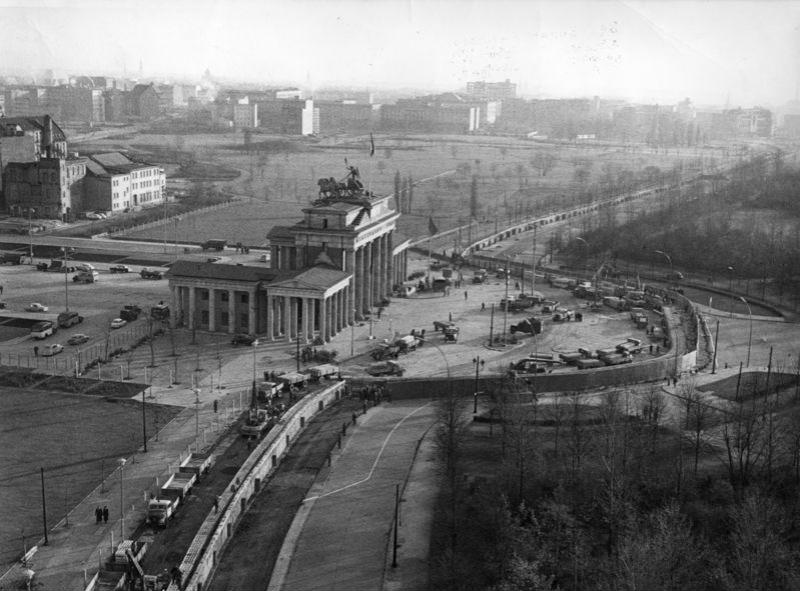
Luftbild des Brandenburger Tors, 1961

Bundeskanzler Konrad Adenauer rief noch am selben Tag über Radio die Bevölkerung zu Ruhe und Besonnenheit auf und verwies auf nicht näher benannte Reaktionen, die gemeinsam mit den Alliierten folgen würden. Erst am 22. August, neun Tage nach dem Mauerbau, besuchte er West-Berlin. Auf politischer Ebene protestierte allein der Regierende Bürgermeister Willy Brandt energisch – aber letztlich machtlos – gegen die Einmauerung West-Berlins und die endgültig scheinende Teilung der Stadt. Die westdeutschen Bundesländer gründeten noch im selben Jahr die Zentrale Erfassungsstelle der Landesjustizverwaltungen in Salzgitter, um Menschenrechtsverletzungen auf dem Gebiet der DDR zu dokumentieren und so zumindest symbolisch dem Regime Einhalt zu gebieten. Am 16. August 1961 kam es zu einer Protestdemonstration von Willy Brandt und 300.000 West-Berlinern vor dem Rathaus Schöneberg.
Im offiziellen Sprachgebrauch des Senats wurde die Mauer bald nur noch als Schandmauer bezeichnet. Am 15. Oktober 1961 erklärte Adenauer, durch den Bau der Mauer sei die „Sowjetzone in ein Konzentrationslager“ umgewandelt worden. Verantwortlich für diesen „neue[n] Abschnitt im Nervenkrieg um Berlin“ sei die Sowjetunion.

### Alliierte Reaktionen

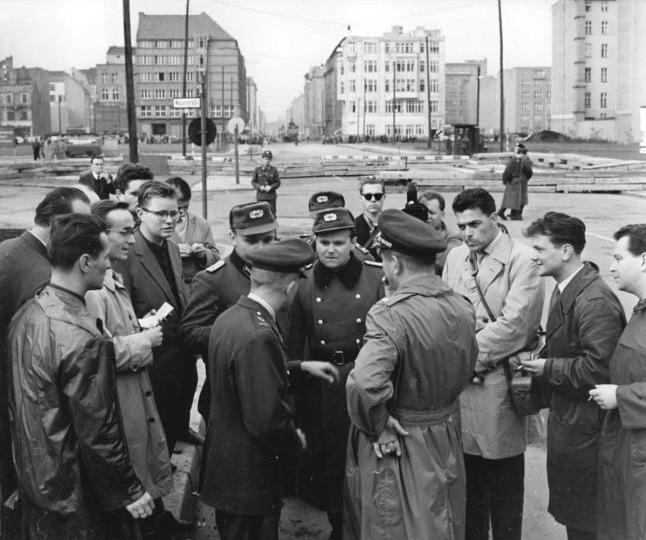
US-Soldaten und DDR-Volkspolizisten, Oktober 1961

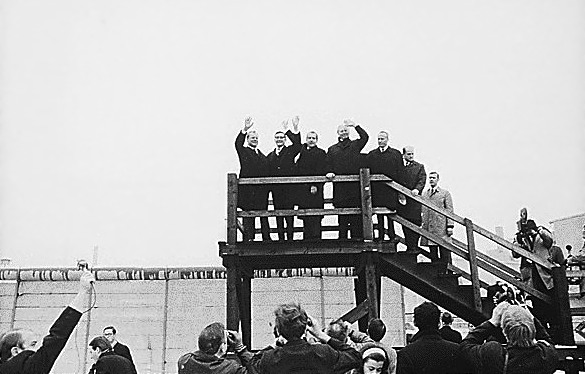
US-Präsident Richard Nixon an der Berliner Mauer, 1969

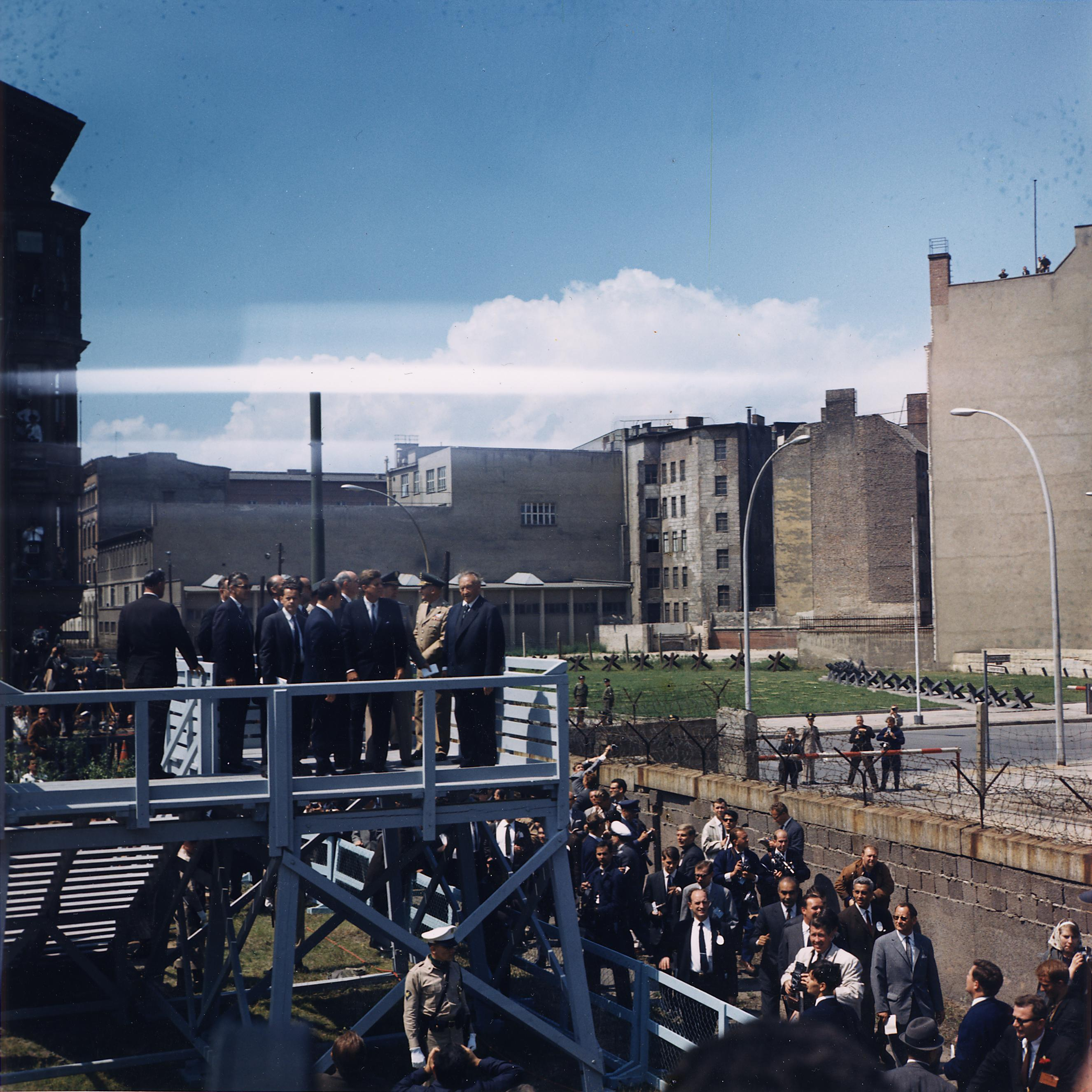
US-Präsident John F. Kennedy und Bundeskanzler Konrad Adenauer am 26. Juni 1963 am Checkpoint Charlie

Die Reaktionen der Westmächte auf den Mauerbau kamen zögerlich und sukzessive: Nach 20 Stunden erschienen Militärstreifen an der Grenze. Nach 40 Stunden wurde eine Rechtsverwahrung an den sowjetischen Kommandanten Berlins geschickt. Nach 72 Stunden gingen diplomatische Proteste der Alliierten – um der Form Genüge zu tun – direkt in Moskau ein. Es gab immer wieder Gerüchte, dass die Sowjets den westlichen Alliierten vorher versichert hätten, deren Rechte an West-Berlin nicht anzutasten. 1970 erhielt Egon Bahr Nachricht darüber, dass keine der Westmächte in Moskau gegen den Mauerbau protestiert hatte.
Ausgehend von dieser Haltung der Sowjets hatte der amerikanische Präsident Kennedy bereits Anfang Juni 1961 dem sowjetischen Ministerpräsidenten Chruschtschow bei einem Treffen in Wien seine Zustimmung gegeben, dass Maßnahmen ergriffen werden könnten, um die Abwanderung der Menschen aus der DDR und Ost-Berlin nach West-Berlin zu verhindern. Voraussetzung war allerdings der freie Zugang nach West-Berlin. Tatsächlich war angesichts der Erfahrung der Berlin-Blockade der Status von West-Berlin in den Augen der Westalliierten stets gefährdet – der Mauerbau war nun eine konkrete Manifestierung des Status quo:

„Eine Mauer ist verdammt noch mal besser als ein Krieg“

„Die Ostdeutschen halten den Flüchtlingsstrom auf und verschanzen sich hinter einem noch dichteren Eisernen Vorhang. Daran ist an sich nichts Gesetzwidriges.“

US-Präsident John F. Kennedy reagierte zunächst nur zurückhaltend, stand aber zur „freien Stadt“ Berlin. Er reaktivierte General Lucius D. Clay, den „Vater der Berliner Luftbrücke“, und schickte ihn zusammen mit dem US-Vizepräsident Lyndon B. Johnson nach West-Berlin. Am 19. August 1961 trafen die beiden in der Stadt ein. Die amerikanischen Kampftruppen in der Stadt wurden verstärkt: 1.500 Mann der 8. US-Infanteriedivision fuhren aus Mannheim kommend über die Transitstrecke durch die DDR nach West-Berlin. Bei ihrer Ankunft in der Stadt wurden die Truppen von den Menschen mit so großem Jubel begrüßt, dass die US-Mission nach Washington schrieb, man fühle sich an die Begeisterung bei der Befreiung Frankreichs im Zweiten Weltkrieg erinnert. Beides machte der verunsicherten West-Berliner Bevölkerung klar, dass die Vereinigten Staaten zu ihren Rechten in der Stadt stehen würden. Die Amerikaner wiesen Versuche der Volks- und Grenzpolizei energisch zurück, alliierte Offiziere und Angestellte kontrollieren zu wollen. Schließlich wirkte Marschall Iwan Konew, Oberkommandierender der Gruppe der Sowjetischen Streitkräfte in Deutschland (GSSD), mäßigend auf die DDR-Funktionäre ein.
Zu einer direkten Konfrontation zwischen amerikanischen und sowjetischen Truppen kam es am 27. Oktober 1961 am Checkpoint Charlie auf der Friedrichstraße, als – infolge von Unstimmigkeiten – jeweils 30 Kampfpanzer der amerikanischen und sowjetischen Armee unmittelbar am Grenzstreifen einander gegenüber auffuhren. Am nächsten Tag wurden allerdings beide Panzergruppen wieder zurückgezogen. Dieses „kalte Scharmützel“ hatte aber enorme politische Bedeutung, weil es den Amerikanern auf diese Weise gelungen war, zu belegen, dass die UdSSR und nicht die DDR für den Ostteil Berlins verantwortlich war. Beide Seiten wollten den Kalten Krieg nicht wegen Berlin eskalieren lassen oder gar einen Atomkrieg riskieren.
Der US-amerikanische Außenminister Dean Rusk sprach sich in einem Fernsehinterview am 28. Februar 1962 für die Schaffung einer internationalen Behörde zur Überwachung des freien Zugangs nach Berlin und gegen eine Anerkennung der DDR aus, und am 24. April erklärte Rusk, die US-Regierung halte den freien Zugang nach Berlin mit Befugnissen der DDR-Behörden an den Zugangswegen für unvereinbar. Der bundesdeutsche Außenminister Heinrich von Brentano und der französische Staatspräsident Charles de Gaulle wiederum sprachen sich in Pressekonferenzen gegen eine internationale Zugangskontrollbehörde für Berlin aus.
Im Juni 1963 besuchte US-Präsident John F. Kennedy Berlin. Vor dem Rathaus Schöneberg hielt er eine Rede über die Mauer, in der er die historischen Worte „Ich bin ein Berliner“ sprach. Dieser symbolische Akt bedeutete den West-Berlinern – insbesondere in Anbetracht der amerikanischen Akzeptanz beim Bau der Mauer – viel. Für die Westalliierten und die DDR bedeutete der Mauerbau eine politische und militärische Stabilisierung, der Status quo von West-Berlin wurde festgeschrieben – die Sowjetunion gab ihre im Chruschtschow-Ultimatum noch 1958 formulierte Forderung nach einer entmilitarisierten, „freien“ Stadt West-Berlin auf.
Am 22. August 1962 wurde die sowjetische Kommandantur in Berlin aufgelöst. Am 28. September erklärte der US-amerikanische Verteidigungsminister Robert McNamara in Washington, dass der freie Zugang nach Berlin mit allen Mitteln zu sichern sei. Die Außenminister der drei Westmächte und der Bundesrepublik kamen am 12. Dezember 1962 in Paris überein, dass der Sowjetunion keine neuen Vorschläge zur Berlin-Frage gemacht werden sollten.
Anlässlich eines Arbeitsbesuches von Bundeskanzler Ludwig Erhard am 11. Juni 1964 in Paris bot der französische Präsident Charles de Gaulle für den Fall eines militärischen Konflikts um Berlin oder die Bundesrepublik den sofortigen Einsatz französischer Atomwaffen an.
Die Regierungen der drei Westmächte bekräftigten in einer gemeinsamen Erklärung am 26. Juni 1964 zum Freundschaftsvertrag zwischen der Sowjetunion und der DDR vom 12. Juni 1964 ihre Mitverantwortung für ganz Berlin.

### DDR-Propaganda
Die DDR-Propaganda stellte die Mauer wie auch die gesamte Grenzsicherung zur Bundesrepublik als Schutz vor „Abwanderung, Unterwanderung, Spionage, Sabotage, Schmuggel, Ausverkauf und Aggression aus dem Westen“ dar. Zur Propagierung dieser Darstellung gehörte das Veranstalten von Schauprozessen, wovon der gegen Gottfried Strympe 1962 mit einem Justizmord endete. Die Sperranlagen richteten sich hauptsächlich gegen die eigenen Bürger. Dieser Umstand durfte in der Öffentlichkeit der DDR ebenso wenig thematisiert werden wie die Tatsache der massenhaften Flucht aus der DDR. Zunächst war das ungenehmigte Verlassen des Gebiets der DDR gemäß § 8 des Pass-Gesetzes der DDR seit 1954 strafbar, erst mit Inkrafttreten des Strafgesetzbuches der DDR am 1. Juli 1968 drohte für einen ungesetzlichen Grenzübertritt eine Freiheitsstrafe von zwei Jahren, die jedoch in der Urteilspraxis mit bis zu fünf Jahren überschritten wurde. Eine Gesetzesänderung vom 28. Juni 1979 setzte die Höchststrafe auf acht Jahre fest.
Anlässlich des fünften Jahrestages der Errichtung der Mauer forderte Ulbricht 1966 von der westdeutschen Regierung einen 30-Milliarden-DM-Kredit für die DDR, um „wenigstens einen Teil des Schadens“ wiedergutzumachen, der ihr vor Errichtung der Mauer durch „Ausplünderung“ seitens des Westens entstanden sei. Die Bonner Regierung habe beabsichtigt, „nach den Wahlen (im September 1961) mit einem offenen Angriff auf die DDR, dem Bürgerkrieg und militärischen Provokationen zu beginnen“. Der Mauerbau habe den Frieden der Welt gerettet.

## Mauerjahre

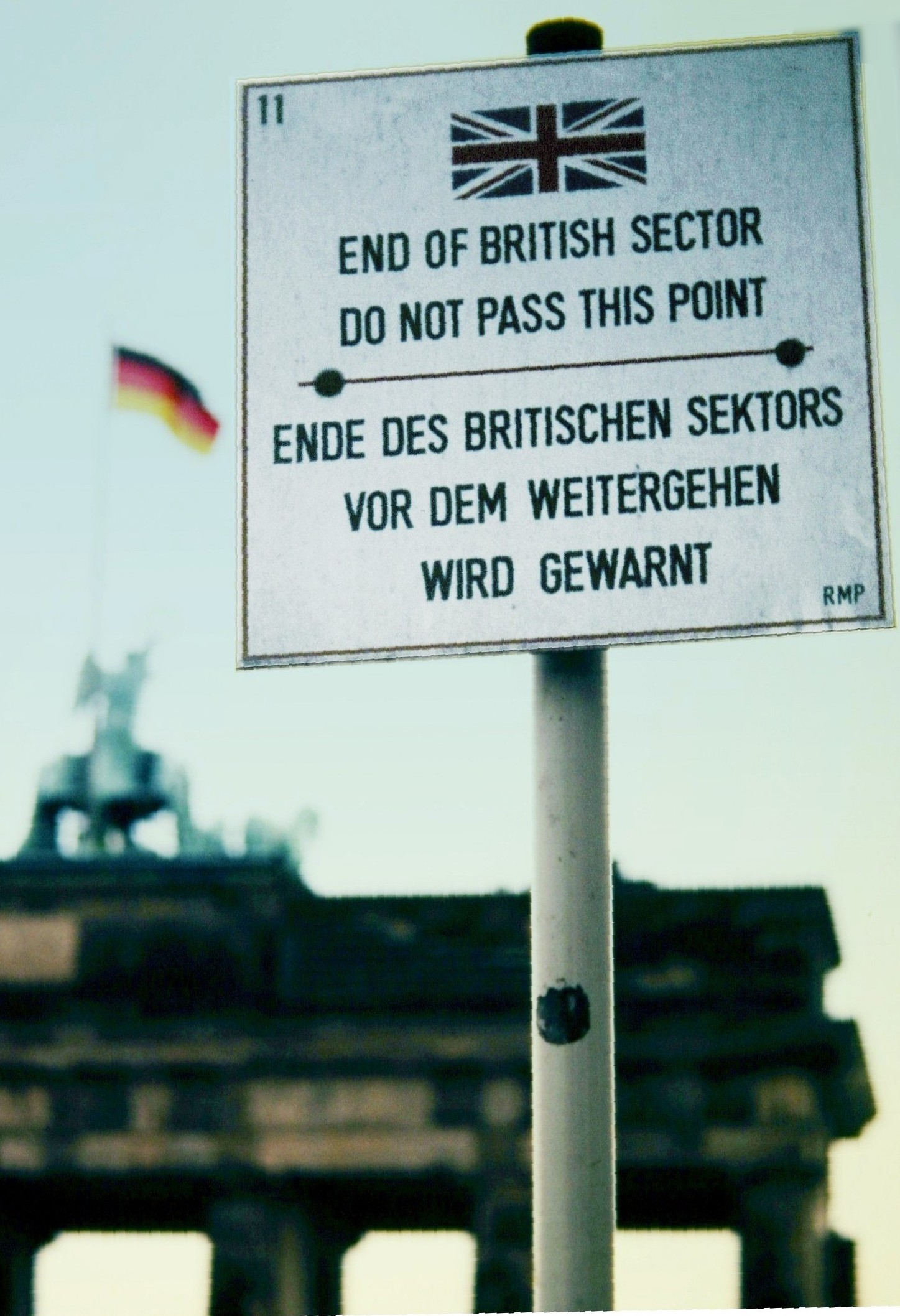
„End of British Sector“ vor dem Brandenburger Tor, 1988

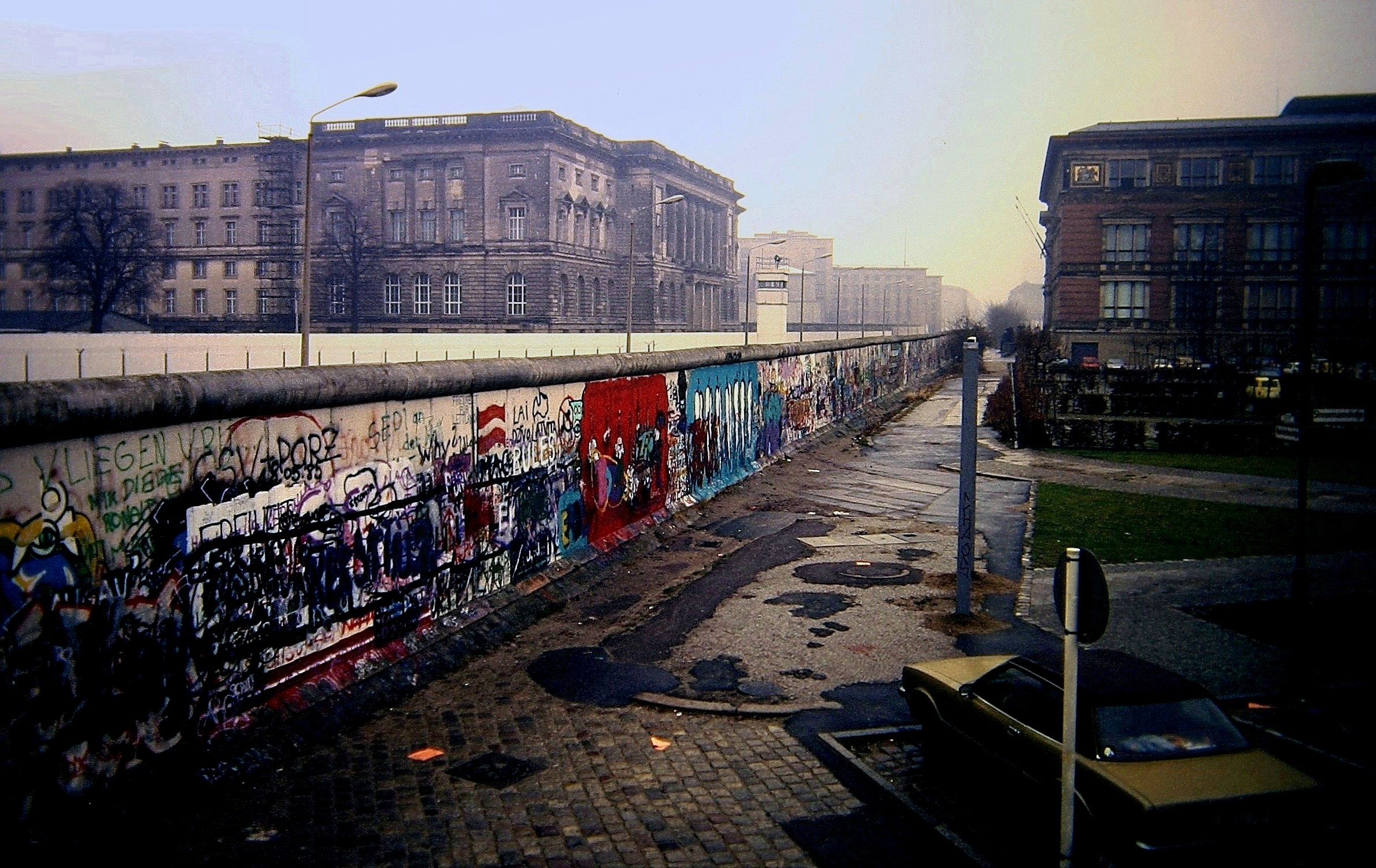
Mauerabschnitt Niederkirchnerstraße zwischen Kreuzberg und Mitte, 1988

Der Bau der Mauer machte Berlin bald vom einfachsten Platz für einen unbefugten Übertritt von Ost- nach Westdeutschland zum schwierigsten. West-Berliner durften bereits seit dem 1. Juni 1952 nicht mehr frei in die DDR einreisen, nach Errichtung der Mauer konnten sie ab 26. August 1961 Ost-Berlin nicht mehr besuchen. Nach langen Verhandlungen wurde 1963 das Passierscheinabkommen getroffen, das mehreren hunderttausend West-Berlinern zum Jahresende ein Wiedersehen mit ihrer Verwandtschaft im Ostteil der Stadt ermöglichte. In den Jahren 1964, 1965 und 1966 kam es erneut zur befristeten Ausgabe von Passierscheinen. Ein fünftes Passierscheinabkommen folgte nicht. Ab 1966 gab die DDR nur in „Härtefällen“ Passierscheine an West-Berliner für Verwandtenbesuche im Ostsektor aus.
Die DDR verbot ab dem 13. April 1968 Ministern und Beamten der Bundesrepublik den Transit nach West-Berlin durch ihr Gebiet. Am 19. April 1968 protestierten die drei Westmächte gegen diese Anordnung. Am 12. Juni 1968 führte die DDR die Pass- und Visumpflicht für den Transitverkehr zwischen West-Berlin und der Bundesrepublik Deutschland ein. Als Reaktion auf die von der DDR eingeführten Visumgebühren im Berlin-Verkehr beschloss der NATO-Rat, künftig bei Reisegenehmigungen für DDR-Funktionäre in NATO-Staaten eine Gebühr zu erheben. Am 8. Februar 1969 erließ die DDR-Regierung mit Wirkung ab dem 15. Februar ein Durchreiseverbot für die Mitglieder der nach West-Berlin einberufenen Bundesversammlung sowie für Bundeswehrangehörige und Mitglieder des Verteidigungsausschusses des Deutschen Bundestages. Die sowjetische Regierung protestierte gegen die Wahl des Bundespräsidenten in West-Berlin. Am 5. März 1969 wurde dennoch Gustav Heinemann zum Bundespräsidenten gewählt.

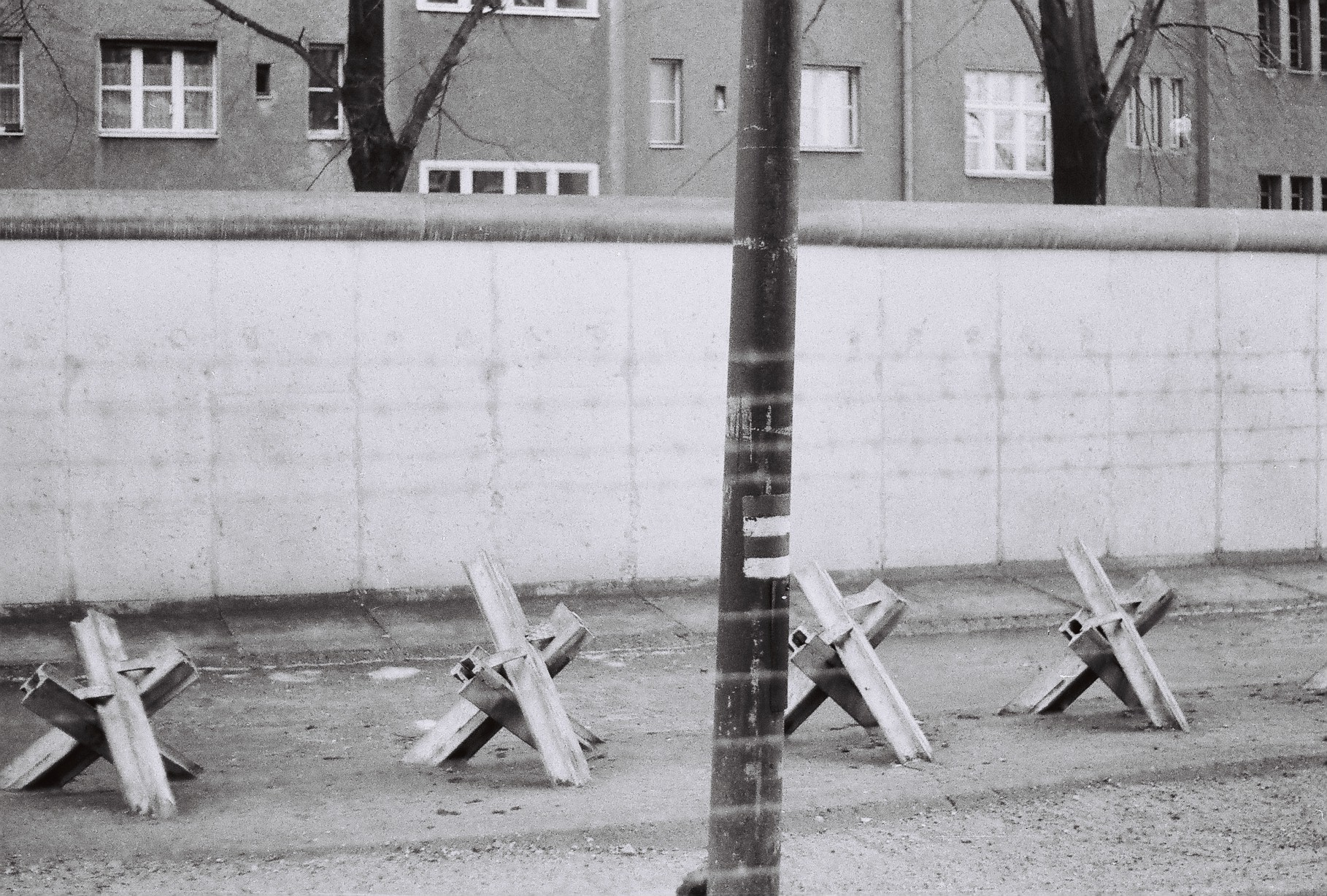
Berliner Mauer, Bouchéstraße, Blick vom Ostteil nach West-Berlin aus einer DDR-Offizierswohnung, ca. 1984

Die drei Westmächte schlugen der Sowjetunion am 15. Dezember 1969 Vier-Mächte-Gespräche über eine Verbesserung der Situation in Berlin und auf den Zugangswegen nach Berlin vor. 1971 sicherte das Viermächteabkommen über Berlin die Erreichbarkeit West-Berlins und beendete die wirtschaftliche Bedrohung durch Schließung der Zufahrtsrouten. Ferner bekräftigten alle vier Mächte die gemeinsame Verantwortung für ganz Berlin und stellten klar, dass West-Berlin kein Bestandteil der Bundesrepublik sei und nicht von ihr regiert werden dürfe. Während die Sowjetunion den Vier-Mächte-Status jedoch nur auf West-Berlin bezog, unterstrichen die Westalliierten 1975 in einer Note an die Vereinten Nationen ihre Auffassung vom Viermächtestatus über Gesamt-Berlin.
Ab Anfang der 1970er Jahre wurde mit der durch Willy Brandt und Erich Honecker eingeleiteten Politik der Annäherung zwischen der DDR und der Bundesrepublik Deutschland (Neue Ostpolitik) die Grenze zwischen den beiden Staaten etwas durchlässiger. Die DDR gewährte nun Reiseerleichterungen, vornehmlich für „unproduktive“ Bevölkerungsgruppen wie Rentner, und vereinfachte für Bundesbürger aus grenznahen Regionen Besuche in der DDR. Eine umfassendere Reisefreiheit machte die DDR von der Anerkennung ihres Status als souveräner Staat abhängig und verlangte die Auslieferung von nicht rückkehrwilligen DDR-Reisenden. Die Bundesrepublik erfüllte aufgrund des Grundgesetzes diese Forderungen nicht.
Zwischen dem 13. August 1961 und dem 9. November 1989 gab es 5075 gelungene Fluchten nach West-Berlin, davon 574 Fahnenfluchten.

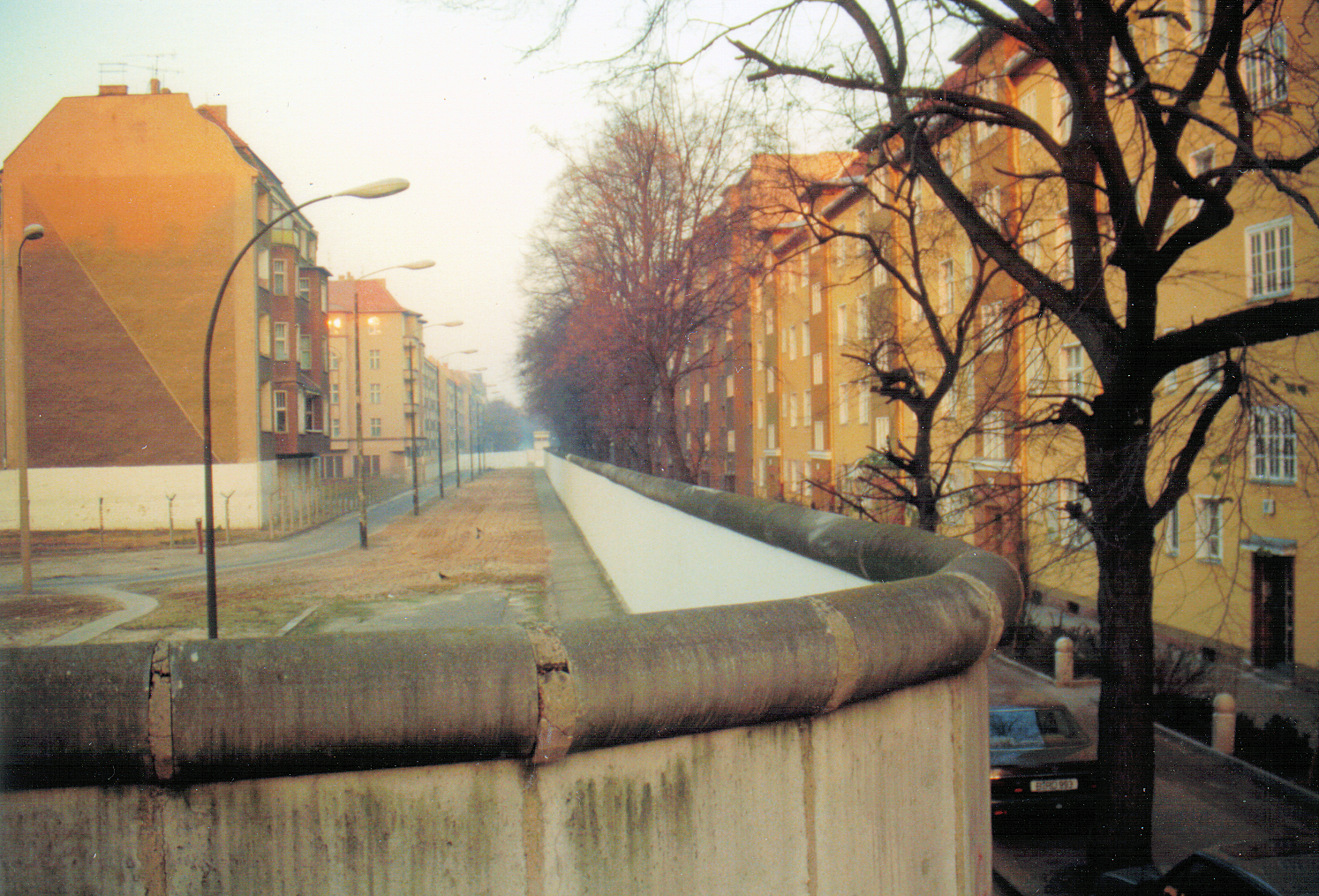
Geteilte Straße. Die Grundstücke der Bouchéstraße gehörten links zum Ost-Berliner Stadtbezirk Treptow, rechts zum West-Berliner Bezirk Neukölln, 1989.
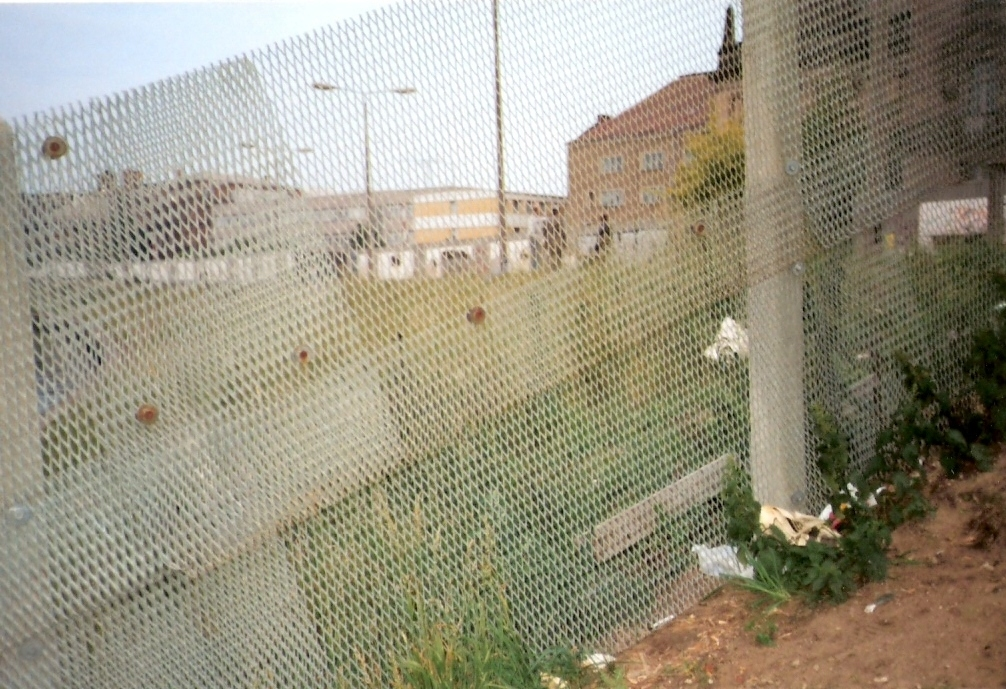
Streckmetallgitterzaun im Grenzbereich Berlin
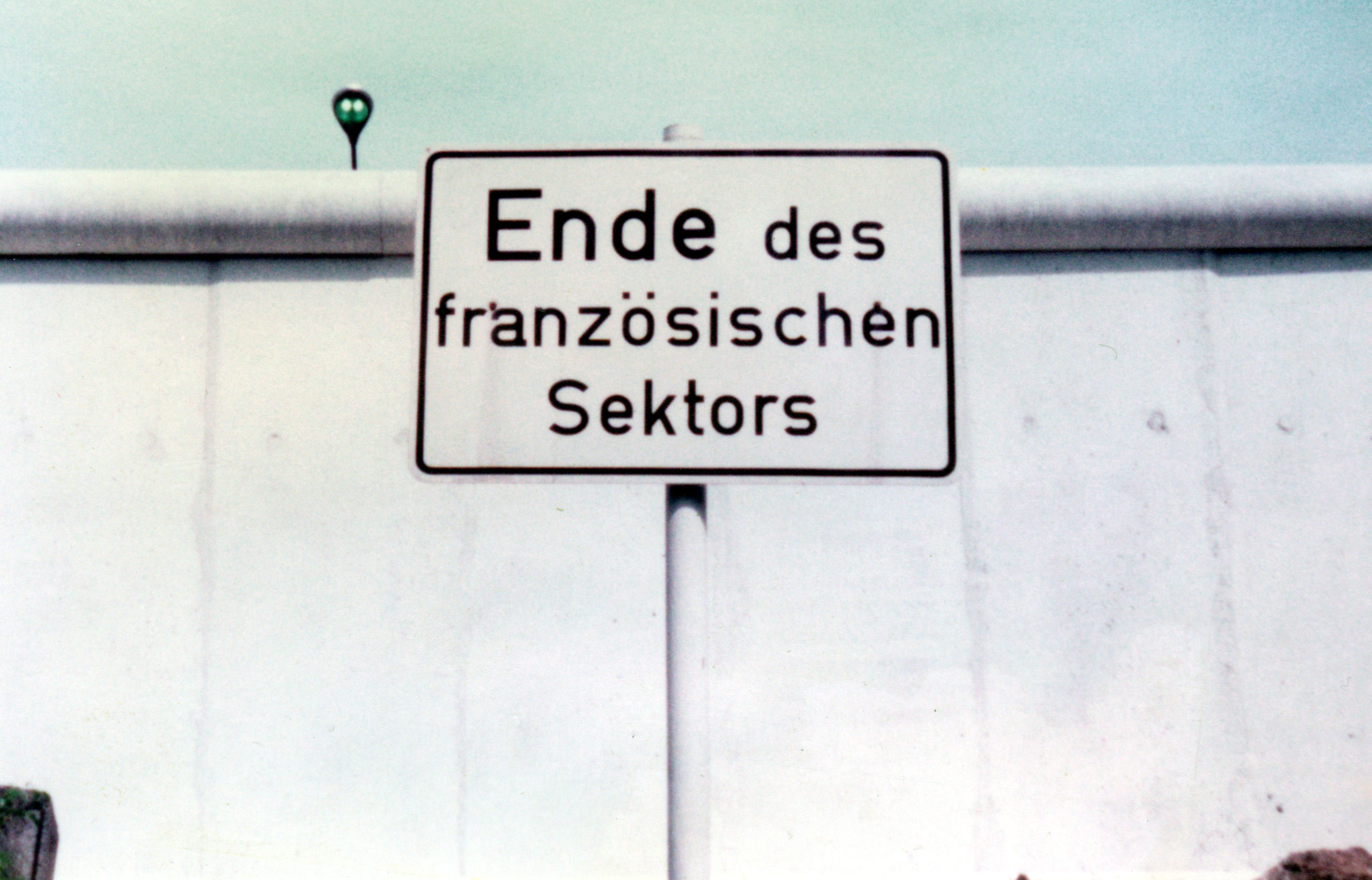
Sektorengrenze in Heiligensee, 1982
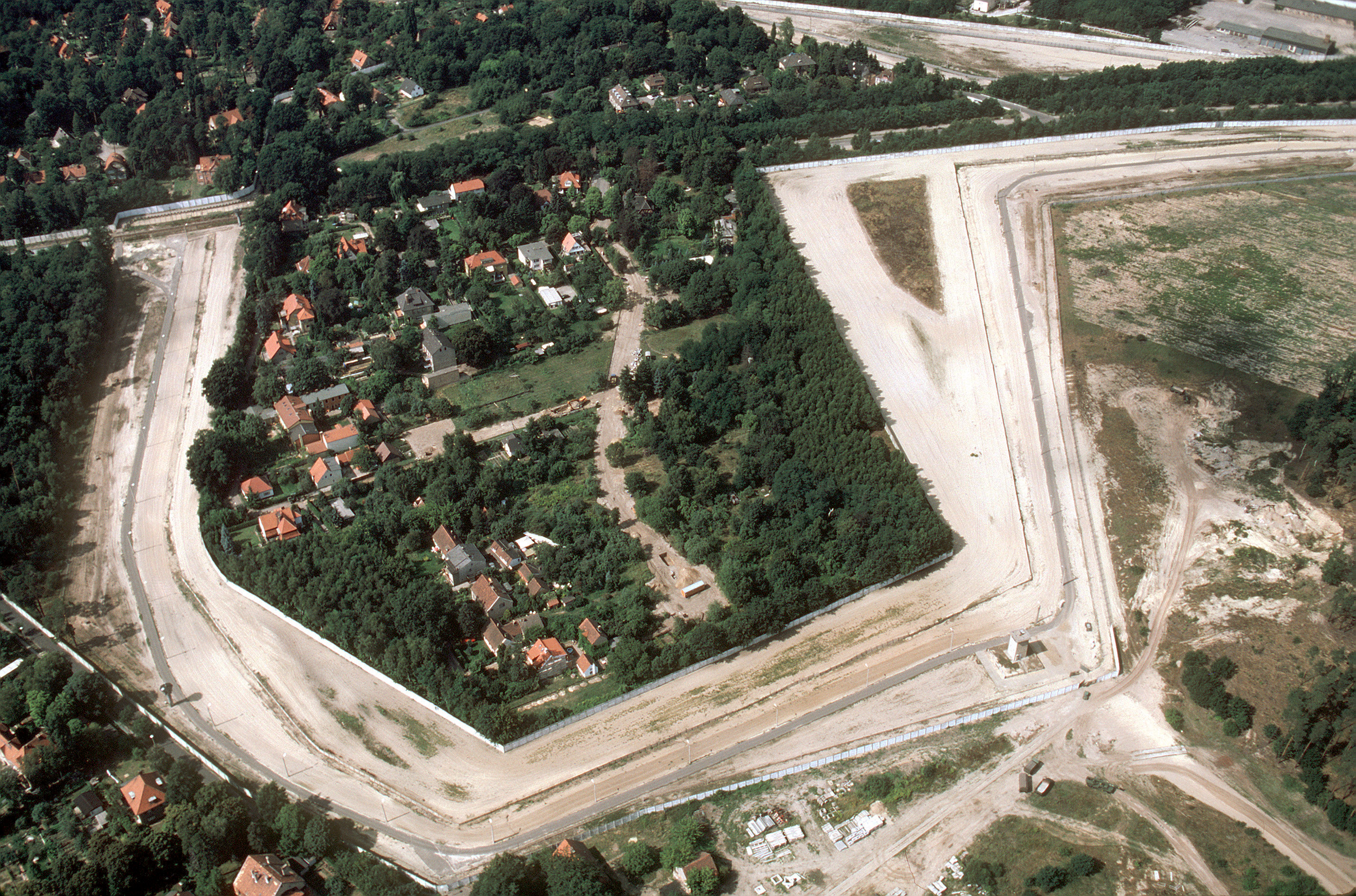
Maueranlage in Berlin-Steinstücken aus der Luft, 1989
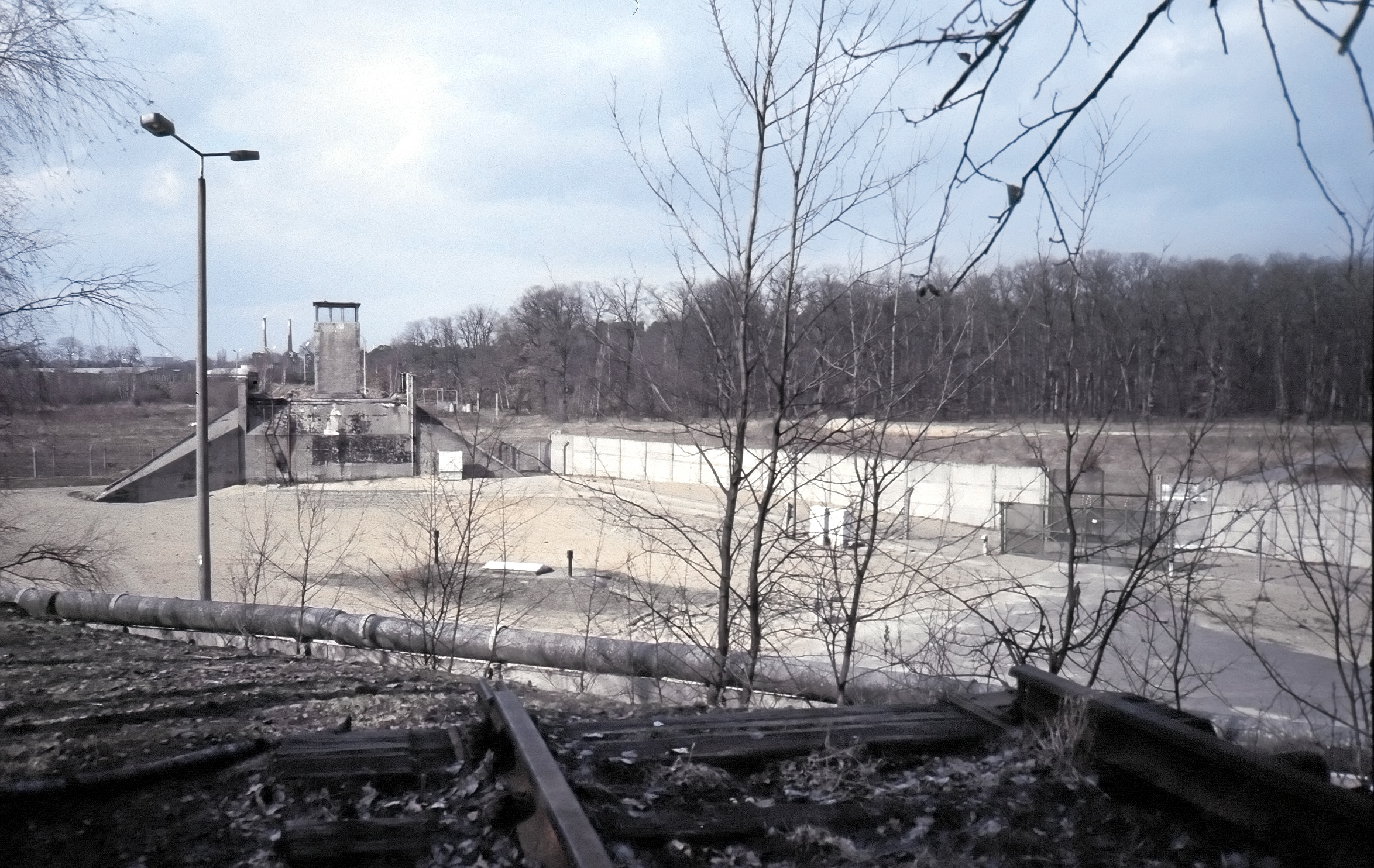
Von der Grenze unterbrochene Bahntrasse bei Heiligensee, 1987
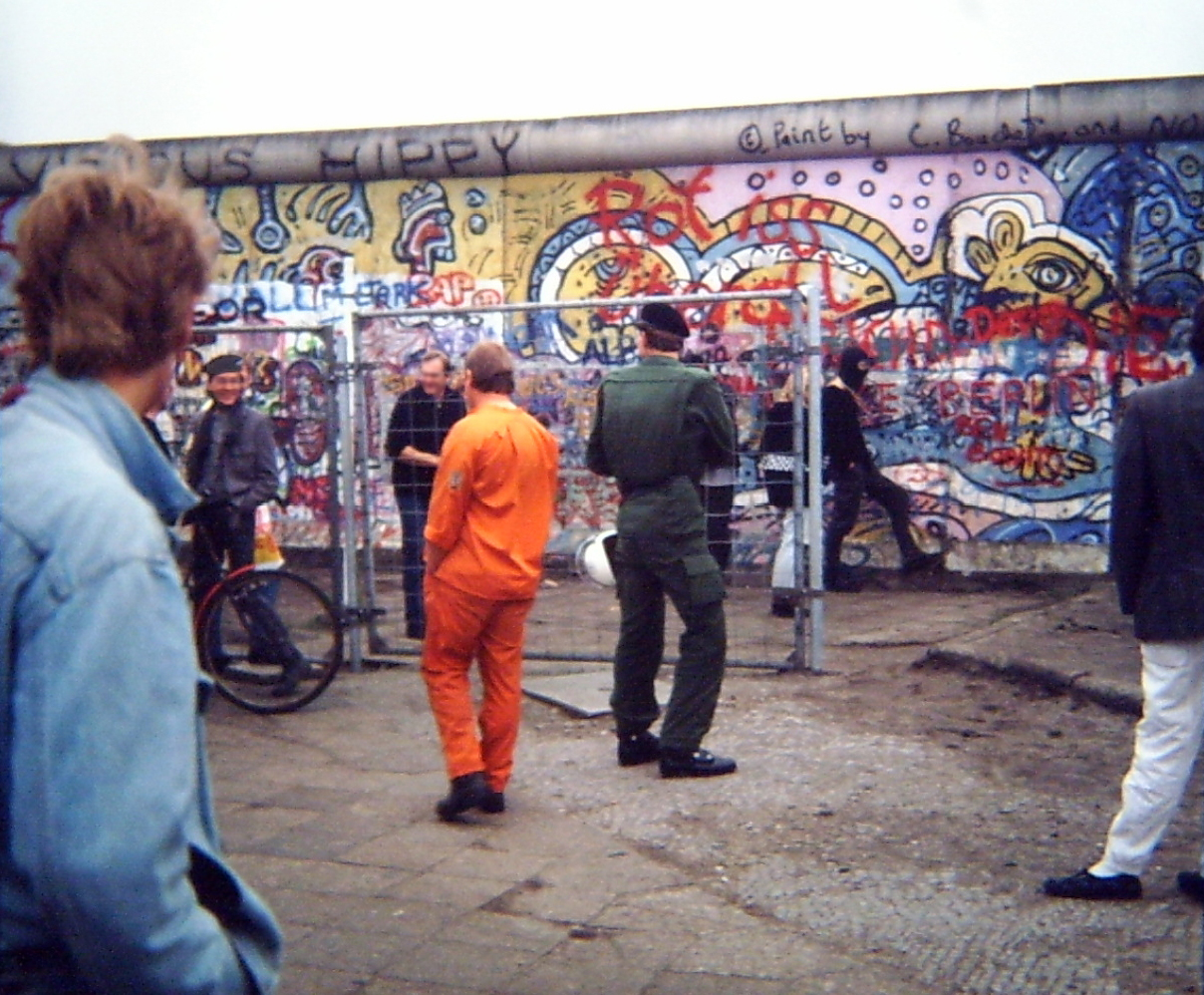
Von der Polizei überwachte Schleuse zum sogenannten „Kubat-Dreieck“ (Lenné-Dreieck) am Potsdamer Platz kurz vor der Räumung 1988
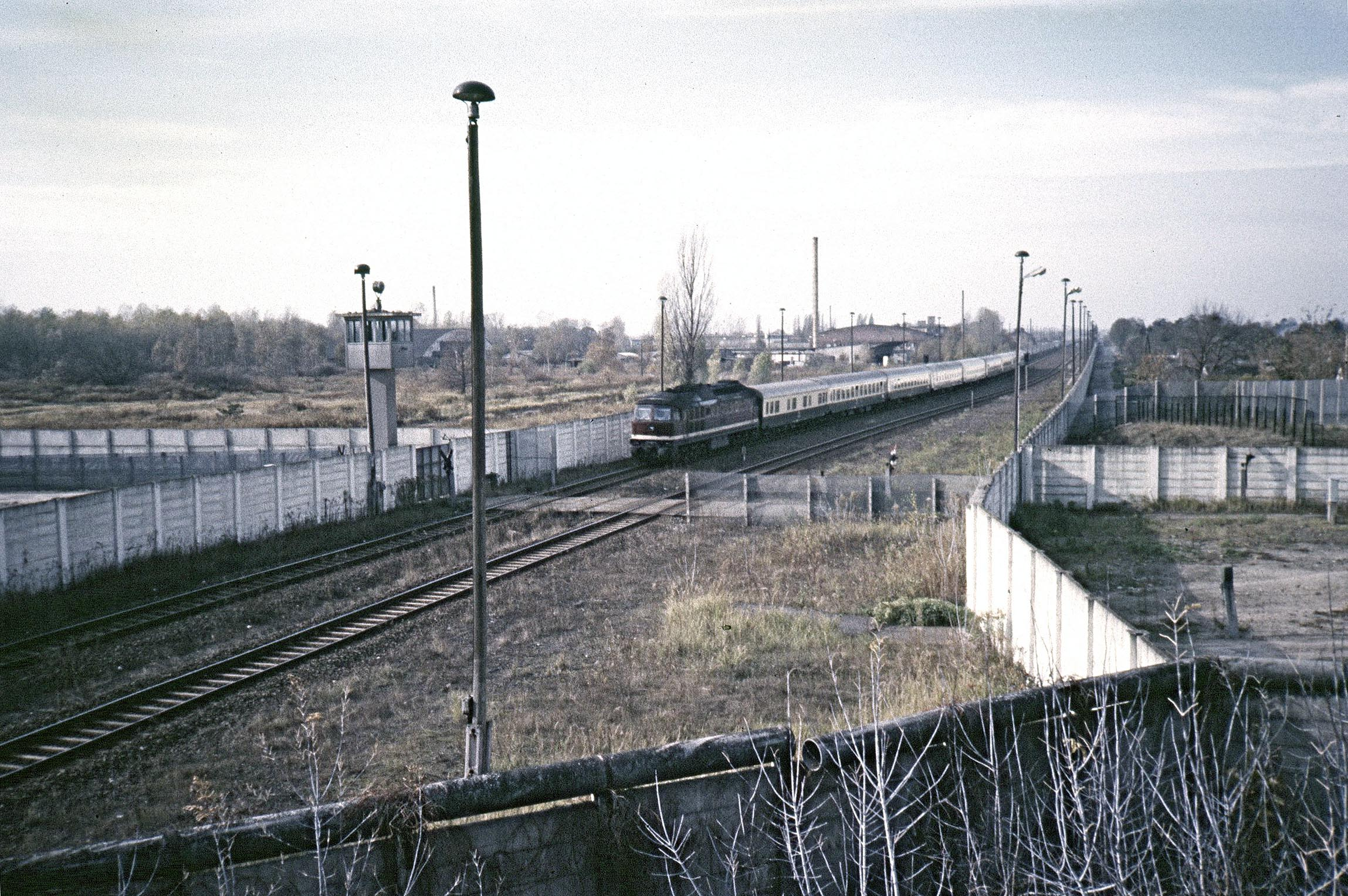
Transitzug aus Hamburg durchfährt die Grenzanlagen am Bahnhof Staaken, 1986
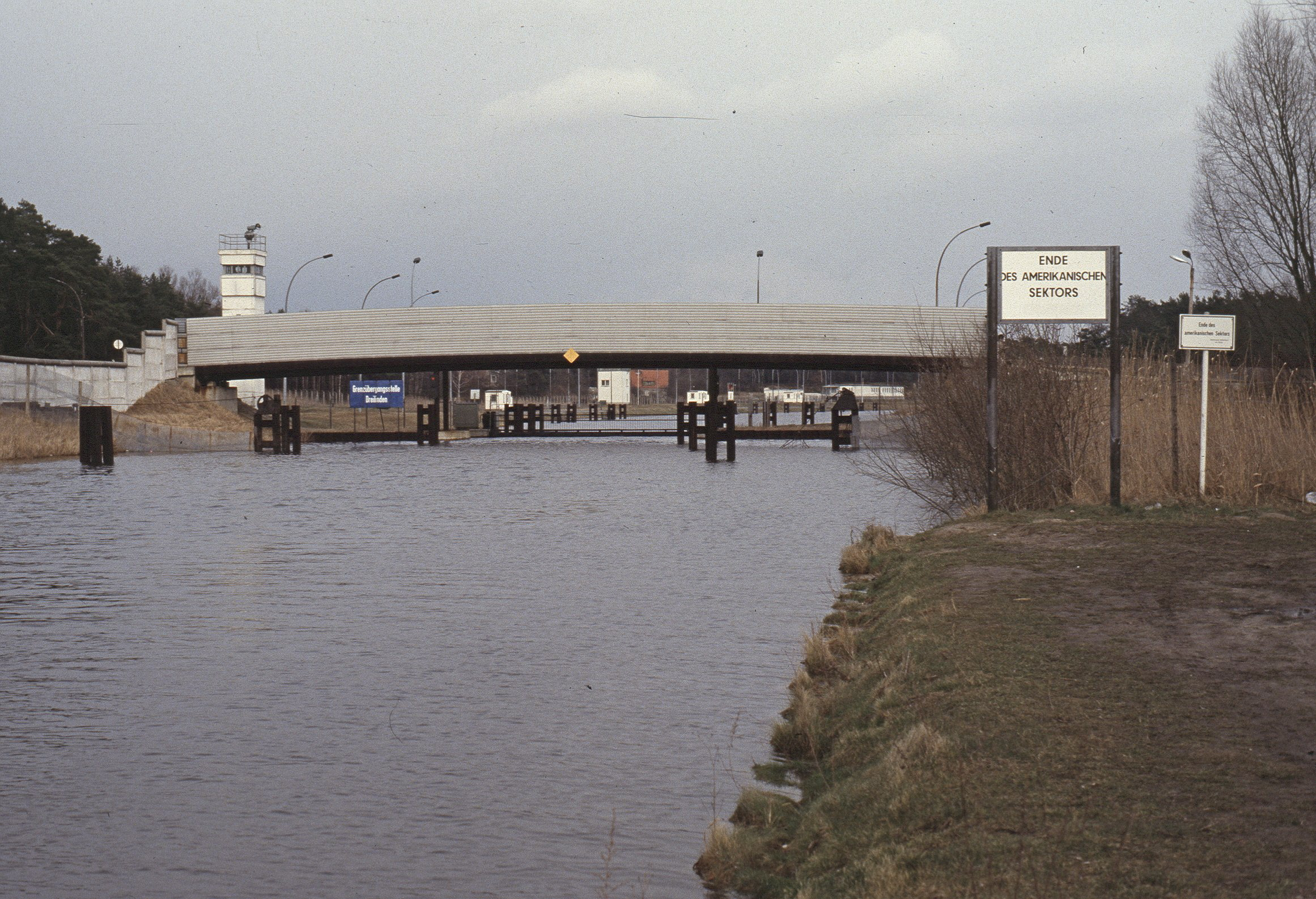
Grenzübergang Dreilinden für Frachtschiffe am Teltowkanal bei Albrechts Teerofen, 1988

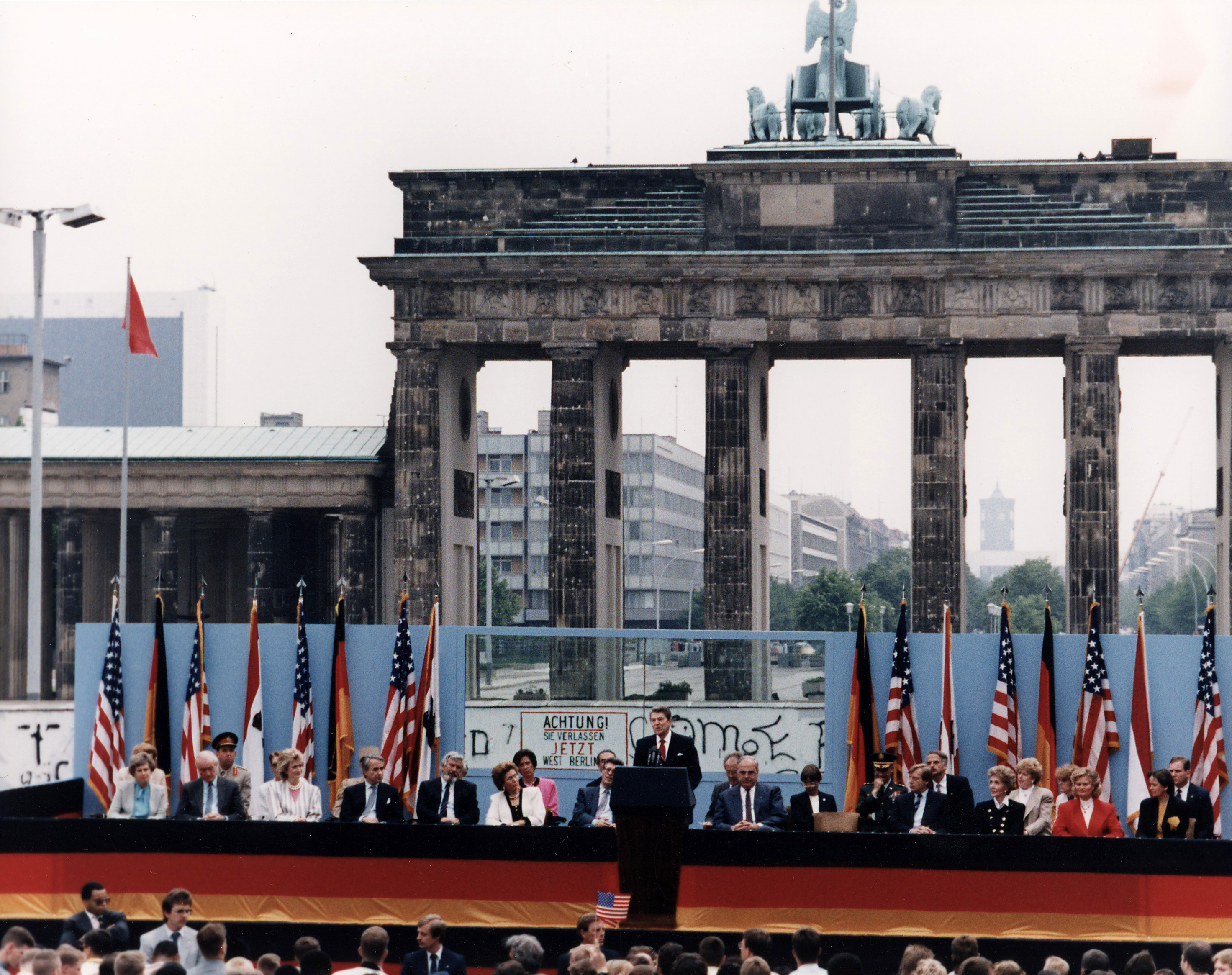
Der damalige US-Präsident Ronald Reagan bei seiner berühmten Berliner Rede mit dem Appell „Tear down this wall!“ („(Mr. Gorbatschow,) reißen Sie diese Mauer nieder!“) zur Öffnung des Brandenburger Tors am 12. Juni 1987

## Struktur der Berliner Grenzanlagen
| Länge (km) | Anlage                                                                 |
| ---------- | ---------------------------------------------------------------------- |
| 156,40     | Grenzbefestigung um West-Berlin zwischen 3,40 und 4,20 m Höhe          |
| 111,90     | Beton- und Steinmauern                                                 |
| 44,50      | Metallgitterzaun                                                       |
| 112,70     | Grenzbefestigung im Bezirk Potsdam                                     |
| 43,70      | Grenzbefestigung innerhalb von Ost- und West-Berlin (Sektorengrenze)   |
| 0,50       | Reste von Häuserfronten, Grundstücksmauern                             |
| 58,95      | Grenzmauer in Plattenbauweise mit einer Höhe von 3,40 m                |
| 68,42      | Streckmetallzaun mit einer Höhe von 2,90 m als „vorderem Sperrelement“ |
| 16100      | Lichttrasse                                                            |
| 113,85     | Grenzsignal- und Sperrzaun (GSSZ)                                      |
| 127,50     | Kontakt- und Signalzaun                                                |
| 124,30     | Kolonnenweg                                                            |
| Anzahl     | Anlage                                                                 |
| 1860       | Beobachtungstürme (302 rund um West-Berlin)                            |
| 310        | Führungsstellen                                                        |
| 2590       | Hundelaufanlagen                                                       |
| 200        | Bunker                                                                 |

Schematischer Aufbau der Berliner Mauer in den 1980er Jahren

Die Berliner Mauer wurde ergänzt durch ausgedehnte Befestigungen der Grenze zur Bundesrepublik und – in geringerem Umfang – anderer Westgrenzen der Staaten des Warschauer Paktes, wodurch der sogenannte Eiserne Vorhang materielle Gestalt annahm.
Wie die übrige innerdeutsche Grenze wurde auch die Berliner Mauer über weite Strecken mit umfangreichen Systemen von Stacheldrahthindernissen, Gräben, Panzerhindernissen, Kontrollwegen und Postentürmen versehen. Allein etwa 1000 Diensthunde waren in Hundelaufanlagen bis Anfang der 1980er Jahre eingesetzt. Dieses System wurde über Jahrzehnte ständig ausgebaut. Dazu gehörte, dass nahe an der Mauer stehende Häuser, deren Bewohner zwangsweise umgesiedelt worden waren, gesprengt wurden. Noch am 28. Januar 1985 wurde an der Bernauer Straße sogar die Versöhnungskirche gesprengt. Das führte dazu, dass sich letztlich eine breite, nachts taghell beleuchtete Schneise durch die einst dicht bebaute Stadt zog.
Von der 155 Kilometer langen Grenze um West-Berlin lagen 43 km direkt in Ost-Berlin und 112 km im ostdeutschen Bezirk Potsdam. Hierbei sind zum Teil die Öffnungen der Grenzübergänge mit enthalten. 63,8 km des Grenzverlaufs lagen in bebautem, 32 km in bewaldetem und 22,65 km in offenem Gelände, 37,95 km der Grenze lag in oder an Flüssen, Seen und Kanälen. Die absolute Länge der Vorderlandgrenzanlagen in Richtung West-Berlin betrug dabei 267,3 km und die der Hinterlandgrenzanlagen in Richtung DDR 297,64 km.
Für die ostdeutschen Grenzsoldaten galt der Artikel 27 des Grenzgesetzes von 1982, wonach der Einsatz der Schusswaffe zur Verhinderung eines Grenzdurchbruches die äußerste Maßnahme der Gewaltanwendung gegen Personen war. Dies wird meist als Schießbefehl bezeichnet. Vor hohen Feiertagen oder Staatsbesuchen wurde der Einsatz der Schusswaffe ausdrücklich untersagt, um eine negative Westpresse zu vermeiden. Von West-Berlin wurde die Grenze von der West-Berliner Polizei und alliierten Militärstreifen beobachtet. Auffällige Aktivitäten wurden dokumentiert; auch um Einschleusungen von Spionen und Agenten nach West-Berlin zu verhindern. Später stellte sich heraus, dass es dennoch versteckte Mauerdurchgänge gab, die vom MfS genutzt wurden.

### Aufbau der Grenzanlagen

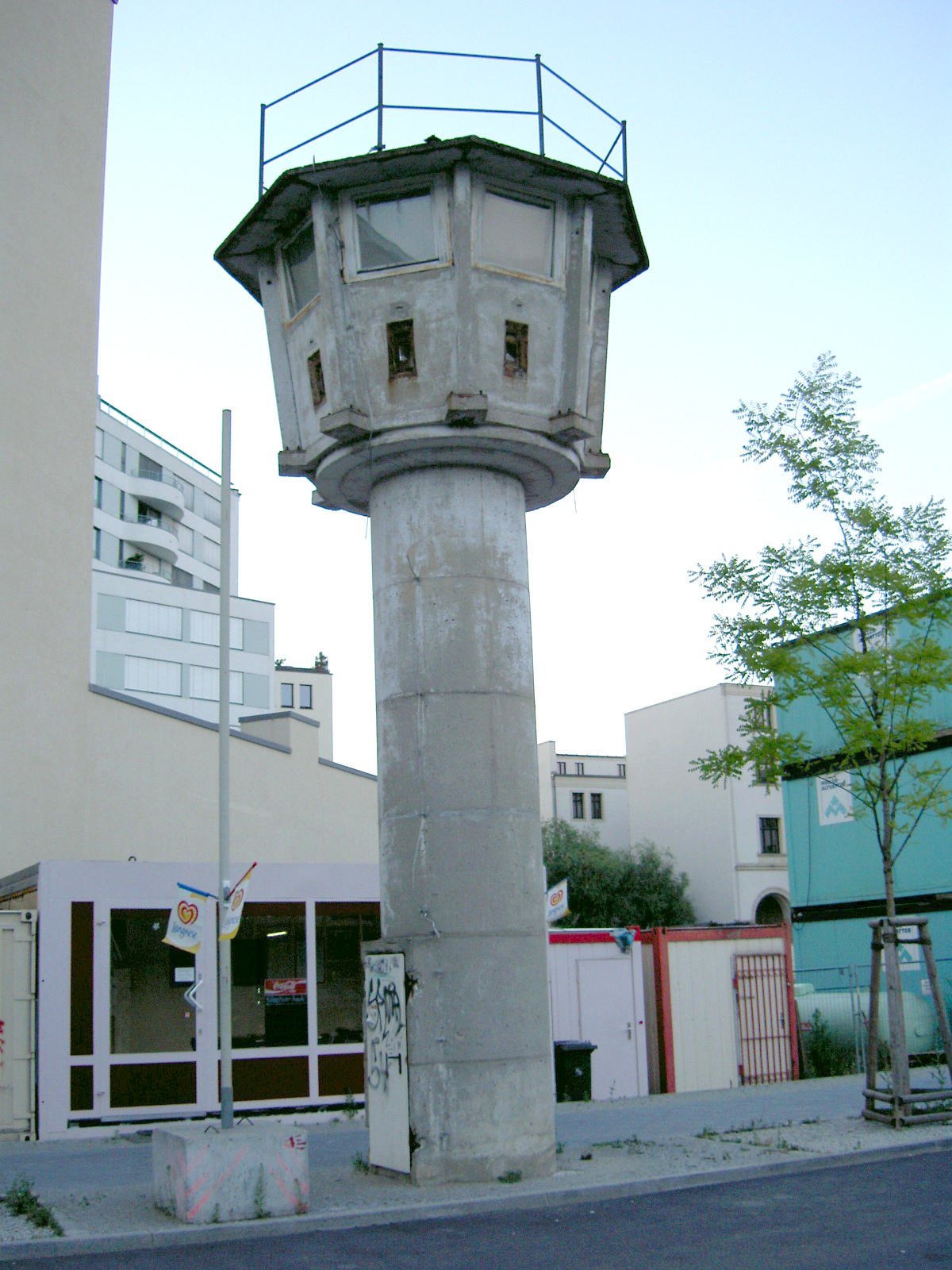
Wachturm Typ BT-11 im ehemaligen Todesstreifen (vom damaligen Originalstandort leicht versetzt)

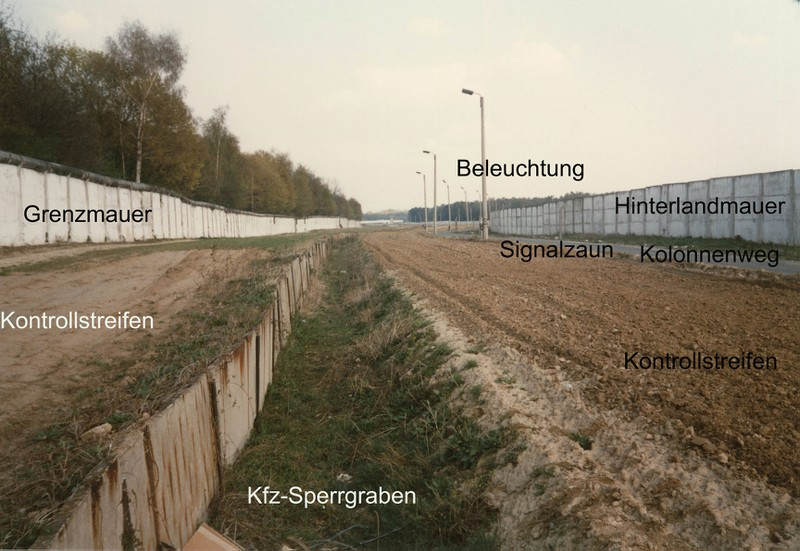
Grenzanlagen zwischen Berlin-Lichtenrade (links) und Mahlow (rechts), Januar 1990

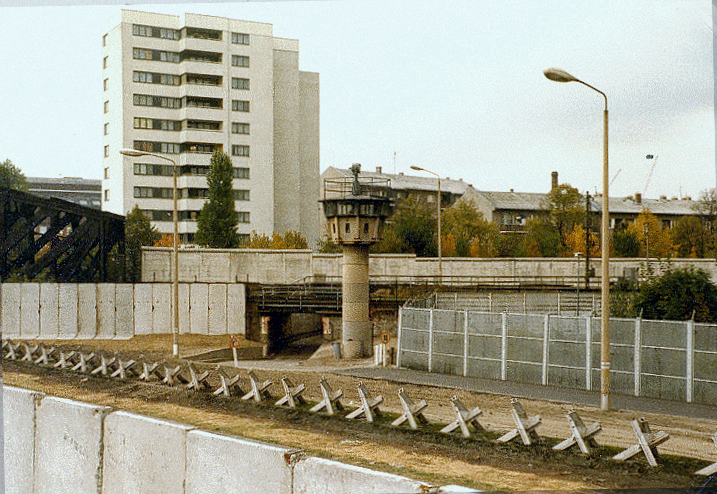
Grenzabschnitt Liesenstraße mit Tunnel unter Sektorengrenze kreuzender S-Bahn-Trasse, 1980

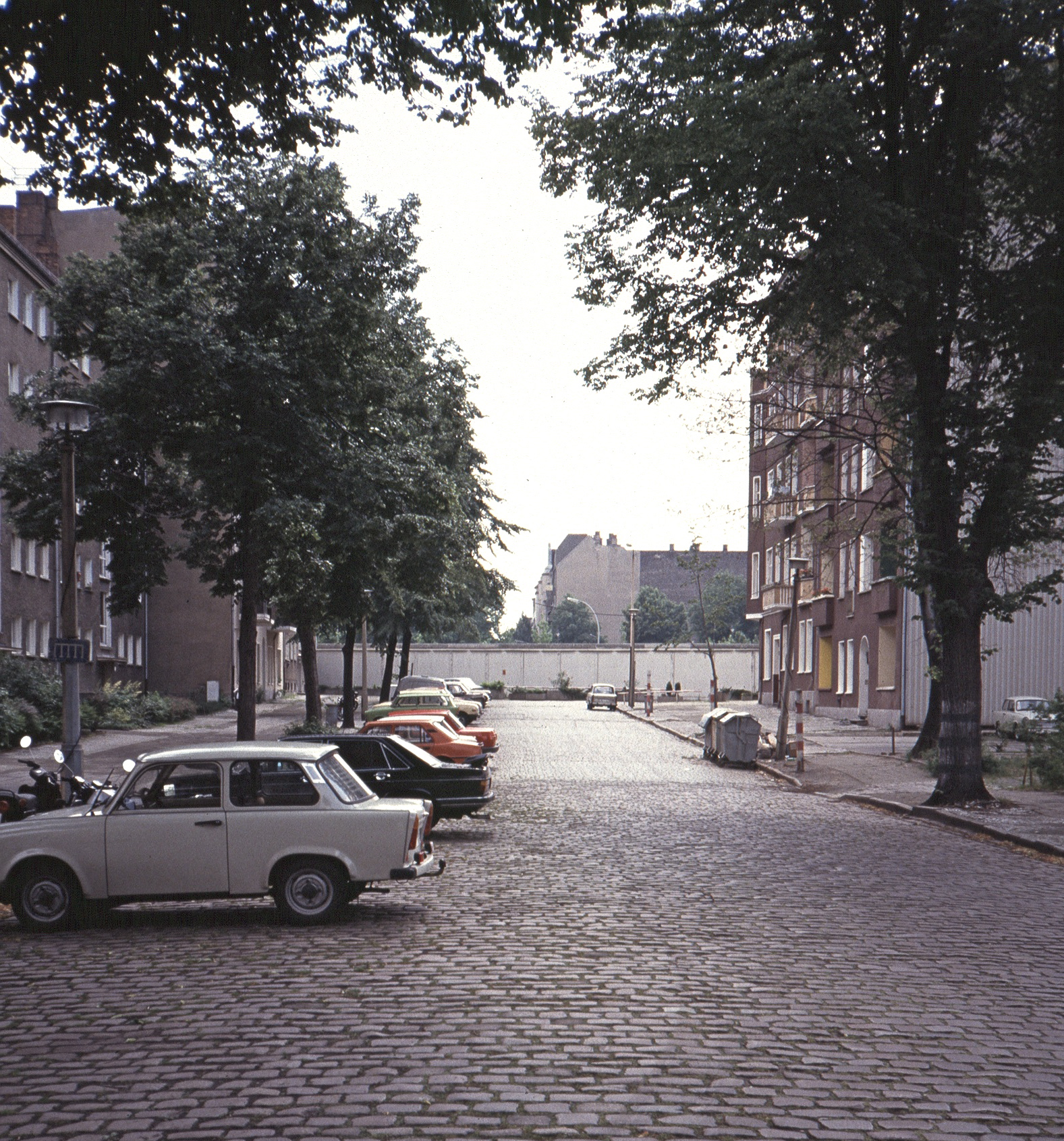
Lohmühlenstraße mit Hinterlandmauer

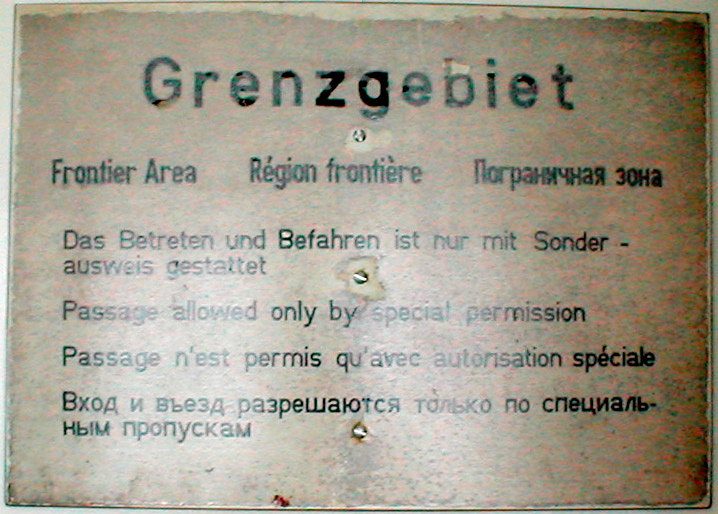
Warnschild Grenzgebiet

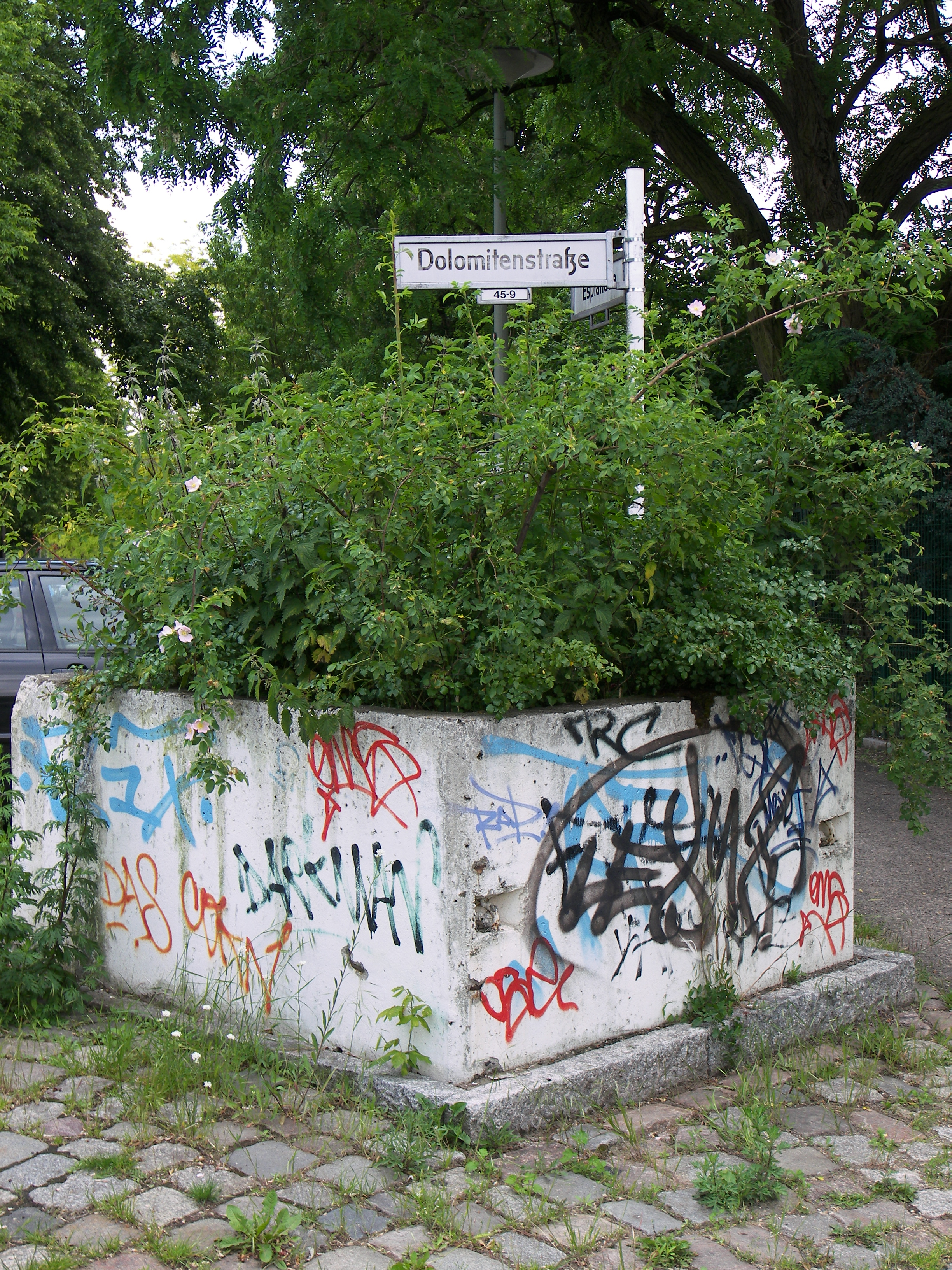
Blumenschalensperre zur Durchfahrtssicherung an der Ecke Dolomitenstraße und Esplanade

Die Grenzanlagen entstanden in mehreren Etappen. Am 13. August 1961 unterbanden Stacheldraht und Bewachung das einfache Wechseln zu oder aus den Westsektoren von Groß-Berlin. Ab dem 15. August wurde mit Betonelementen und Hohlblocksteinen die erste Mauer aufgebaut. Im Juni 1962 kam die sogenannte „Hinterlandmauer“ hinzu. 1965 ersetzten zwischen Stahl- oder Betonpfosten eingelassene Betonplatten die bisherigen Bauteile. Als ihr oberer Abschluss wurde eine Betonröhre aufgesetzt. Schließlich kam im Jahr 1975 als „dritte Generation“ die „Grenzmauer 75“ zum Einsatz, die nach und nach vollständig das bisherige Grenzbauwerk ablöste. Die moderneren Stahlbetonelemente des Typs „Stützwandelement UL 12.41“ mit 3,60 Meter Höhe wurden im VEB Baustoffkombinat Neubrandenburg mit Sitz in Malchin hergestellt. Sie waren einfach aufzubauen und resistenter gegen Umwelteinflüsse und Grenzdurchbrüche.
In ihrem Endausbaustadium – an manchen Stellen erst in den späten 1980er Jahren – bestanden die sich vollständig auf dem Territorium der DDR bzw. Ost-Berlins befindlichen Grenzanlagen – beginnend aus Richtung DDR bzw. Ost-Berlin – aus:
- Hinterlandmauer aus Beton oder Streckmetallzaun, etwa zwei bis drei Meter hoch; an vielen Stellen, vor allem im Innenstadtbereich, übernahmen Häuserwände (oft Brandmauern), die bis in die entsprechende Höhe geweißt waren, die Funktion der Hinterlandmauer,
- Zaun aus übermannshohem Streckmetall, mit Stachel- und Signaldraht bespannt, der bei Berührung Alarm im zuständigen Wachturm auslöste
- streckenweise Hundelaufanlagen (scharfe Schäferhunde, an Führungsdraht eingehängt, frei laufend),
- Kraftfahrzeugsperrgräben und Panzersperren (Tschechenigel aus kreuzweise verschweißten Eisenbahnschienen), die dann als Gegenleistung für bundesdeutsche Milliardenkredite abgebaut wurden,
- Postenstraße/Kolonnenweg, zur Grenzpostenablösung und um Verstärkung heranholen zu können,
- Lichtertrasse zur Ausleuchtung des Kontrollstreifens (an manchen Stellen „östlich“ des Kolonnenwegs),
- Postentürme (1989 insgesamt 302 Stück) mit Suchscheinwerfern, Sichtkontakt der Posten tagsüber, nachts zogen zusätzliche Grenzsoldaten auf,
- Kontrollstreifen (KS), immer frisch geeggt, zur Spurenfeststellung, der auch von den Grenzsoldaten nicht grundlos betreten werden durfte,
- (teilweise extra) übermannshoher Streckmetallzaun, nur schräg durchsehbar,
- Betonfertigteilmauer bzw. -wand nach West-Berlin, 3,75 Meter hoch (teilweise mit Betonrolle, die beim Überklettern keinen Halt bieten sollte). Als Material dienten landwirtschaftliche Fertigteile, wie sie zuvor als Lagerwände für Stallmist Verwendung fanden,[69]
- davor noch einige Meter Hoheitsgebiet der DDR.

Die Gesamtbreite dieser Grenzanlagen war abhängig von der Häuserbebauung im Grenzgebiet und betrug von etwa 30 Meter bis etwa 500 Meter (am Potsdamer Platz). Minenfelder und Selbstschussanlagen wurden an der Berliner Mauer nicht aufgebaut (dies war aber in der DDR nicht allgemein bekannt), jedoch an der innerdeutschen Grenze zur Bundesrepublik.
Der Aufbau der von den Grenztruppen intern als Handlungsstreifen bezeichneten Grenze wurde als Militärgeheimnis behandelt und war den meisten DDR-Bürgern daher nicht genau bekannt. Die Grenzsoldaten waren zum Stillschweigen verpflichtet. Jeder Zivilist, der auffälliges Interesse an Grenzanlagen zeigte, lief mindestens Gefahr, vorläufig festgenommen und zum nächsten Polizeirevier oder Grenzkommando zur Identitätsfeststellung gebracht zu werden. Eine Verurteilung zu einer Haftstrafe wegen Planung eines Fluchtversuchs konnte folgen.
An Stellen, die aufgrund von Bebauung oder Verkehrsführung – beziehungsweise wegen des Geländezuschnitts – schwieriger zu sichern waren, begann das „Grenzgebiet“ auf DDR- und Ost-Berliner Seite schon vor der Hinterlandmauer und war dann Sperrgebiet. Dieses durfte nur mit einer Sondergenehmigung betreten werden. Das bedeutete für Anwohner eine starke Einschränkung der Lebensqualität. Als „Vorfeldsicherung“ sollten bauliche Maßnahmen (Mauern, Zäune, Gitter, Stacheldraht, Durchfahrtssperren, Übersteigsicherungen), Sichthilfen (Leuchten, weiße Kontrastflächen) und Warnhinweise das unbefugte (beziehungsweise unbemerkte) Betreten oder Befahren dieses Gebietes verhindern. Einblickmöglichkeiten für Unbefugte wurden mit Sichtblenden verbaut.
Im grenznahen Ost-Berliner Stadtgebiet nahe dem Brandenburger Tor wurde regelmäßig eine verdeckte sogenannte „Tiefensicherung“ durch zivile Kräfte des Ministeriums für Staatssicherheit durchgeführt, um möglichst frühzeitig und außerhalb der Sichtmöglichkeit des Westteils potentielle Grenzdurchbrüche und besondere Lagen (Demonstrationen oder andere unerwünschte Menschenansammlungen) aufzuklären und zu unterbinden. Ein Gebäude nördlich des Brandenburger Tors wurde von der Hauptabteilung 1 des MfS genutzt, der zuständigen Abteilung zur Überwachung der Grenztruppen der DDR. Es wurde später abgerissen, um Platz zu schaffen für das Jakob-Kaiser-Haus.

### Personeller Aufbau und Ausstattung des Grenzkommandos Mitte
Für den Schutz der Grenze zu West-Berlin war in der DDR das Grenzkommando Mitte der Grenztruppen der DDR zuständig, dem nach Angaben des MfS vom Frühjahr 1989 11.500 Soldaten und 500 Zivilbeschäftigte angehörten. Es bestand neben dem Stab in Berlin-Karlshorst aus sieben Grenzregimentern, die in Treptow, Pankow, Rummelsburg, Hennigsdorf, Groß-Glienicke, Babelsberg und Kleinmachnow stationiert waren, sowie den Grenzausbildungsregimentern GAR-39 in Wilhelmshagen und GAR-40 in Oranienburg.

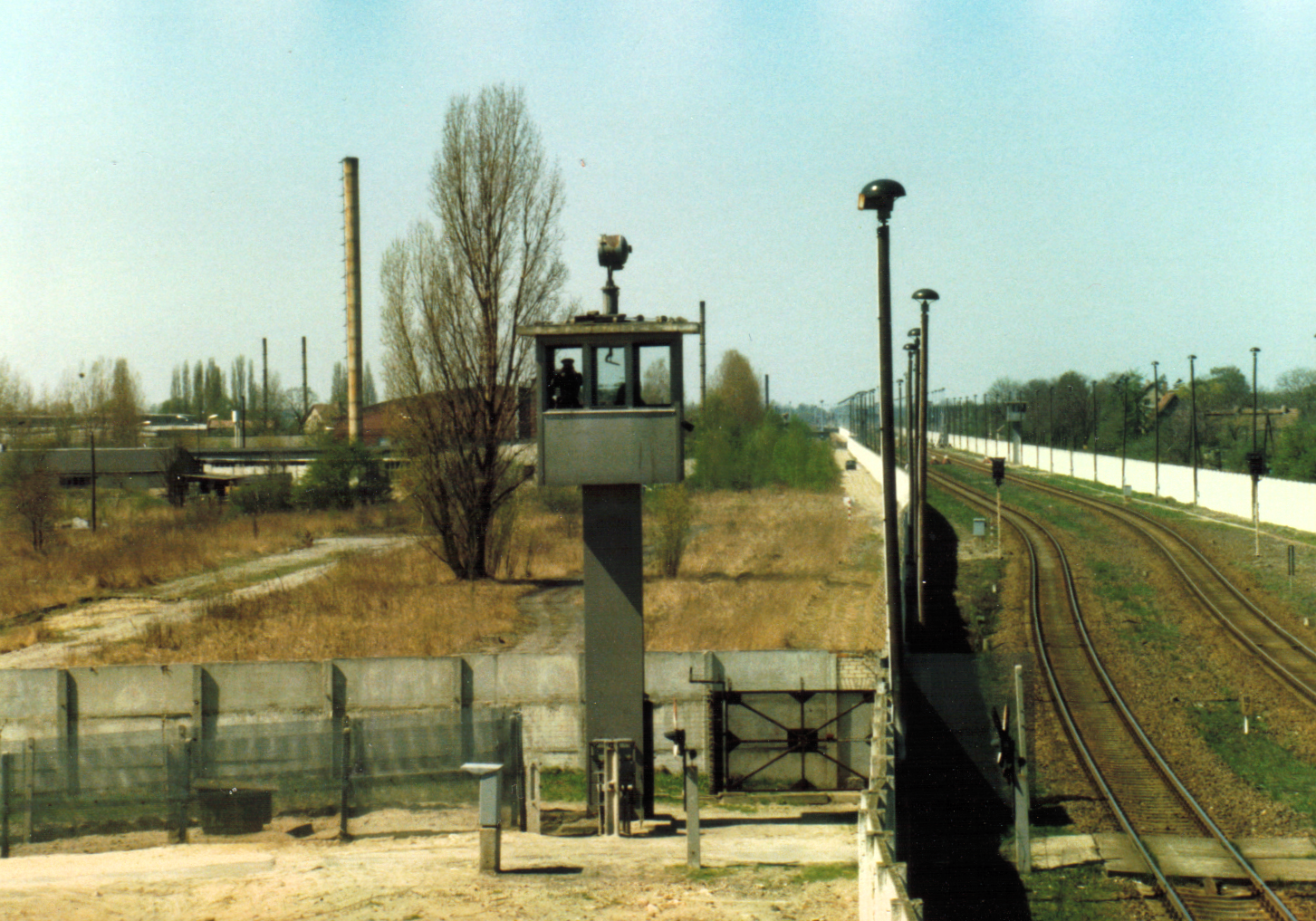
Grenzsicherung in Staaken, 1986

Jedes Grenzregiment besaß fünf direkt geführte Grenzkompanien, außerdem je eine Pionier-, Nachrichten-, Transportkompanie, Granatwerfer- und Artilleriebatterie, einen Aufklärungs- und einen Flammenwerferzug sowie eine Diensthundestaffel und unter Umständen eine Bootskompanie und Sicherungszüge bzw. -kompanien für die Grenzübergangsstellen.
Das Grenzkommando Mitte verfügte über 567 Schützenpanzerwagen, 48 Granatwerfer, 48 Panzerabwehrkanonen und 114 Flammenwerfer sowie 156 gepanzerte Fahrzeuge bzw. schwere Pioniertechnik und 2295 Kraftfahrzeuge. Zum Bestand gehörten außerdem 992 Hunde.
An einem normalen Tag waren etwa 2300 Soldaten direkt an der Grenze und im grenznahen Raum eingesetzt. Bei sogenannter „verstärkter Grenzsicherung“, die beispielsweise 1988 wegen politischer Höhepunkte oder schlechter Witterungsbedingungen etwa 80 Tage galt, waren dies etwa 2500 Grenzsoldaten, deren Anzahl in besonderen Situationen weiter aufgestockt werden konnte.

### Gewässergrenzen
Die äußere Stadtgrenze West-Berlins verlief an mehreren Stellen durch schiffbare Gewässer. Der Grenzverlauf war dort durch eine vom West-Berliner Senat errichtete Kette aus runden, weißen Bojen mit der (an der Stadtgrenze nicht ganz zutreffenden) Aufschrift „Sektorengrenze“ gekennzeichnet. West-Berliner Fahrgastschiffe und Sportboote mussten darauf achten, sich auf der West-Berliner Seite der Bojenkette zu halten. Auf der DDR-Seite der Grenze wurden diese Gewässer von Booten der Grenztruppen der DDR patrouilliert.
Die Grenzbefestigungen der DDR befanden sich jeweils auf dem DDR-seitigen Ufer, was teilweise große Umwege erzwang und die Ufer mehrerer Havelseen „vermauerte“. Der größte Umweg befand sich am Jungfernsee, wo die Mauer bis zu zwei Kilometer vom eigentlichen Grenzverlauf entfernt stand. An mehreren Stellen verlief der Grenzstreifen durch ehemalige Wassergrundstücke und machte sie so für die Bewohner unbrauchbar; so am Westufer des Groß Glienicker Sees und am Südufer des Griebnitzsees.
Bei den Gewässern an der innerstädtischen Grenze verlief diese überall direkt am westlichen oder östlichen Ufer, sodass dort keine Markierung des Grenzverlaufs im Wasser existierte. Die eigentliche Mauer stand auch hier jeweils am Ost-Berliner Ufer. Dennoch wurden die zu Ost-Berlin gehörenden Gewässer selbst ebenfalls überwacht. Auf Nebenkanälen und -flüssen wurde die Lage dadurch zum Teil unübersichtlich. Manche Schwimmer und Boote aus West-Berlin gerieten versehentlich oder aus Leichtsinn auf Ost-Berliner Gebiet und wurden beschossen. Dabei gab es im Laufe der Jahrzehnte mehrere Tote.
An einigen Stellen in der Spree gab es Unterwassersperren gegen Schwimmer. Für Flüchtlinge war es nicht klar zu erkennen, wann sie West-Berlin erreicht hatten, sodass für sie noch nach dem Überwinden der eigentlichen Mauer die Gefahr bestand, ergriffen zu werden.

### Grenzübergänge

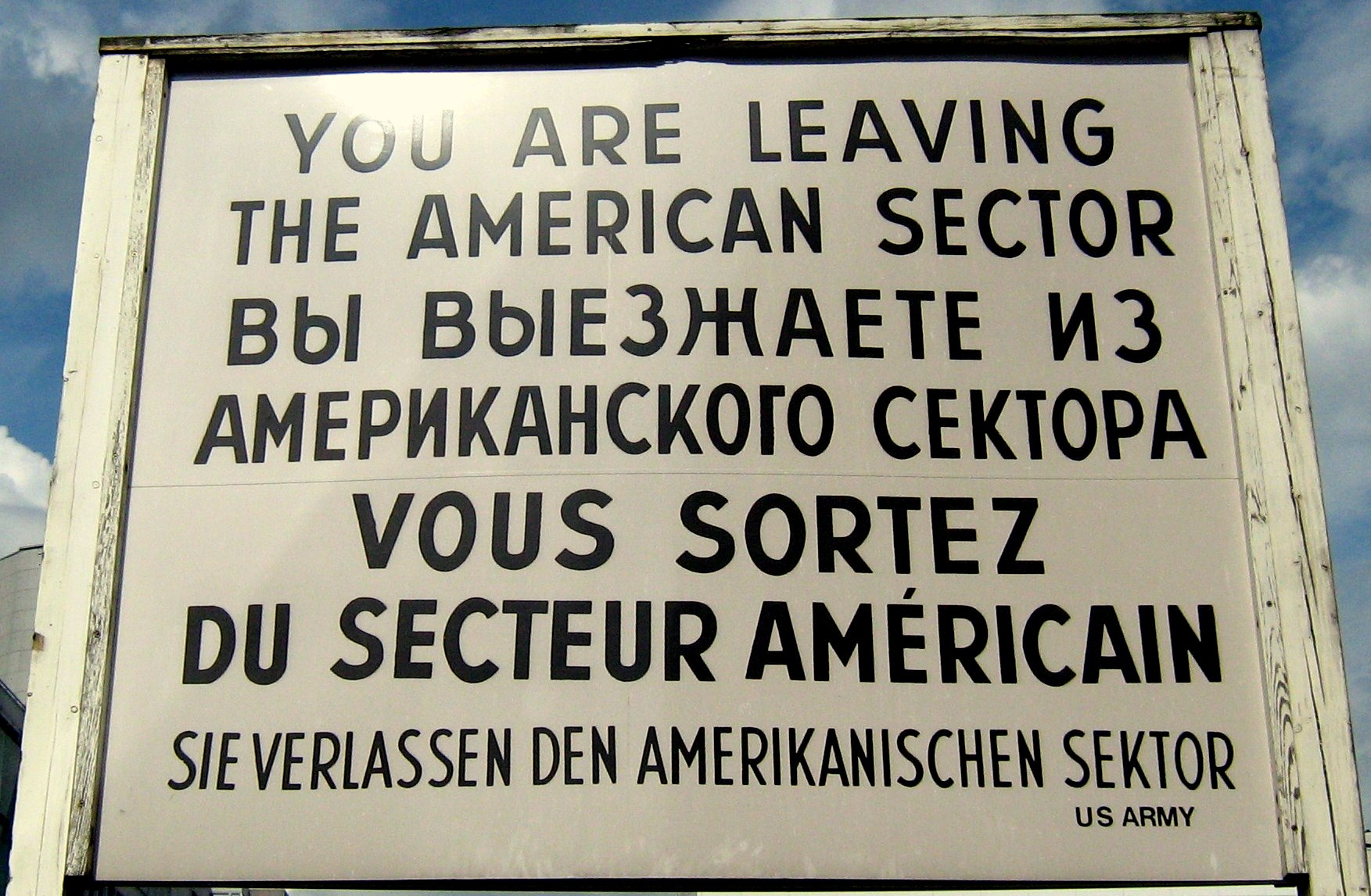
Schild an der Sektorengrenze, zu sehen in Richtung Ost-Berlin

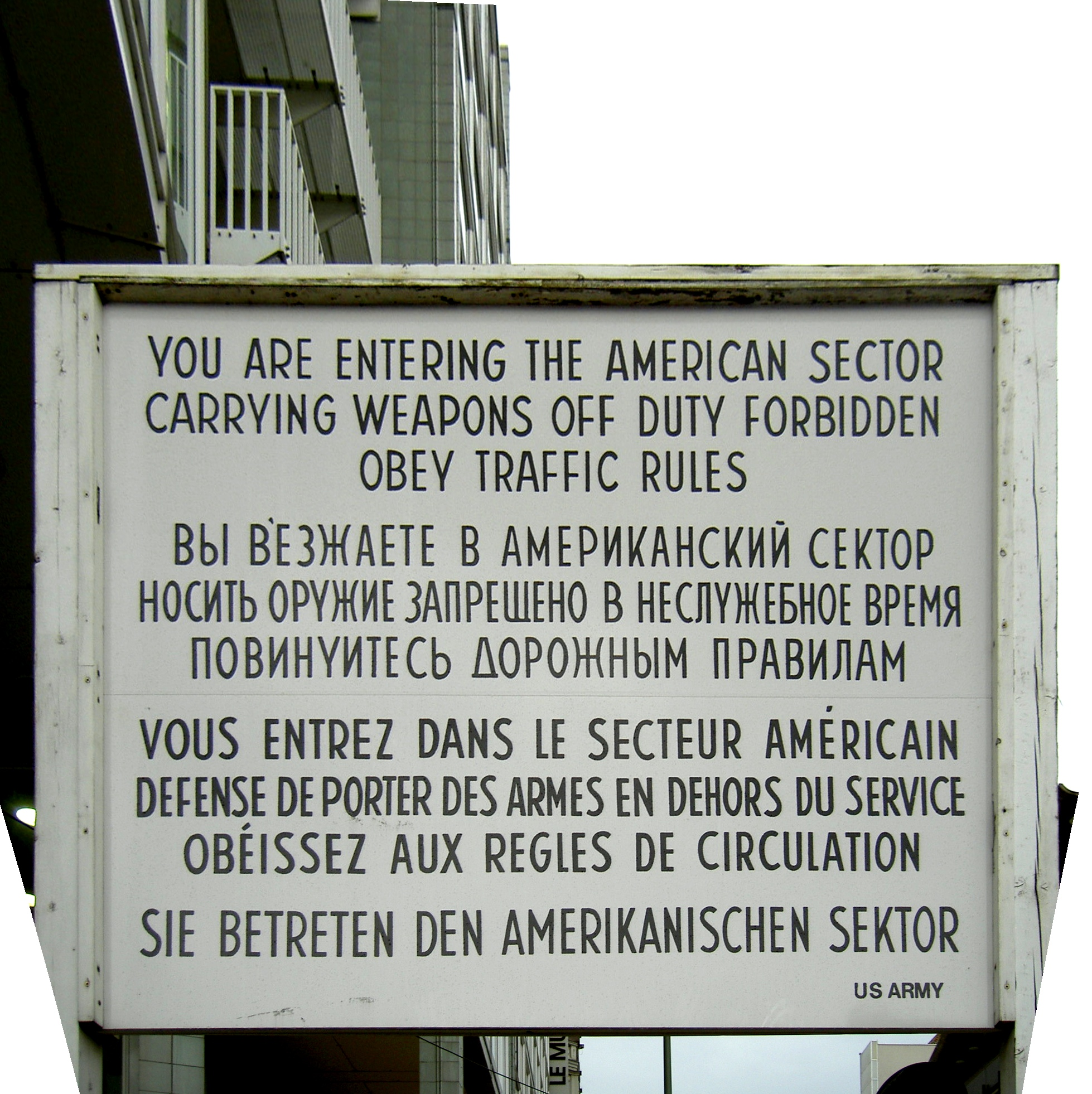
Schild Richtung West-Berlin

An der gesamten Berliner Mauer gab es 25 Grenzübergangsstellen (GÜSt), 13 Straßen-, vier Eisenbahn- und acht Wasserstraßengrenzübergangsstellen. Dies waren etwa 60 Prozent aller Grenzübergänge zwischen der DDR und der Bundesrepublik bzw. West-Berlin. Für den Straßen-Transitverkehr gab es nur zwei Berliner Grenzübergänge, indem Dreilinden, bis 1987 Staaken und danach Heiligensee benutzt werden konnten.
Die Grenzübergangsstellen waren auf DDR-Seite sehr stark ausgebaut. Es wurde mitunter sehr scharf bei der Ein- und Ausreise von den DDR-Grenzorganen und dem DDR-Zoll kontrolliert. Für die Sicherung und Überwachung des Reiseverkehrs einschließlich Fahndung und Festnahmen an den Grenzübergangsstellen waren die Passkontrolleinheiten (PKE) der Hauptabteilung VI des MfS zuständig, die ihren Dienst in Uniformen der Grenztruppen der DDR versahen. Sie arbeiteten mit den für die äußere Sicherheit und die Verhinderung von Grenzdurchbrüchen zuständigen Einheiten der Grenztruppen und Mitarbeitern der Zollverwaltung, die die Sach- und Personenkontrolle vornahmen, zusammen.
Auf West-Berliner Seite hatten die Polizei und der Zoll Posten. Dort gab es in der Regel keine Kontrollen im Personenverkehr. Nur an den Transitübergängen wurden die Reisenden statistisch erfasst (Befragung nach dem Ziel), gelegentlich bei entsprechendem Anlass zur Strafverfolgung auch kontrolliert (Ringfahndung). Der gesamte Güterverkehr unterlag wie im Auslandsverkehr der Zollabfertigung. Beim Güterkraftverkehr war es bei einer westdeutschen Warenanlieferung in Ost-Berlin nicht möglich, von Ost- nach West-Berlin über Grenzübergangsstellen zu fahren, sondern man musste ganz außen herum und einen von den zwei West-Berliner Transitübergängen benutzen. Das waren Dreilinden (A 115) und bis 1987 Staaken (B 5), danach Heiligensee über die A 111. Demzufolge war es dann eine sogenannte „Ausreise aus der DDR“; bei der Kontrolle wurde der Westdeutsche wie ein ausländischer Lkw sehr gründlich durchsucht. Im Personenverkehr mit der Bundesrepublik wurden von westdeutscher Seite nur statistische Erhebungen gemacht. Beim Güterverkehr musste über den Warenbegleitschein der Lkw vom Zoll verplombt und statistisch erfasst werden. Beim Übergang Staaken konnte über die B 5 die einzige Möglichkeit genutzt werden, mit Fahrzeugen durch die DDR zu fahren, die nicht für den Verkehr auf der Autobahn zugelassen waren (z. B. Fahrrad, Moped, Traktor usw.). Allerdings musste die 220 Kilometer lange Strecke bei Tageslicht bis Lauenburg ohne Unterbrechung (Übernachtung, längere Pausen) bewältigt werden. Mit der Freigabe der Autobahn A 24 im Jahr 1982 wurde der Fahrrad-Transit nicht mehr zugelassen.
Am Checkpoint Bravo (Dreilinden) und Checkpoint Charlie (in der Friedrichstraße) hatten die alliierten Besatzungsmächte Kontrollpunkte eingerichtet, wobei der Letztere jedoch nur für Diplomaten und ausländische Staatsangehörige, nicht für Bundesbürger und West-Berliner benutzbar war.
Mit der Währungsunion am 1. Juli 1990 wurden alle Grenzübergänge aufgegeben. Einige Reste der Anlagen blieben als Mahnmal erhalten.

## Kosten
Der Bau und ständige Ausbau sowie die jahrzehntelange Unterhaltung der stark bewachten Berliner Mauer war eine große wirtschaftliche Belastung für die DDR. Von den zwischen 1961 und 1964 insgesamt anfallenden Kosten von 1,822 Milliarden Mark der DDR für den Aufbau und Betrieb der Grenzanlagen entfielen 400 Millionen Mark (22 %) auf die Berliner Mauer.

## Maueropfer und Mauerschützen

### Maueropfer

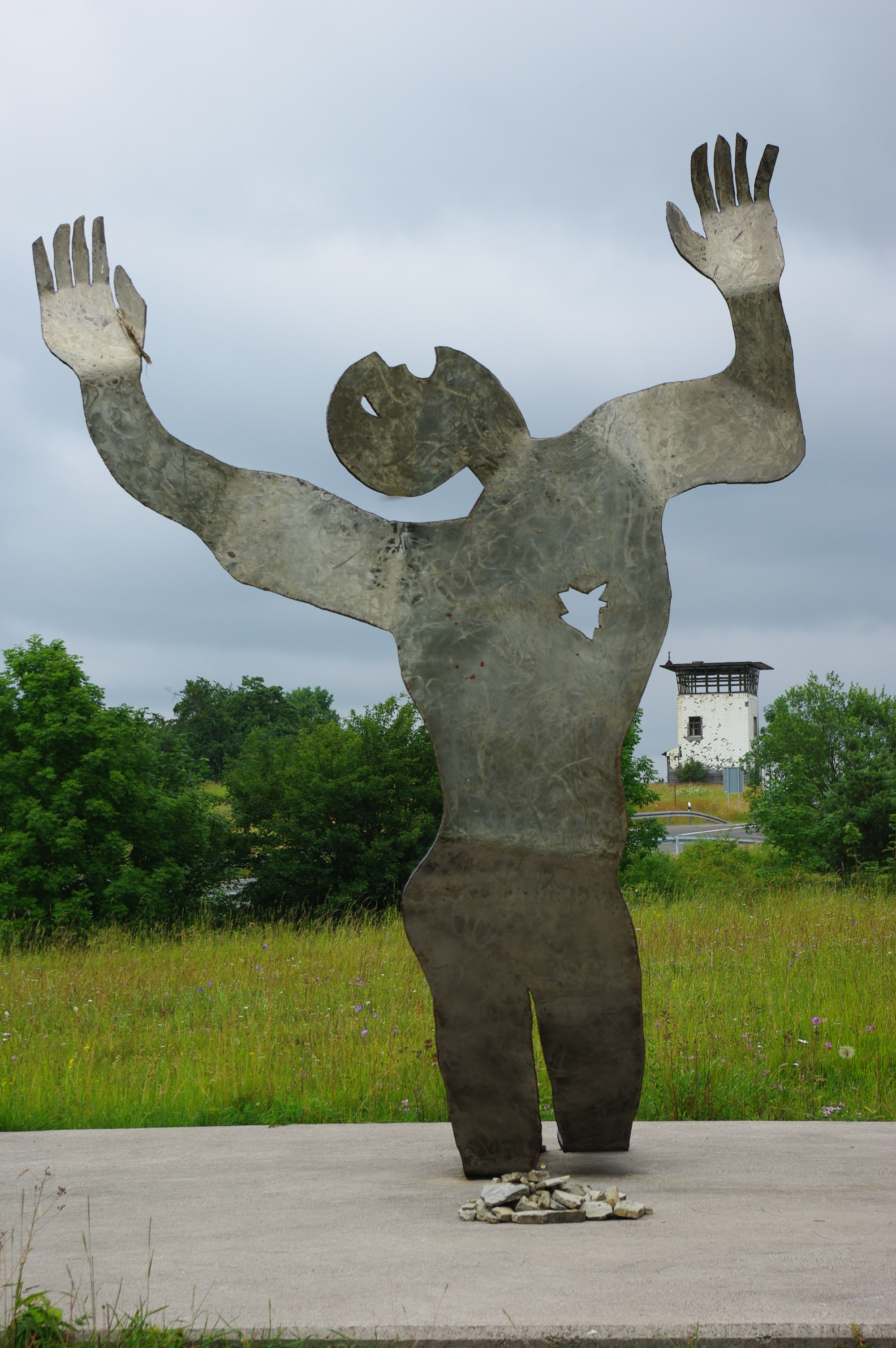
Auf der Flucht erschossen (Jimmy Fell)

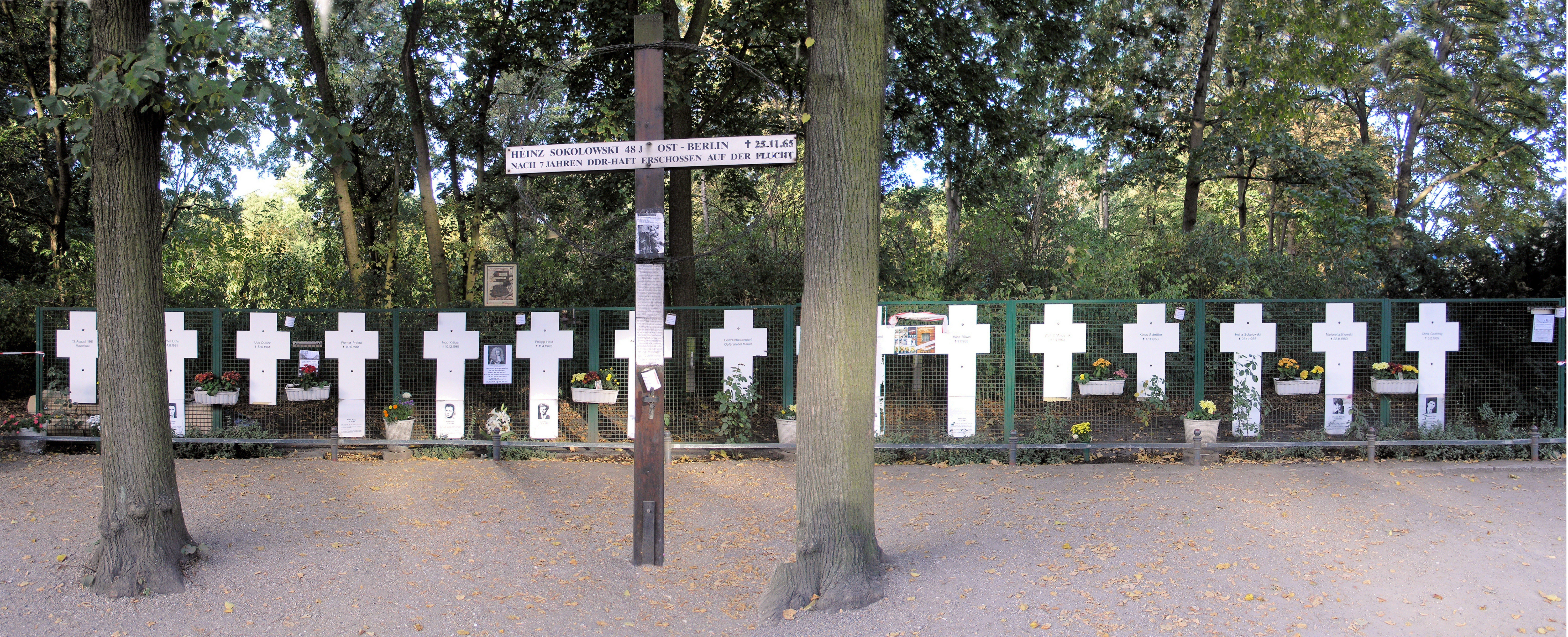
Maueropfer, Ebertstraße in Berlin-Tiergarten

Über die Zahl der Mauertoten gibt es widersprüchliche Angaben. Sie ist bis heute nicht eindeutig gesichert, weil die Todesfälle an der Grenze von den Verantwortlichen der DDR-Staatsführung systematisch verschleiert wurden. Die Berliner Staatsanwaltschaft gab im Jahr 2000 die Zahl der nachweislich durch einen Gewaltakt an der Berliner Mauer umgekommenen Opfer mit 86 an. Wie schwierig genaue Aussagen auf diesem Gebiet sind, wird auch dadurch deutlich, dass die Arbeitsgemeinschaft 13. August ihre Zahl der Mauertoten seit 2000 von 238 auf 138 korrigiert hat.
Zwischen Oktober 2005 und Dezember 2007 arbeitete ein vom ‚Verein Berliner Mauer‘ und vom Zentrum für Zeithistorische Forschung Potsdam getragenes Forschungsprojekt mit dem Ziel, die genaue Zahl der Maueropfer zu ermitteln und die Geschichten der Opfer auch für die Öffentlichkeit zugänglich zu dokumentieren. Der Beauftragte der Bundesregierung für Kultur und Medien förderte das Projekt. In der am 7. August 2008 veröffentlichten Bilanz wurde dargelegt, dass von den 374 überprüften Fällen 136 die Kriterien „Maueropfer“ erfüllen. Die Opfer waren vornehmlich fluchtwillige Bürger der DDR (98 der 136 Fälle), unter 30 Jahren (112 Fälle), männlich (128 Fälle) und kamen in den ersten acht Jahren der Mauer (90 Fälle) ums Leben. Weiterhin wurden 48 Fälle identifiziert, bei denen Menschen im Umfeld von Kontrollen an Grenzübergängen in Berlin – meist an einem Herzinfarkt – starben. Unter den ausgeschlossenen 159 Fällen sind 19 Fälle, die in anderen Publikationen als Maueropfer geführt werden.
Nach der Veröffentlichung der Zwischenbilanz kam es zu einer Kontroverse um die Zahl der Opfer und die Methoden der Erforschung der Geschehnisse an der Mauer. Die Arbeitsgemeinschaft 13. August, die damals wieder von 262 Maueropfern ausging, warf dem Forschungsprojekt vor, die Zahl der Opfer aus politischen Gründen bewusst „kleinzurechnen“. Der Arbeitsgemeinschaft, an deren Recherchen keine Historiker beteiligt sind, wurde hingegen vorgeworfen, auf ihren Listen viele Fälle aufzuführen, die ungeklärt seien, nicht nachweislich mit dem Grenzregime im Zusammenhang stünden oder inzwischen sogar widerlegt worden seien.
Das erste Todesopfer war Ida Siekmann, die am 22. August 1961 beim Sprung aus einem Fenster in der Bernauer Straße tödlich verunglückte. Die ersten tödlichen Schüsse fielen am 24. August 1961 auf den 24-jährigen Günter Litfin, der am Humboldthafen von Transportpolizisten bei einem Fluchtversuch erschossen wurde. Peter Fechter verblutete am 17. August 1962 im Todesstreifen an der Zimmerstraße. Im Jahr 1966 wurden zwei Kinder im Alter von 10 und 13 Jahren im Grenzstreifen durch insgesamt 40 Schüsse getötet. Das letzte Opfer von Todesschüssen an der Mauer war Chris Gueffroy am 6. Februar 1989. Der letzte tödliche Zwischenfall an der Grenze ereignete sich am 8. März 1989, als Winfried Freudenberg bei einem Fluchtversuch mit einem defekten Ballon in den Tod stürzte.
Einige Grenzsoldaten starben ebenfalls bei gewalttätigen Vorfällen an der Mauer. Der bekannteste Fall ist die Tötung des Soldaten Reinhold Huhn, der von einem Fluchthelfer erschossen wurde. Diese Vorfälle wurden von der DDR propagandistisch genutzt und als nachträgliche Begründung für den Mauerbau herangezogen.
Es mussten sich geschätzt rund 75.000 Menschen wegen „ungesetzlichen Grenzübertritts“ vor DDR-Gerichten verantworten. Das wurde nach § 213 Strafgesetzbuch der DDR mit Freiheitsstrafen bis zu acht Jahren geahndet. Wer bewaffnet war, Grenzanlagen beschädigte oder als Armeeangehöriger oder Geheimnisträger bei einem Fluchtversuch gefasst wurde, kam selten mit weniger als fünf Jahren Gefängnis davon. Wer Hilfe zur Flucht leistete, konnte mit lebenslangem Freiheitsentzug bestraft werden.

### Mauerschützenprozesse
Die juristische Aufarbeitung des Schießbefehls in sogenannten „Mauerschützenprozessen“ dauerte bis zum Herbst 2004. Zu den angeklagten Verantwortlichen gehörten unter anderem der Staatsratsvorsitzende Honecker, sein Nachfolger Egon Krenz, die Mitglieder des Nationalen Verteidigungsrates Erich Mielke, Willi Stoph, Heinz Keßler, Fritz Streletz und Hans Albrecht, der SED-Bezirkschef von Suhl, sowie einige Generäle wie der Chef der Grenztruppen (1979–1990) Generaloberst Klaus-Dieter Baumgarten.
Insgesamt kam es in Berlin zu 112 Verfahren gegen 246 Personen, die sich als Schützen oder Tatbeteiligte vor Gericht verantworten mussten. Etwa die Hälfte der Angeklagten wurde freigesprochen. 132 Angeklagte wurden wegen ihrer Taten oder Tatbeteiligungen zu Freiheits- oder Bewährungsstrafen verurteilt. Darunter waren zehn Mitglieder der SED-Führung, 42 führende Militärs und 80 ehemalige Grenzsoldaten. Dazu kamen 19 Verfahren mit 31 Angeklagten in Neuruppin, die für 19 Todesschützen mit Bewährungsstrafen endeten. Für den Mord an Walter Kittel wurde der Todesschütze mit der längsten Freiheitsstrafe von zehn Jahren belegt. Im Allgemeinen bekamen die Todesschützen Strafen zwischen 6 und 24 Monaten auf Bewährung, während die Befehlshaber mit zunehmender Verantwortung höhere Strafen bekamen.
Im August 2004 wurden Hans-Joachim Böhme und Siegfried Lorenz vom Landgericht Berlin als ehemalige Politbüro-Mitglieder zu Bewährungsstrafen verurteilt. Der letzte Prozess gegen DDR-Grenzsoldaten ging am 9. November 2004 – genau 15 Jahre nach dem Fall der Mauer – mit einem Schuldspruch zu Ende.

## Gedenken an die Opfer der Mauer und der Grenzsperren
Zum Gedenken an die Opfer der Berliner Mauer wurden sehr unterschiedlich gestaltete Mahnmale errichtet. Kleinere Kreuze oder andere Zeichen des Gedenkens dienen der Erinnerung an erschossene Flüchtlinge. Sie befinden sich an verschiedenen Stellen der ehemaligen Grenze und gehen meist auf private Initiativen zurück. Ein bekannter Gedenkort sind die Weißen Kreuze am Spreeufer neben dem Reichstagsgebäude.
Über die Art und Weise des Gedenkens gab es wiederholt öffentliche Auseinandersetzungen; so auch Ende der 1990er Jahre bezüglich der Gedenkstätte in der Bernauer Straße. Einen Höhepunkt erreichte die öffentliche Debatte beim Streit um das in der Nähe des Checkpoint Charlie errichtete und später geräumte Freiheitsmahnmal. Der Berliner Senat begegnete dem Vorwurf, kein Gedenkkonzept zu besitzen, mit der Einberufung einer Kommission, die im Frühjahr 2005 Grundzüge eines Gedenkkonzepts vorstellte. Am 20. Juni 2006 legte der Senat ein daraus entwickeltes integriertes „Gesamtkonzept zur Erinnerung an die Berliner Mauer“ vor, das unter anderem eine Erweiterung der Gedenkstätte an der Bernauer Straße vorsieht.
Im Invalidenpark, zwischen dem Bundesministerium für Verkehr, Bau und Stadtentwicklung und der Scharnhorststraße wurde Mitte der 1990er Jahre eine lange Mauer gestaltet, die in einem Wasserbecken versinkt, die der Gartenarchitekt Christoph Girot als Versunkene Mauer bezeichnet, was zum einen an die früher hier vorhandene Gnadenkirche, zum anderen an die Berliner Mauer erinnern soll.

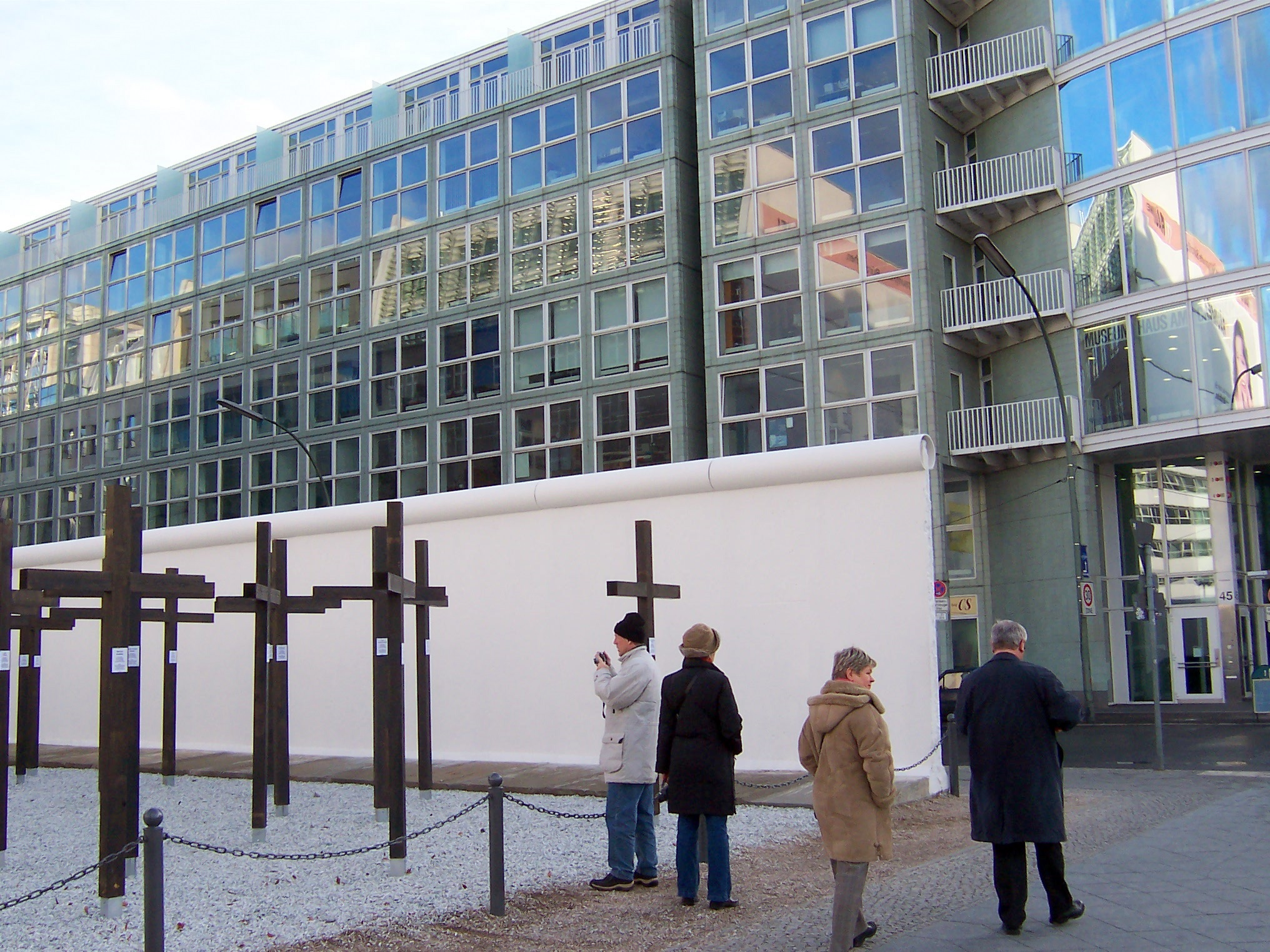
Freiheitsmahnmal
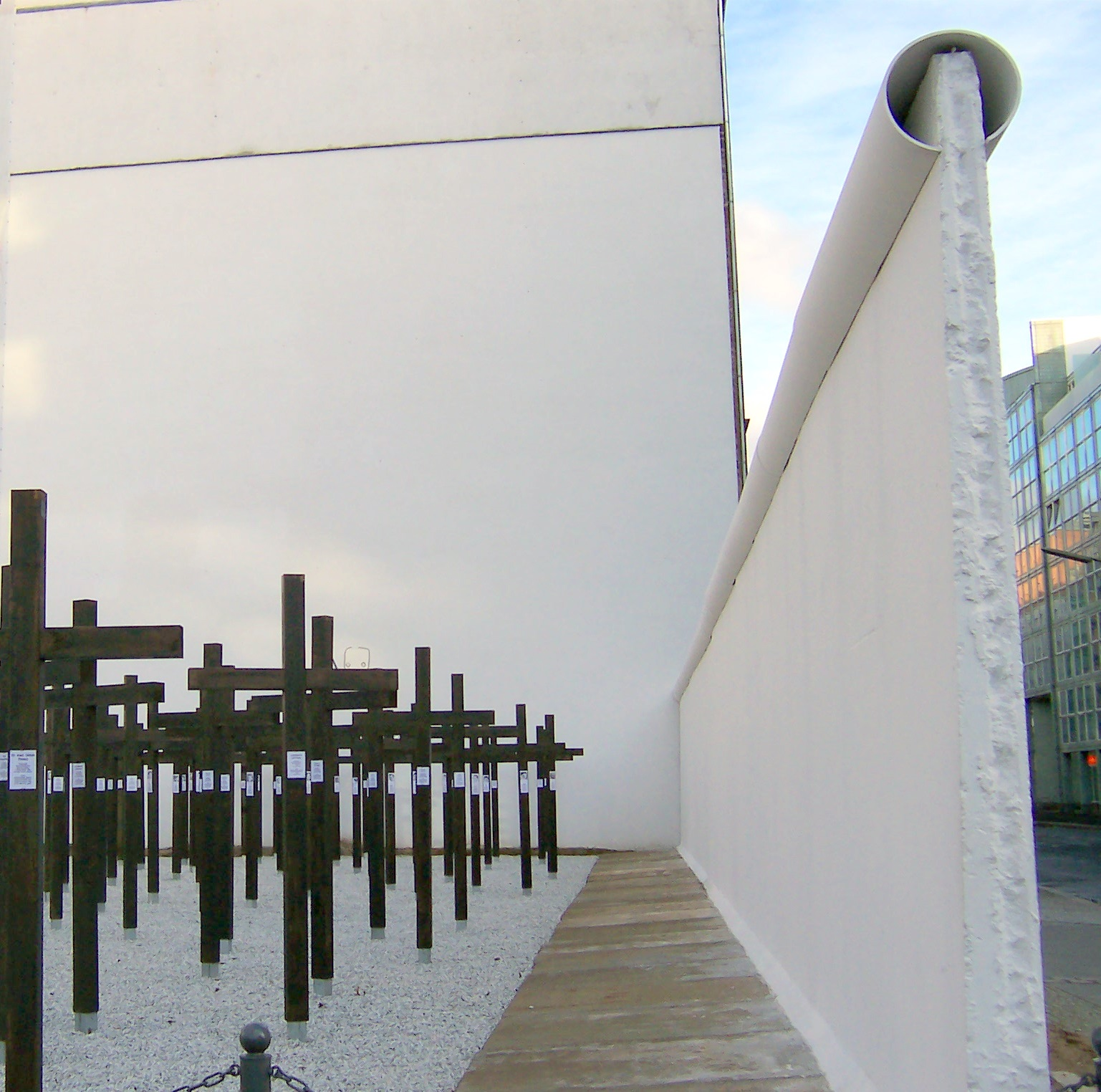
Freiheitsmahnmal
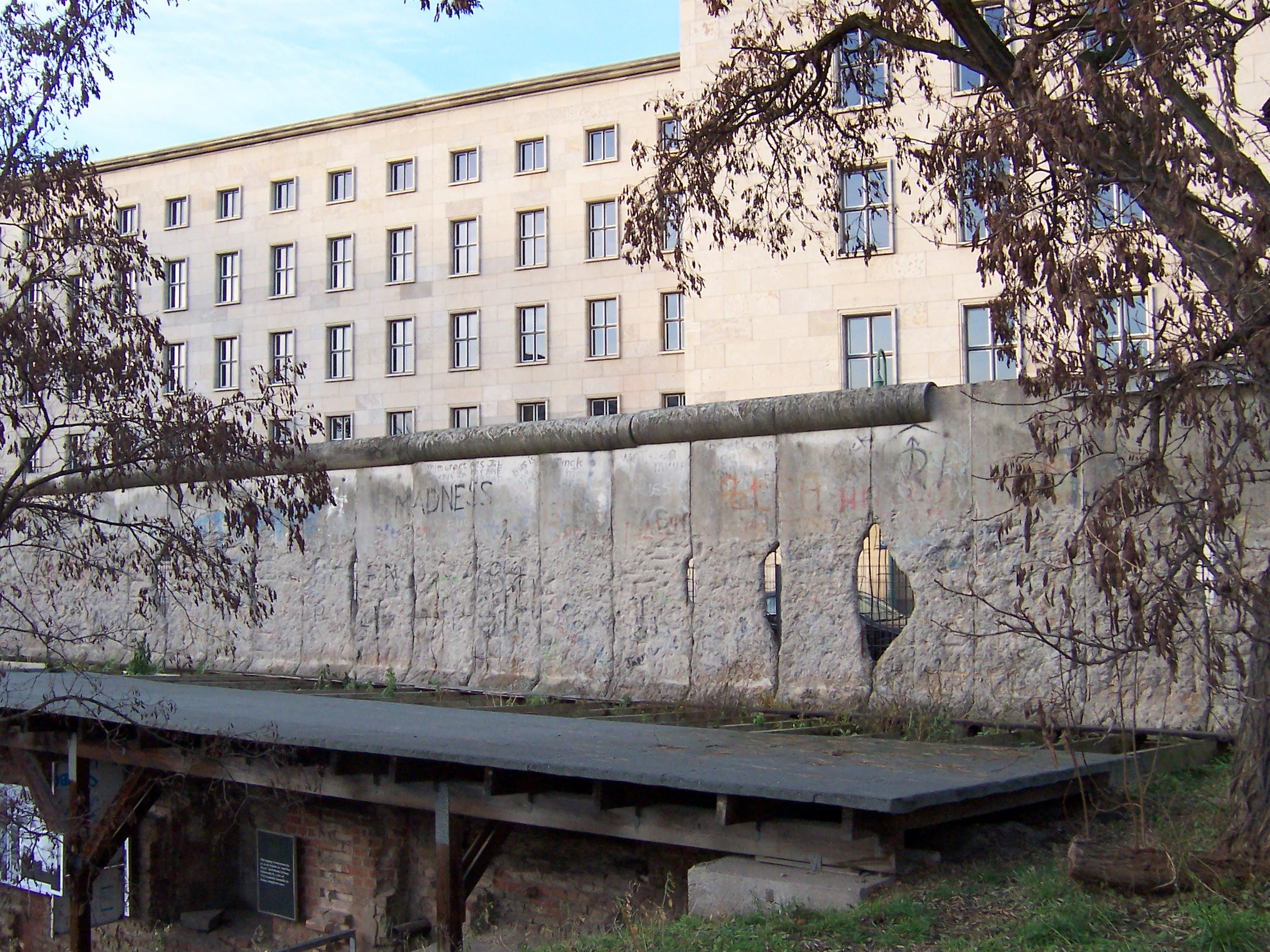
Mauerreste an der Niederkirchnerstraße
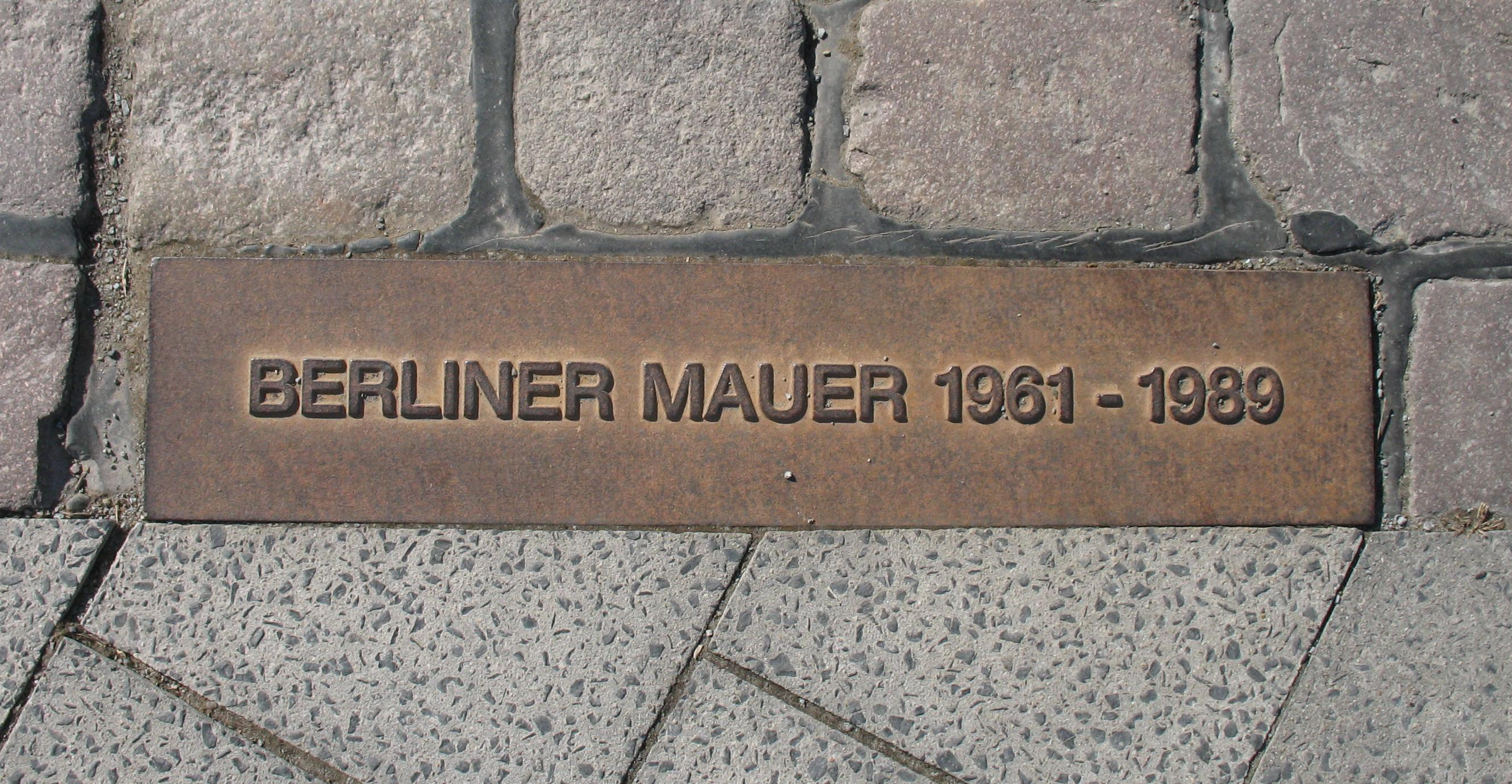
Mauer-Markierung am Nennhauser Damm (Staaken). Text von West-Berlin aus lesbar.
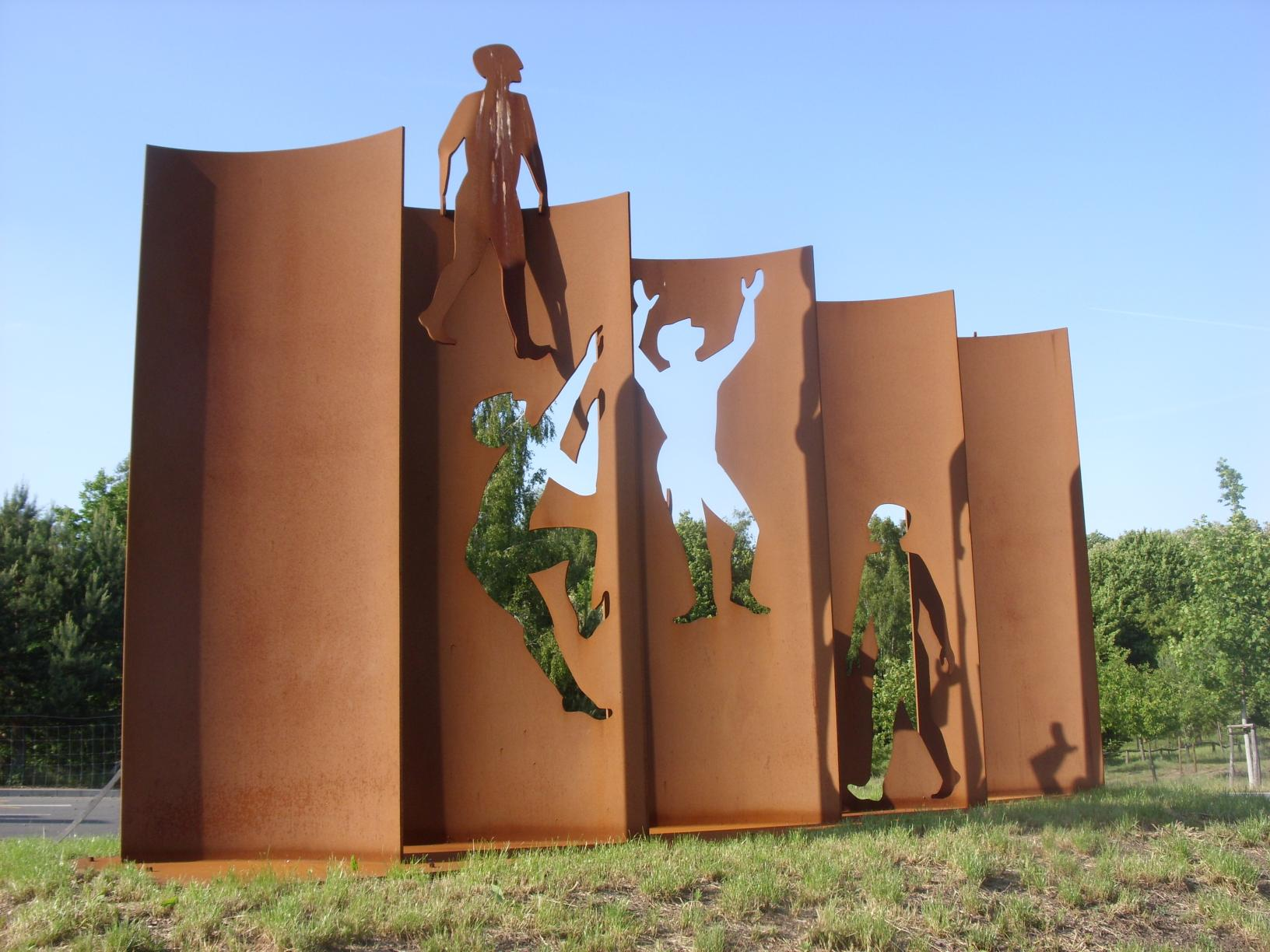
Mauerdenkmal am ehemaligen Übergang Kirchhainer Damm (Lichtenrade/Mahlow)
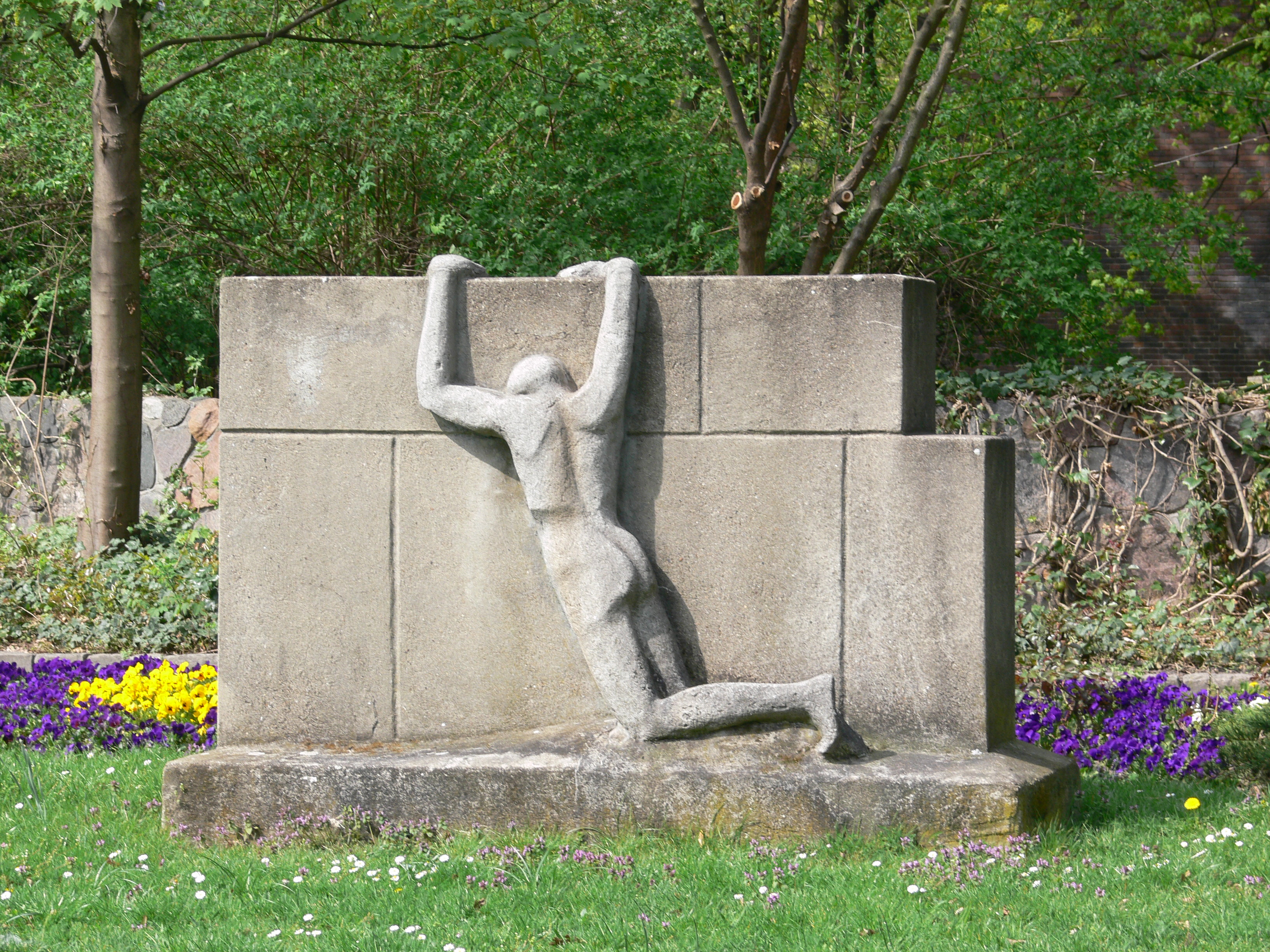
Die Skulptur Leid an der Mauer wurde 1965 in Steglitz aufgestellt.
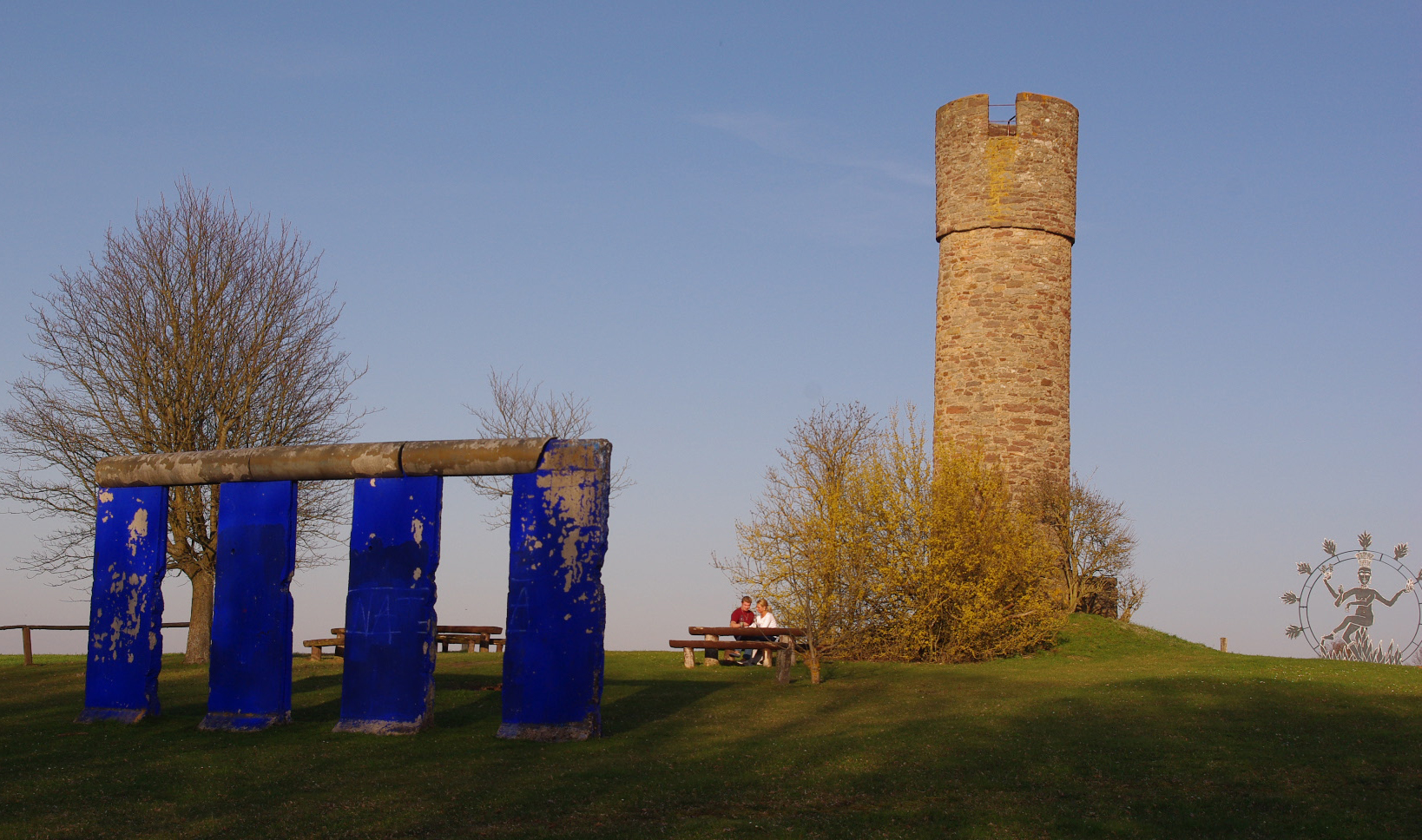
Blaues Tor 1 – West-Tor (Jimmy Fell) in Niederlauer
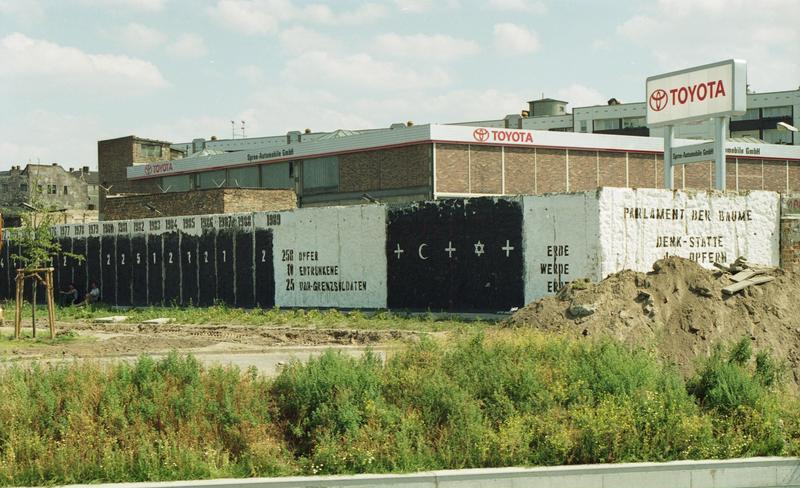
Parlament der Bäume am Spreeufer

### Mauermuseum im Haus am Checkpoint Charlie
Das Mauermuseum am Checkpoint Charlie wurde 1963 direkt vor der Grenze vom Historiker, Autor und Widerstandskämpfer gegen den Nationalsozialismus Rainer Hildebrandt eröffnet und wird von der Arbeitsgemeinschaft 13. August betrieben. Es gehört zu den meistbesuchten Berliner Museen. Das Mauermuseum veranschaulicht das Grenzsicherungssystem an der Berliner Mauer und dokumentiert geglückte Fluchtversuche und ihre Fluchtmittel wie Heißluftballons, Fluchtautos, Sessellifte und ein Mini-U-Boot. Im Haus wird der weltweite gewaltfreie Kampf für Menschenrechte dokumentiert. Darüber hinaus recherchiert das Museum nach in der Sowjetischen Besatzungszone verschollenen Menschen. In Zusammenarbeit mit dem Deutschen Roten Kreuz werden viele ungelöste Fälle wieder neu aufgerollt. So ist das Mauermuseum auch Teil einer weltweit angelegten Kampagne, das Schicksal von Raoul Wallenberg zu klären, der das Leben Zehntausender Juden in Ungarn vor den Nationalsozialisten gerettet hat und daraufhin verschollen ist. In jüngster Vergangenheit führte die Arbeit des Mauermuseums zur Befreiung von Michail Chodorkowski. Heute leitet Hildebrandts Witwe Alexandra Hildebrandt das Museum.

## Der Mauerfall in der Nacht vom 9. zum 10. November 1989
Zum Fall der Berliner Mauer kam es für alle Welt überraschend in der Nacht von Donnerstag, dem 9. November, auf Freitag, den 10. November 1989, nach über 28 Jahren ihres Bestehens. Nach Angaben des Regierenden Bürgermeisters des Westteils der Stadt, Walter Momper, hatte die DDR-Regierung im Oktober 1989 begonnen, eine kontrollierte Öffnung im Dezember vorzubereiten. Er habe aus einem Gespräch mit Ost-Berlins SED-Chef Günter Schabowski und Ost-Berlins Oberbürgermeister Erhard Krack am 29. Oktober davon gewusst und seinerseits in West-Berlin entsprechende Vorbereitungen getroffen.
Die Öffnung der Mauer war die Folge von Massenkundgebungen in der Wendezeit und die Forderung nach Reisefreiheit. Ein weiteres wichtiges Motiv war zuvor die anhaltende Flucht großer Bevölkerungsteile der DDR in die Bundesrepublik Deutschland über das Ausland, teils über Botschaften in verschiedenen Hauptstädten damaliger Ostblockstaaten (unter anderem in Prag und Warschau), alternativ über die in Ungarn bereits beim Paneuropäischen Picknick am 19. August 1989 und umfassend seit dem 11. September 1989 bestehende offene Grenze zu Österreich und seit Anfang November direkt über die Tschechoslowakei; Aufenthalte im Prager Palais Lobkowitz und Ausreisen mit Flüchtlingszügen waren lediglich eine zeitweilige Lösung.
Nach den wöchentlichen Montagsdemonstrationen seit dem 4. September in Leipzig und den landesweiten Protesten am Rande der Feierlichkeiten zum 40. Jahrestag der DDR am 7. Oktober 1989 wurde auf der Sitzung des SED-Politbüros am 17. Oktober 1989 Erich Honecker zum Rücktritt von allen Ämtern gezwungen. Am 4. November 1989 kam es auf dem Berliner Alexanderplatz mit etwa einer Million Teilnehmern zur größten Demonstration in der Geschichte der DDR, die vom Fernsehen live übertragen wurde. Am 7. November 1989 trat der Ministerrat der DDR geschlossen zurück.
Zwei Tage später, am Abend des 9. November 1989, verlas Günter Schabowski vor laufenden Fernsehkameras, dass – auf Nachfrage „sofort und unverzüglich'“ – Privatreisen ins Ausland ohne Vorliegen von Voraussetzungen beantragt werden könnten. Die Genehmigungen sollten kurzfristig erteilt werden. Die Aus- und Einreisen der Bürger könnten über alle Grenzübergangsstellen der DDR zur Bundesrepublik und zu West-Berlin erfolgen.
Daraufhin eilten Tausende überraschte Fernsehzuschauer an die Grenzen. Ohne Vorliegen zentraler Befehle öffneten die Grenzkommandanten die Übergänge in der Berliner Mauer und an der Grenze zur Bundesrepublik.
Am darauf folgenden 10. November besuchten Millionen DDR-Bürger West-Berlin und die grenznahen Städte der Bundesrepublik. De facto war die Mauer in dieser Nacht gefallen.

### Zeitlicher Ablauf des Mauerfalls
Nachdem der am 6. November 1989 veröffentlichte Entwurf eines neuen Reisegesetzes der DDR auf nachdrückliche Kritik gestoßen war und die tschechoslowakische Führung auf diplomatischem Wege zunehmend schärfer gegen die Ausreise von DDR-Bürgern über ihr Land protestierte, beschloss das Politbüro der SED am 7. November, eine Regelung für die ständige Ausreise vorzuziehen.
Vom 8. bis 10. November 1989 fand im Gebäude des Zentralkomitees der SED die 10. Tagung des ZK der SED nach dem XI. Parteitag der SED statt. In derartigen Tagungen übte das Zentralkomitee in der Zeit zwischen den Parteitagen der SED seine Funktion als höchstes Organ der Partei aus. Am Ende eines jeden Sitzungstages sollte Ost-Berlins SED-Chef Günter Schabowski in seiner Funktion als Sekretär des ZK der SED für Informationswesen die Öffentlichkeit in einer rund einstündigen Pressekonferenz über die neuesten Ergebnisse der Beratungen des ZK informieren.
Am Morgen des 9. November erhielt Oberst Gerhard Lauter, Hauptabteilungsleiter für Pass- und Meldewesen im Innenministerium, die Aufgabe, ein neues Reisegesetz zu erarbeiten. Der entsprechende Entwurf, der zusätzlich einen Passus zu Besuchsreisen enthielt, wurde am Tag vom Politbüro bestätigt und in Richtung Ministerrat weitergeleitet. Im weiteren Geschäftsgang wurde zu dem Beschlussentwurf eine Vorlage an den Ministerrat erstellt, die zwar noch am selben Tag bis 18 Uhr im Umlaufverfahren gebilligt, aber erst am 10. November um 4 Uhr morgens als Übergangsregelung über die staatliche Nachrichtenagentur ADN veröffentlicht werden sollte.

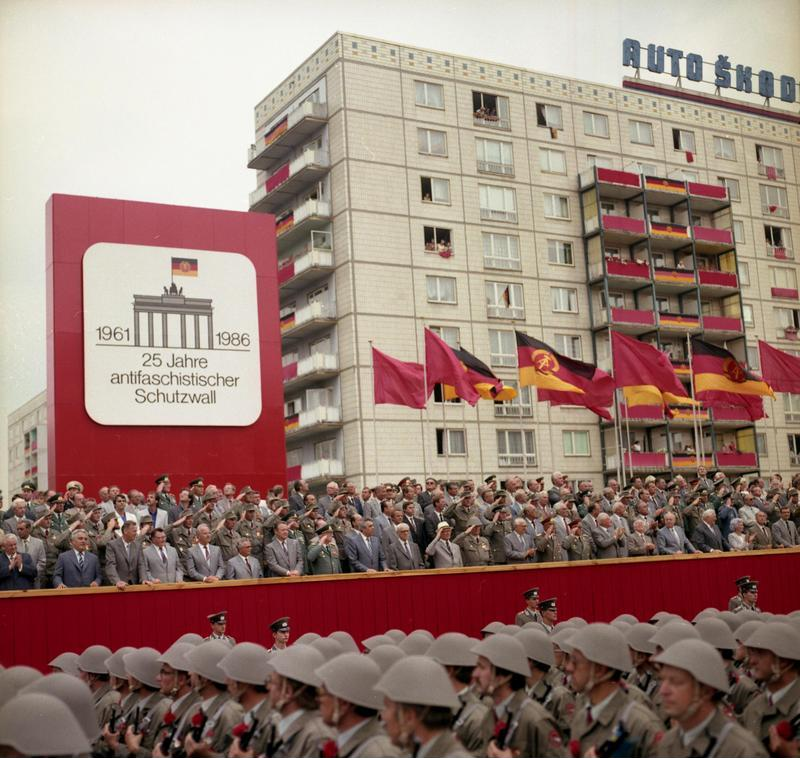
Kampfparade zum 25. Jahrestag des antifaschistischen Schutzwalls am 13. August 1986 in der Karl-Marx-Allee

Allerdings legte das Justizministerium der DDR noch am 9. November Einspruch ein. Parallel zum Umlaufverfahren wurde die Ministerratsvorlage am Nachmittag im Zentralkomitee behandelt und leicht abgeändert. Die handschriftlich geänderte Ministerratsvorlage übergab Egon Krenz an das SED-Politbüro-Mitglied Günter Schabowski, bevor dieser zu der bereits seit Längerem angesetzten Pressekonferenz über die 10. Tagung des ZK ging, ohne ihn explizit über die beschlossene Sperrfrist bis 4 Uhr morgens zu informieren. Schabowski war bei den vorangegangenen Beratungen in Politbüro und ZK nicht anwesend gewesen.
Diese Pressekonferenz mit Schabowski, die im Internationalen Pressezentrum der DDR-Regierung (Presseamt) im Haus Mohrenstraße 36–37 in Ost-Berlin (jetzt: Teil des Bundesjustizministeriums) stattfand, über das Fernsehen und im Radio live übertragen wurde und daher von vielen Bürgern zeitgleich mitverfolgt werden konnte, wurde zum Auslöser für die Maueröffnung. Die anwesenden ZK-Mitglieder Labs, Banaschak, Schabowski und Beil sprachen wie erwartet über die laufende 10. Tagung des ZK sowie die angestrebte innere Erneuerung der SED und beantworteten auch Fragen der anwesenden Journalisten. 
Als sich die Pressekonferenz nach etwa 55 Minuten allmählich ihrem Ende zuneigte, stellte der Korrespondent der italienischen Agentur ANSA, Riccardo Ehrman, um 18:53 Uhr eine Frage zum Reisegesetz. Im April 2009 hatte Ehrman noch angegeben, zuvor einen Anruf erhalten zu haben, in dem ihn ein ZK-Mitglied bat, eine Frage zum Reisegesetz zu stellen. Später relativierte er dieses: Er sei zwar von Günter Pötschke, dem damaligen Chef der DDR-Nachrichtenagentur ADN, angerufen worden, dieser habe ihn jedoch letztlich nur gefragt, ob er die Pressekonferenz besuchen werde. Seine dortige Frage lautete gemäß dem Konferenzprotokoll:

„Sie haben von Fehler gesprochen. Glauben Sie nicht, daß es war ein großer Fehler, diesen Reisegesetzentwurf, das Sie haben jetzt vorgestellt vor wenigen Tagen?“

Darauf antwortete Schabowski sehr umständlich und ausschweifend. Schließlich fiel ihm ein, dass er die neuen Reiseregeln auf der Pressekonferenz auch noch vorstellen sollte und sagte:

„Und deshalb haben wir uns dazu entschlossen, heute eine Regelung zu treffen, die es jedem Bürger der DDR möglich macht, über Grenzübergangspunkte der DDR auszureisen.“

Auf die Zwischenfrage eines Journalisten „Ab wann tritt das in Kraft? Ab sofort?“ antwortete Schabowski dann um 18:57 Uhr mit dem Verlesen des ihm von Krenz zuvor übergebenen Papiers:

„Privatreisen nach dem Ausland können ohne Vorliegen von Voraussetzungen [Reiseanlässe und Verwandtschaftsverhältnisse] beantragt werden. Die Genehmigungen werden kurzfristig erteilt. Die zuständigen Abteilungen Pass- und Meldewesen der VPKÄ – der Volkspolizeikreisämter – in der DDR sind angewiesen, Visa zur ständigen Ausreise unverzüglich zu erteilen, ohne dass dafür noch geltende Voraussetzungen für eine ständige Ausreise vorliegen müssen. Ständige Ausreisen können über alle Grenzübergangsstellen der DDR zur BRD erfolgen […]“

Auf die erneute Zwischenfrage eines Journalisten: „Wann tritt das in Kraft?“ antwortete Schabowski wörtlich:

„Das tritt nach meiner Kenntnis … ist das sofort – ,unverzüglich‘.“

Nach zweimaliger Zwischenfrage eines Journalisten „Gilt das auch für Berlin-West?“ fand Schabowski schließlich den entsprechenden Passus der Vorlage:

„Die ständige Ausreise kann über alle Grenzübergangsstellen der DDR zur BRD bzw. zu Berlin-West erfolgen.“

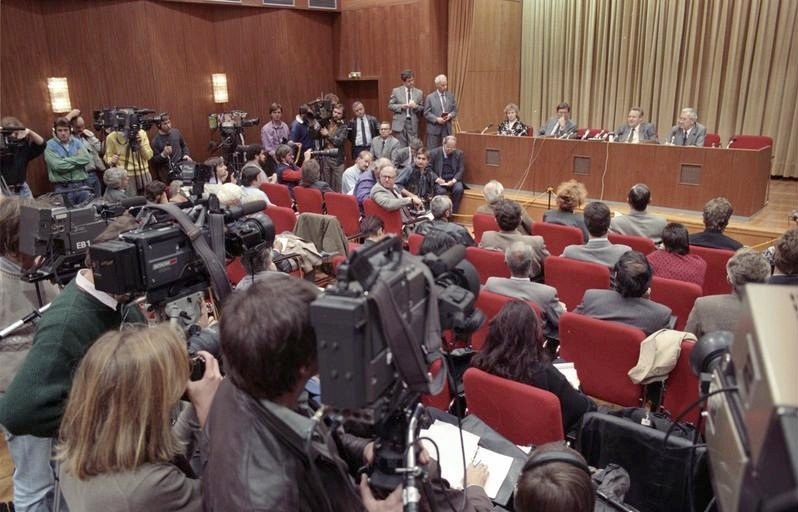
Pressekonferenz mit Günter Schabowski am 9. November 1989

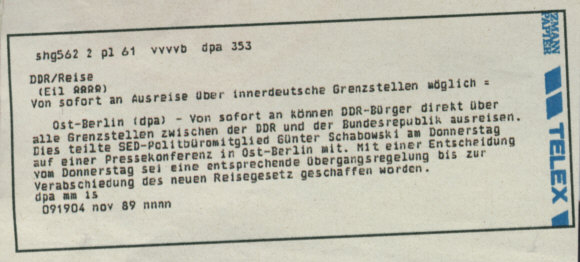
dpa-Eilmeldung, 9. November 1989, 19:04 Uhr

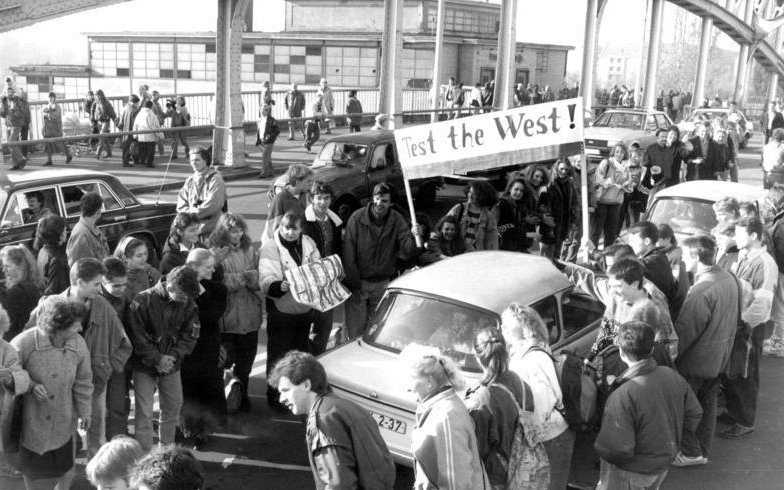
Auf der Bösebrücke werden DDR-Bürger begrüßt, 10. November 1989

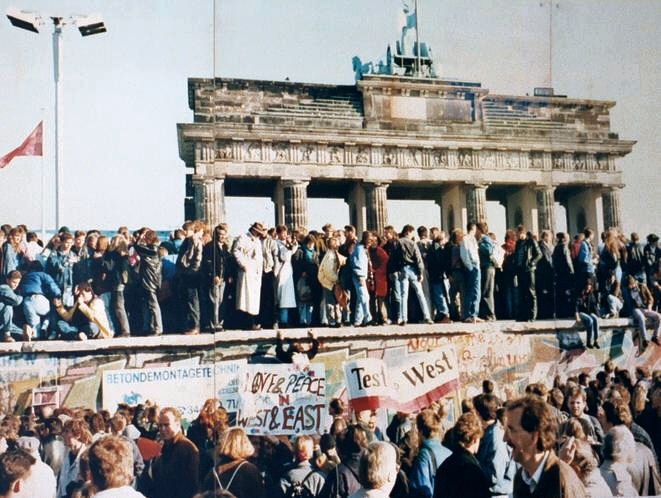
10. November 1989: Von der Nacht des 9. bis zum Morgen des 11. Novembers hielt eine feiernde Menschenmenge die Mauer am Brandenburger Tor besetzt

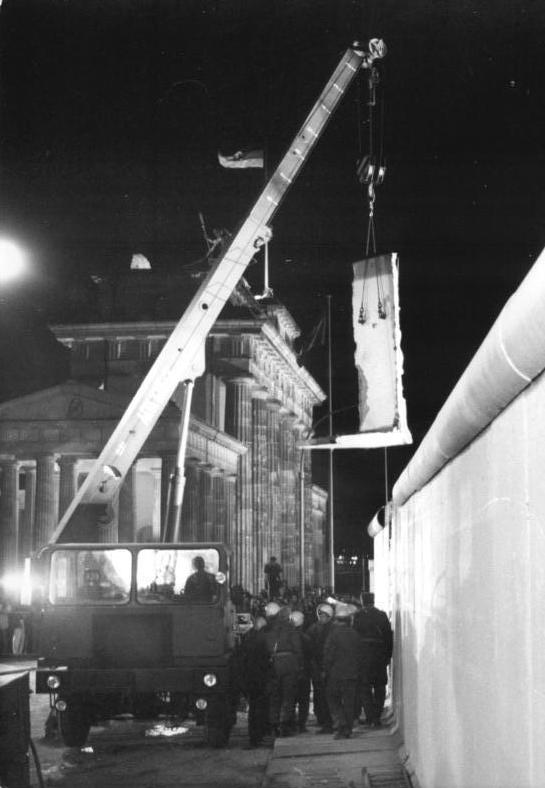
22. Dezember 1989: Grenzsoldaten bauen am Brandenburger Tor Mauersegmente zur Anlage eines Grenzübergangs ab

Westdeutsche und West-Berliner Rundfunk- und Fernsehsender verkündeten sogleich, die Mauer sei „offen“ (was zu diesem Zeitpunkt noch nicht in die Praxis umgesetzt war). Mehrere Tausend Ost-Berliner zogen zu den Grenzübergängen und verlangten die sofortige Öffnung. Zu diesem Zeitpunkt waren weder die Grenztruppen der DDR noch die für die eigentliche Abfertigung zuständigen Passkontrolleinheiten (PKE) des Ministeriums für Staatssicherheit oder die sowjetische Armee in Berlin darüber informiert, was eine gewisse Gefahr eines – möglicherweise bewaffneten – Eingreifens bedeutete.
Um 20:30 Uhr passierten als Folge der neuen vereinfachten Ausreisezusage Andreas Groß und sein Schwager als erste DDR-Bürger die Grenze an der Waltersdorfer Chaussee nahe Schönefeld zwischen Brandenburg und Berlin-West. Oberstleutnant Heinz Schäfer tat zu diesem Zeitpunkt seinen Dienst an dem Übergang und ließ zuvor seine Soldaten entsprechend anweisen.
Um 21:15 Uhr passierten dann als folgende die DDR-Bürgerinnen Annemarie Reffert und ihre 16-jährige Tochter mit ihrem Pkw und ihren Personalausweisen den Grenzübergang Helmstedt-Marienborn. Da die Grenzsoldaten nicht informiert waren, wurden sie unter mehrmaligem Hinweis auf Schabowskis Verkündigung von einer Kontrollstelle zur nächsten weitergereicht und konnten passieren. Der Deutschlandfunk berichtete davon unmittelbar danach in einer Kurzmeldung.
Um den großen Druck der Menschenmassen zu mindern, wurde am Grenzübergang Bornholmer Straße um 21:20 Uhr den ersten Ostdeutschen dort erlaubt, nach West-Berlin auszureisen. Dabei wurden die Ausreisenden kontrolliert und anfangs noch die Personalausweise als ungültig gestempelt, die Inhaber sollten damit ausgebürgert werden.
Um 21:30 Uhr brachte auch der Radiosender RIAS erste Reportagen von offenen Grenzübergängen.
Es sammelten sich nach und nach dichte Menschenmassen an allen Übergängen, teilweise wurde die Lage angespannt bzw. wirkte für die dort tätigen Beamten bedrohlich. Gegen 22.30 Uhr begannen im ZK-Gebäude der SED zahlreiche Telefonanrufe von Dienststellen der Grenztruppen einzugehen. Auf der Politbüro-Etage des Gebäudes befanden sich um diese Zeit noch Helmut Koziolek und Eberhard Heinrich, welche an den letzten Formulierungen des SED-Aktionsprogramms gefeilt hatten. Die Grenzsoldaten berichteten von den Menschenmassen an der Grenze, welche nach West-Berlin passieren wollten, und verlangten von der politischen Führung klare Vorgaben, wie sie sich verhalten sollten. Koziolek und Heinrich suchten in dieser Situation nach Egon Krenz, den sie schließlich im Flur antrafen. Der verwirrt wirkende Parteichef habe gesagt: „Was soll ich denn nur machen? (…) Es kann doch nicht um eine Grenzschließung gehen! Wir müssen das unter Kontrolle bekommen“.
Hanns Joachim Friedrichs, der an diesem Tag die Tagesthemen moderierte, eröffnete die Sendung um 22:42 Uhr so:

„Im Umgang mit Superlativen ist Vorsicht geboten; sie nutzen sich leicht ab. Aber heute abend darf man einen riskieren: dieser neunte November ist ein historischer Tag. Die DDR hat mitgeteilt, dass ihre Grenzen ab sofort für jedermann geöffnet sind. Die Tore in der Mauer stehen weit offen.“

Am Grenzübergang Bornholmer Straße befürchtete der diensthabende Leiter, dass Ausreisewillige auch an Waffen seiner Mitarbeiter kommen könnten, die diese bei sich trugen. Deshalb befahl Oberstleutnant Harald Jäger gegen 23:30 Uhr eigenmächtig, die Grenzübergangsstelle zu öffnen und die Passkontrollen einzustellen. Unter dem Druck der Massen und angesichts der fehlenden Unterstützung durch seine Vorgesetzten sah Jäger nur diesen Ausweg. Jäger sagte dazu in der ARD-Dokumentation Schabowskis Zettel vom 2. November 2009:

„Das alles zusammengenommen war dann das Motiv des Handelns, sodass ich gesagt habe, jetzt reicht mir’s. Jetzt entscheidest Du’s auf eigene Faust […] Hab angewiesen, alle ausreisen zu lassen […] lass alle ausreisen […]“

Über diesen Grenzübergang gelangten zwischen 23:30 Uhr und 0:15 Uhr schätzungsweise 20.000 Menschen nach West-Berlin.
Anders als von den meisten Historikern dargestellt, behauptet ein 2009 im ZDF gesendeter Dokumentarfilm, der Grenzübergang Waltersdorfer Chaussee sei der erste offene Grenzübergang gewesen. Der Kommandant, Oberstleutnant Heinz Schäfer, sei direkt nach Schabowskis Pressekonferenz zu „seinem“ Grenzübergang gefahren, habe die Sicherungsanlagen abschalten lassen und seinen Grenzsoldaten befohlen, Ausreisewillige auch wirklich durchzulassen. Auch habe er sofort seinen Soldaten alle scharfe Munition abgenommen. Gegen 20:30 Uhr habe er den zwischen Rudow und Schönefeld gelegenen Kontrollpunkt geöffnet. DDR-Bürger berichten, dass sie am 9. November gegen 20:30 Uhr mit ihren Fahrrädern zum nahe gelegenen Grenzübergang an der Waltersdorfer Chaussee gefahren seien. Mit einem Ausreise-Stempel im Pass durften beide nach West-Berlin ausreisen; sie mussten kurioserweise ihre Fahrräder an der Grenze zurücklassen. Auf Westseite wollen mehrere Augenzeugen ebenfalls ab 20:30 Uhr den zunehmenden Grenzverkehr nach West-Berlin beobachtet haben. In umgekehrter Richtung, als Heimkehrer von einem genehmigten Tagesaufenthalt in West-Berlin zurückkommend, erzählt ein DDR-Bürger, dass er von den unbewaffneten Grenzsoldaten durchgewinkt worden sei. Auf die Bitte um eine Zählkarte für die nächste Ausreise sei ihm beschieden worden, eine solche würde er nicht mehr brauchen. Diese Darstellung wird von anderen Historikern mit Hinweis auf Mängel an der wissenschaftlichen Herangehensweise und der Darstellung widersprechender Stasi-Unterlagen angezweifelt.
Bis Mitternacht waren alle Grenzübergänge im Berliner Stadtgebiet offen. Auch die Grenzübergänge an der West-Berliner Außengrenze sowie an der innerdeutschen Grenze wurden in dieser Nacht geöffnet. Bereits am späten Abend verfolgten viele die Öffnung der Grenzübergänge im Fernsehen und machten sich teilweise dann noch auf den Weg. Der große Ansturm setzte am Vormittag des 10. November 1989 ein, da die Grenzöffnung um Mitternacht vielfach „verschlafen“ wurde.
Die DDR-Bürger wurden von der Bevölkerung West-Berlins begeistert empfangen. Die meisten Kneipen in der Nähe der Mauer gaben spontan Freibier aus und auf dem Kurfürstendamm gab es einen großen Volksauflauf mit hupendem Autokorso und wildfremden Menschen, die sich in den Armen lagen. In der Euphorie dieser Nacht wurde die Mauer auch von vielen West-Berlinern erklommen. Noch in der Nacht ordnete der Regierende Bürgermeister Walter Momper als Sofortmaßnahme die Schaffung zusätzlicher Aufnahmemöglichkeiten für Flüchtlinge sowie die Auszahlung des Begrüßungsgeldes über 100 DM auch durch die Sparkasse West-Berlins an. Einige Zeit nach Bekanntwerden der Nachricht von Schabowskis Pressekonferenz unterbrach der Bundestag in Bonn am Abend seine laufende Sitzung. Nach einer Pause gab Kanzleramtsminister Rudolf Seiters eine Erklärung der Bundesregierung ab, Vertreter aller Bundestagsfraktionen begrüßten in ihren Beiträgen die Ereignisse. Im Anschluss erhoben sich die anwesenden Abgeordneten spontan von ihren Sitzen und sangen die Nationalhymne.
Nach Angaben des West-Berliner Staatssekretärs Jörg Rommerskirchen und des Bild-Journalisten Peter Brinkmann war ihnen der Mauerfall bereits am Vormittag des 9. November bekannt. Rommerskirchen habe von Brinkmann einen vertraulichen Hinweis erhalten, dass es noch an diesem Tag zu einer Öffnung der Mauer kommen werde. Daraufhin habe man in West-Berlin im Eiltempo entsprechende Vorbereitungen getroffen.

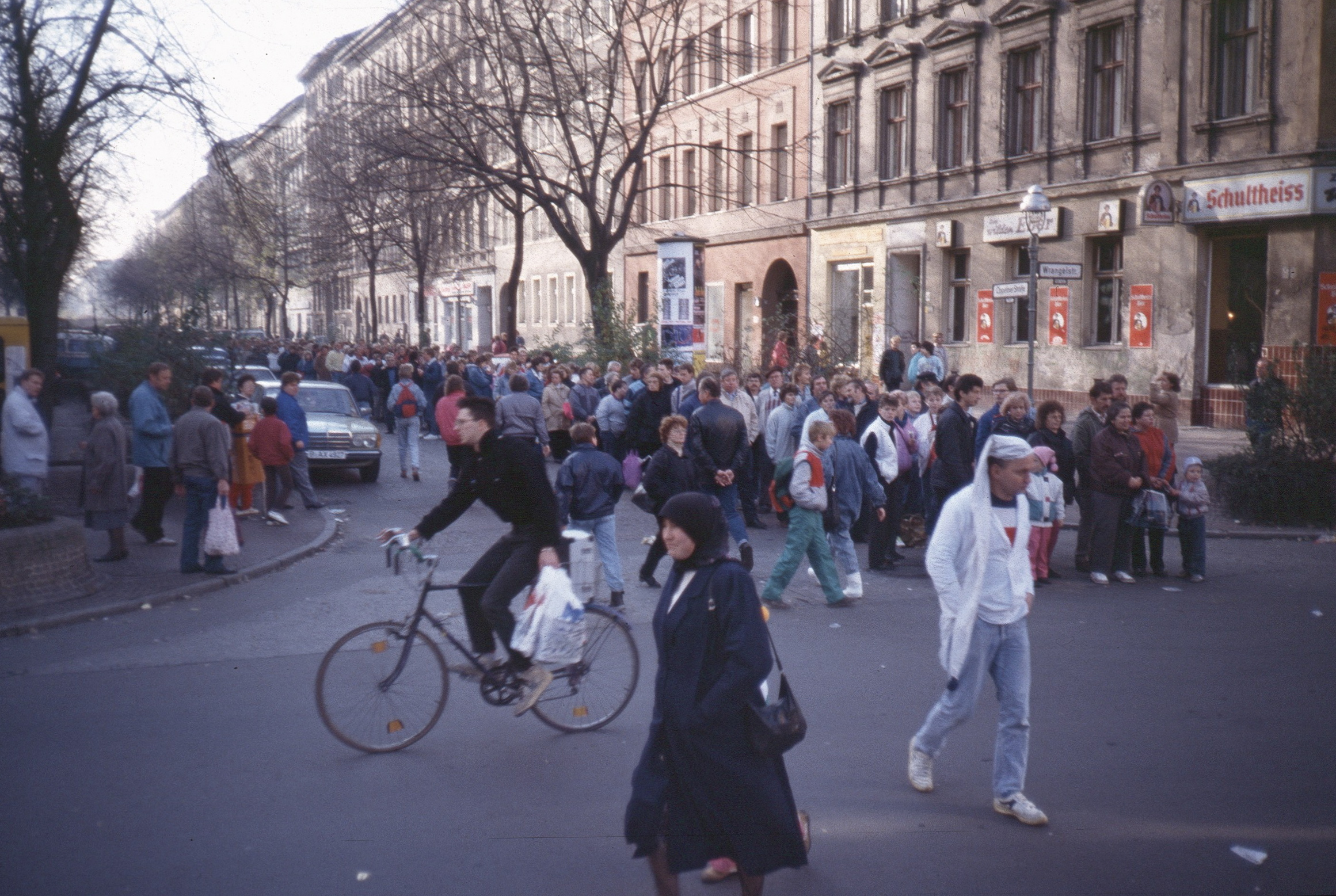
DDR-Bürger beim Schlangestehen für das Begrüßungsgeld, Mitte November 1989
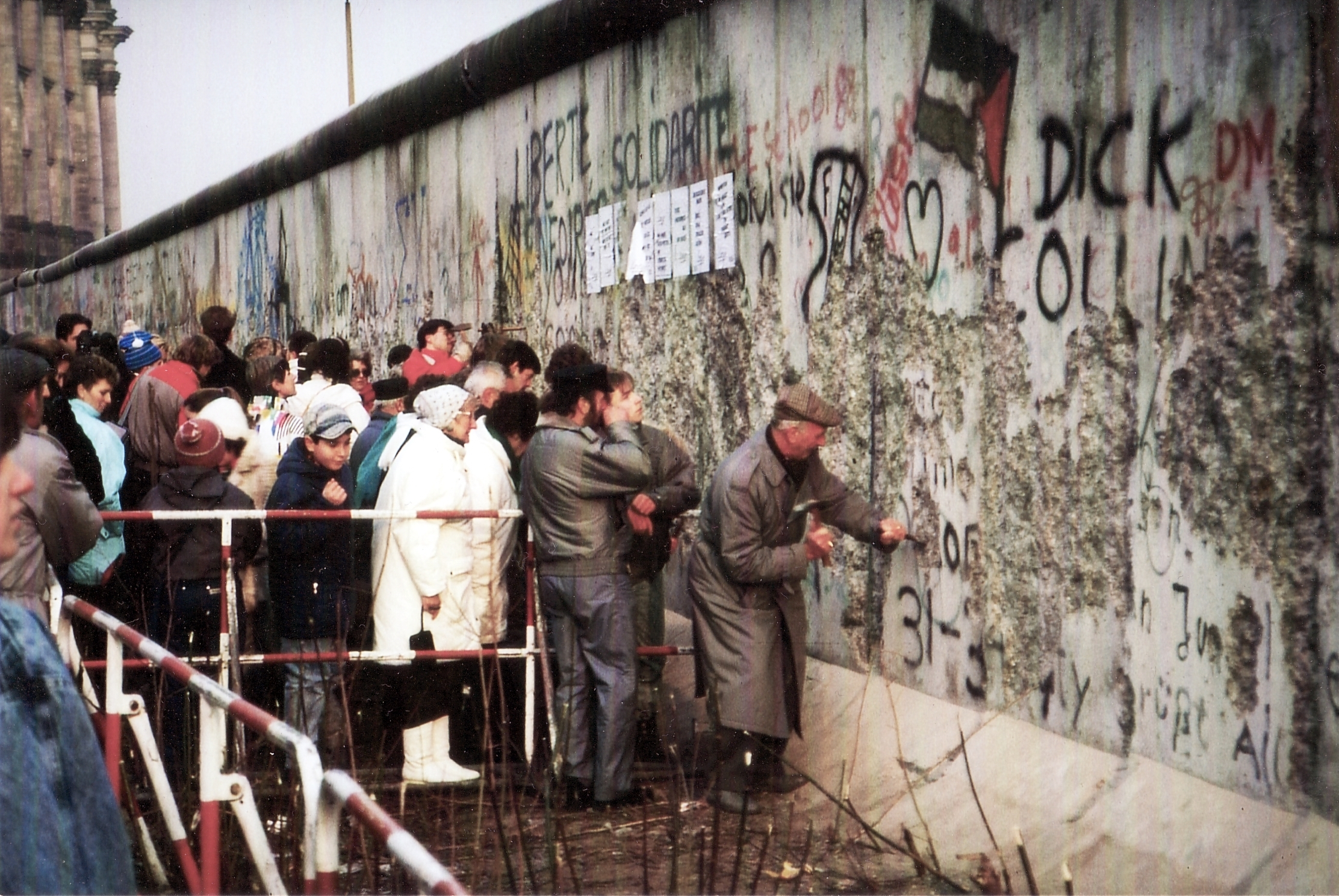
Mauerspechte brechen an der Mauer nahe dem Reichstagsgebäude Stücke heraus, Ende 1989
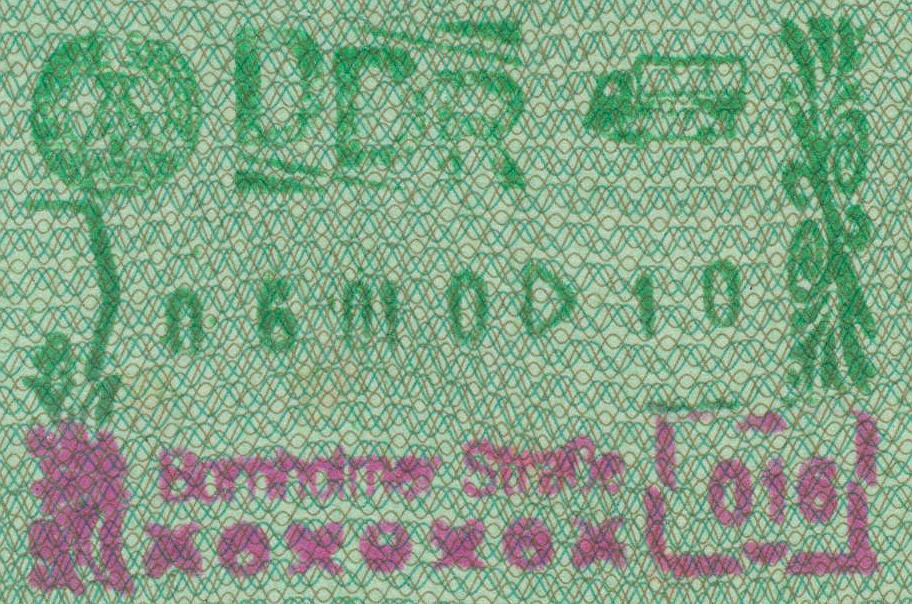
Stempel Bornholmer Straße im Reisepass, Januar 1990
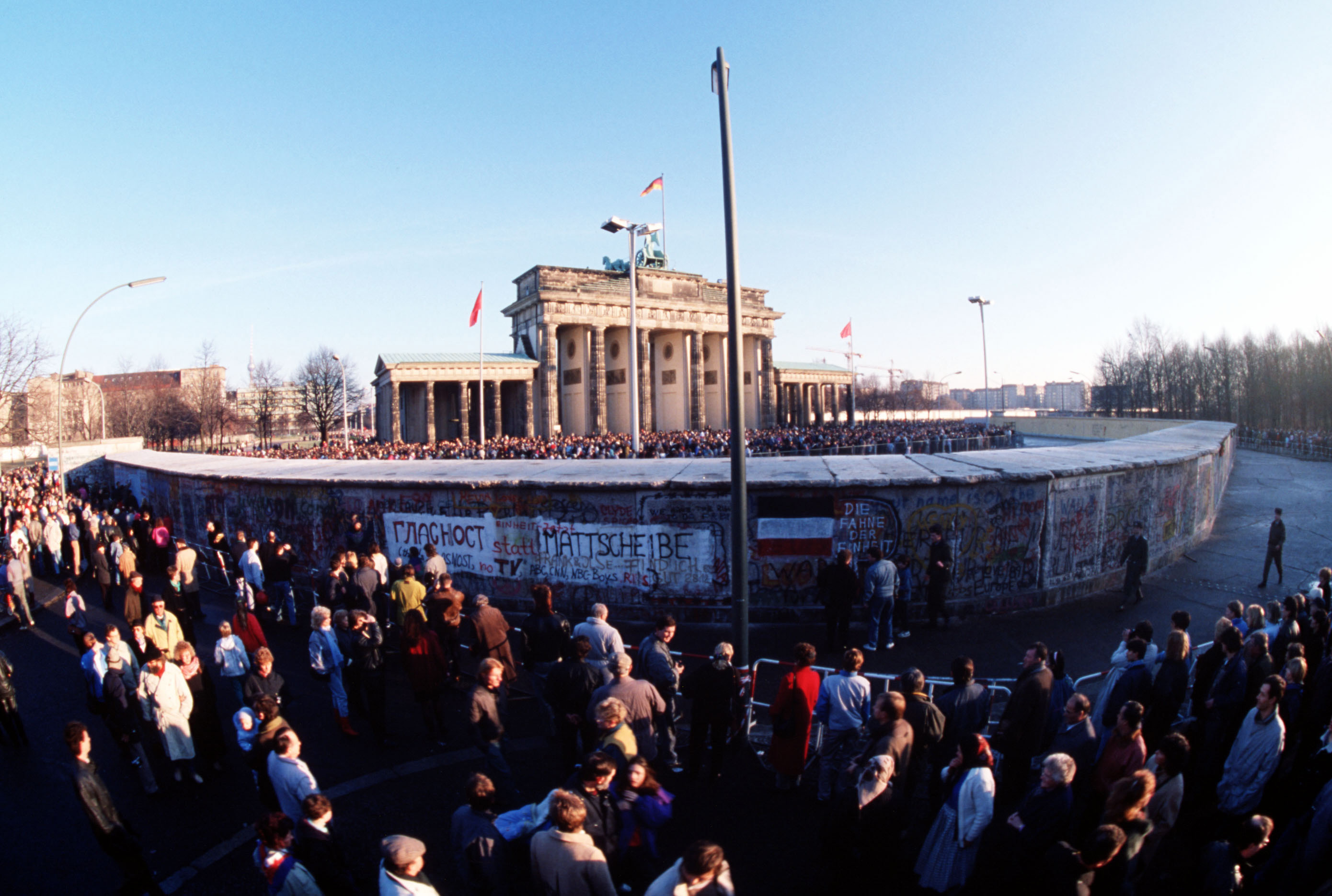
Mauer und Brandenburger Tor, Dezember 1989
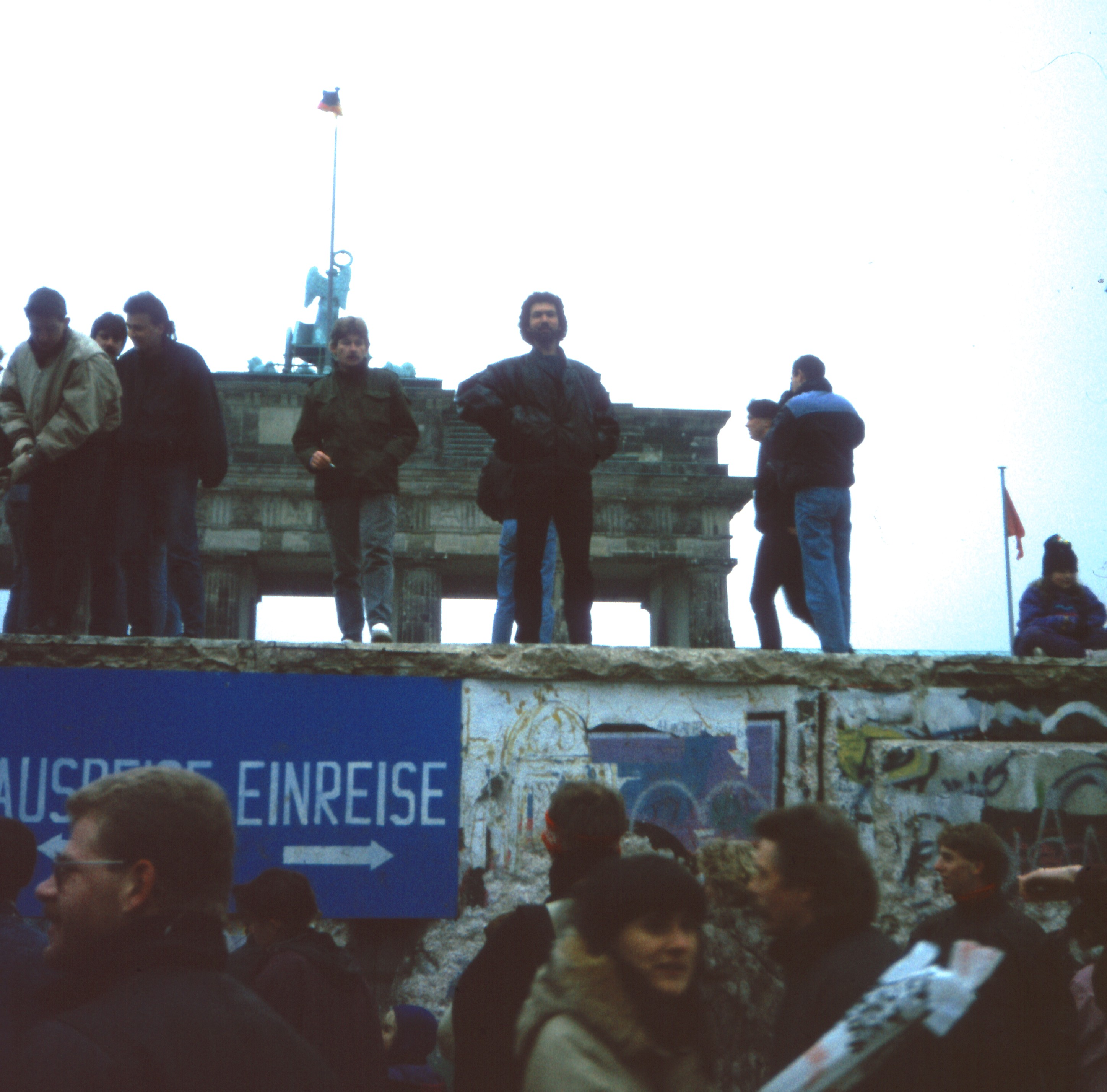
Vor dem Brandenburger Tor stehen Demonstranten auf der Berliner Mauer, Dezember 1989
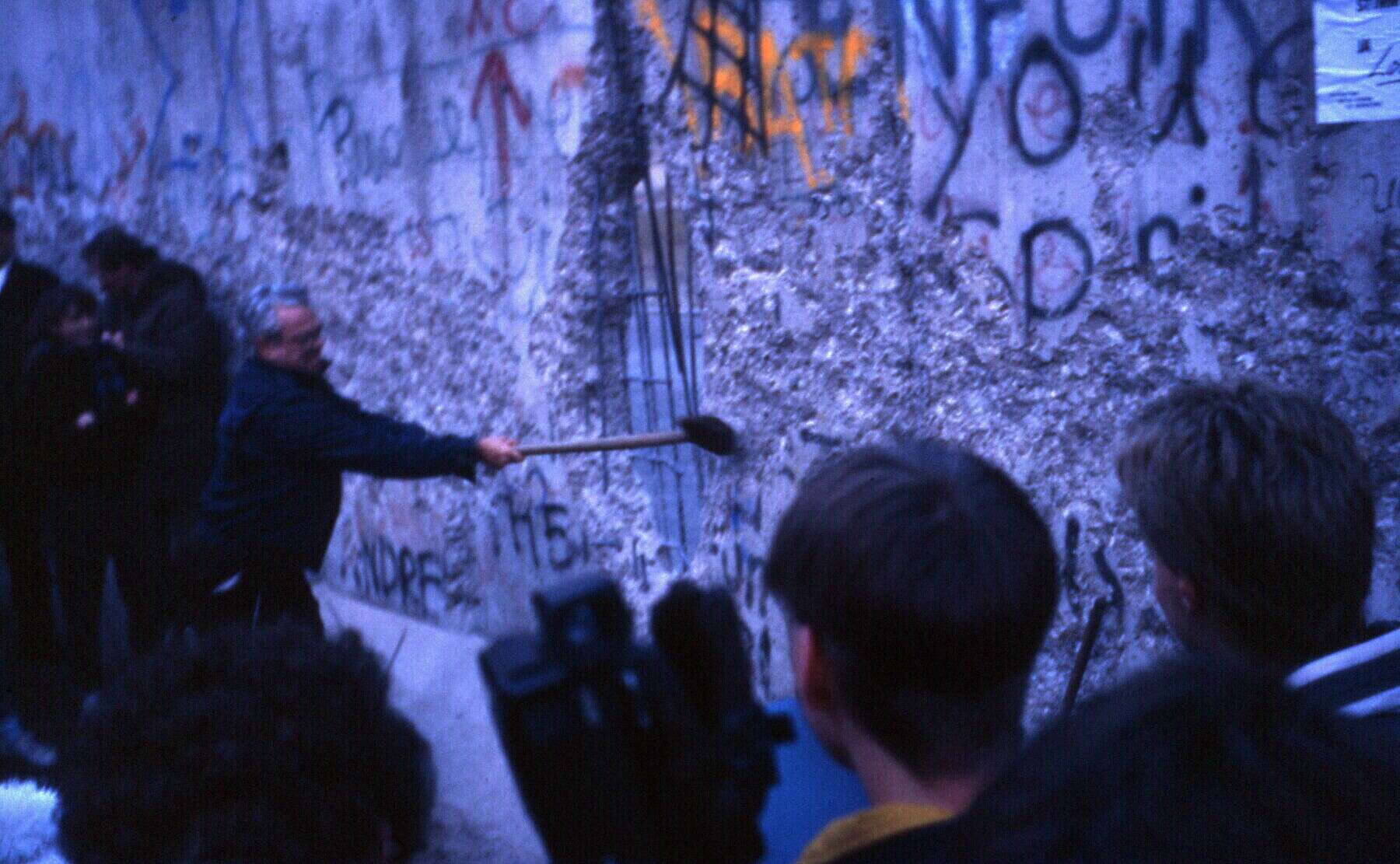
Mauerspechte an der Mauer im Dezember 1989
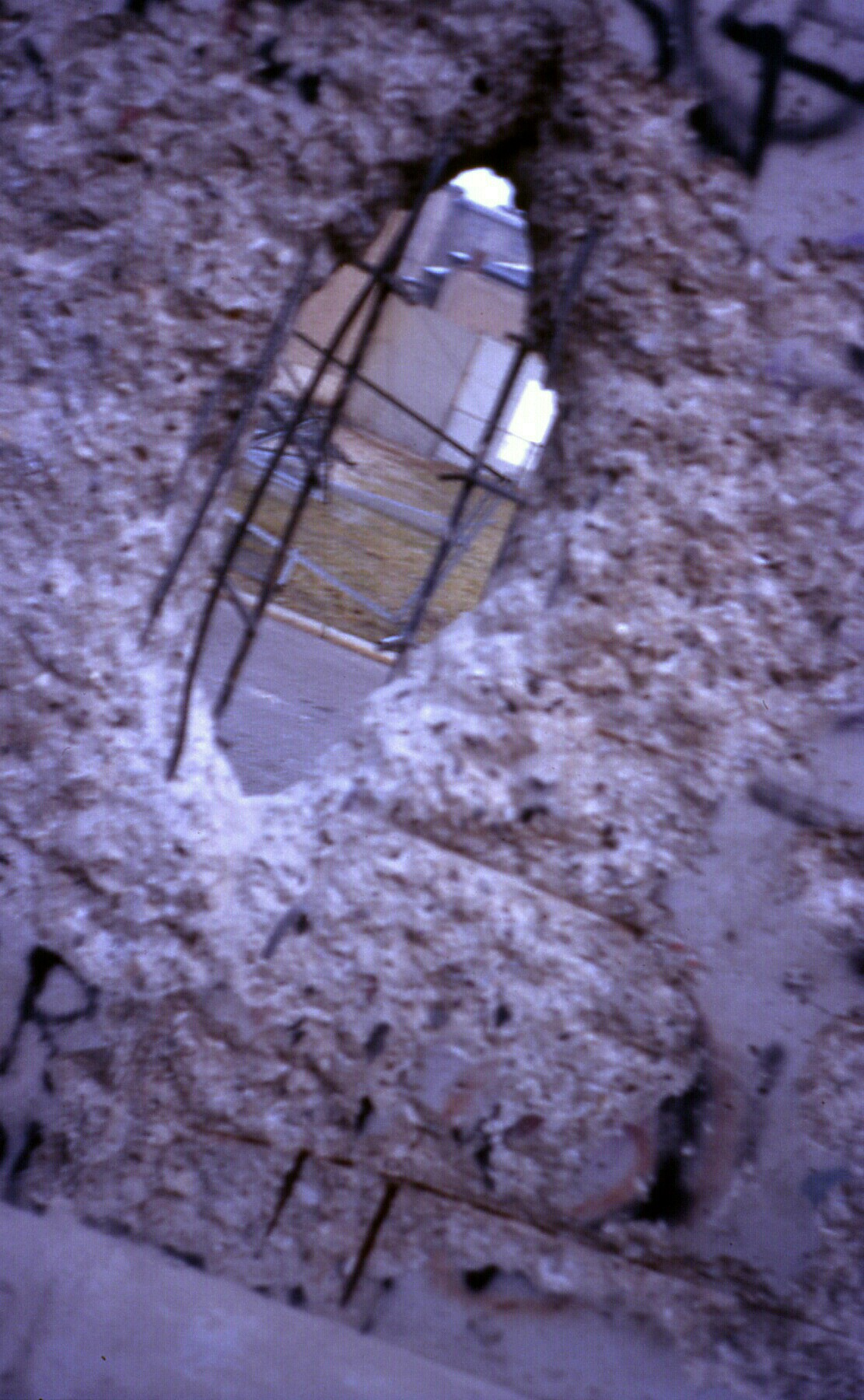
Dezember 1989: Blick durchs Loch nach Ost-Berlin

### Entwicklung nach dem Mauerfall

Durchgangsverkehr durch das Brandenburger Tor in den 1990er Jahren

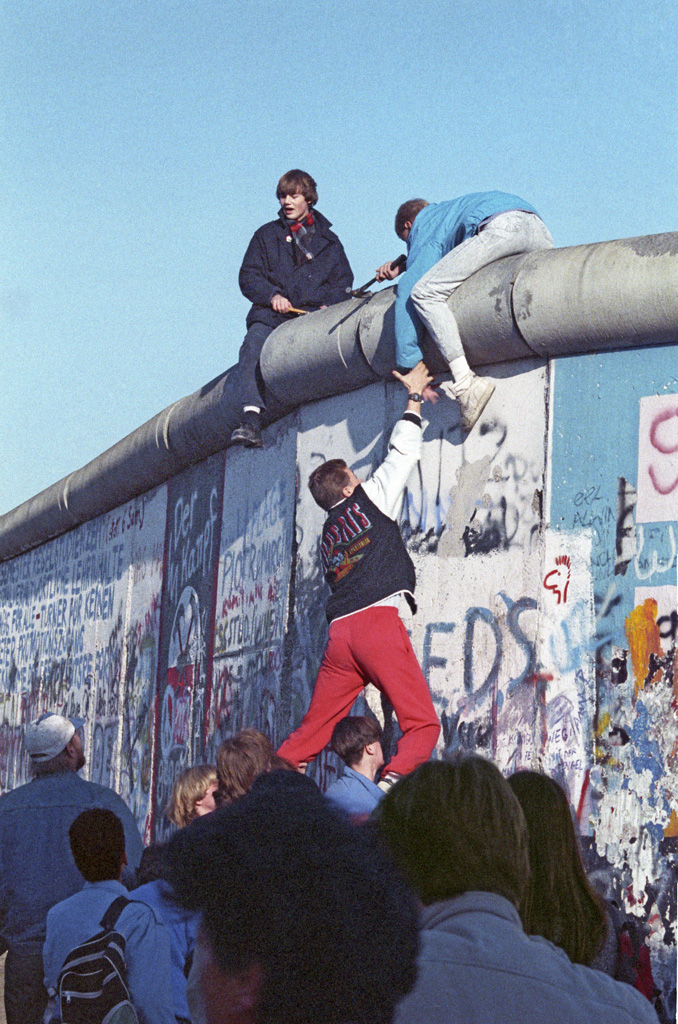
Berliner Mauer am 12. November 1989 (aus Richtung West-Berlin gesehen)

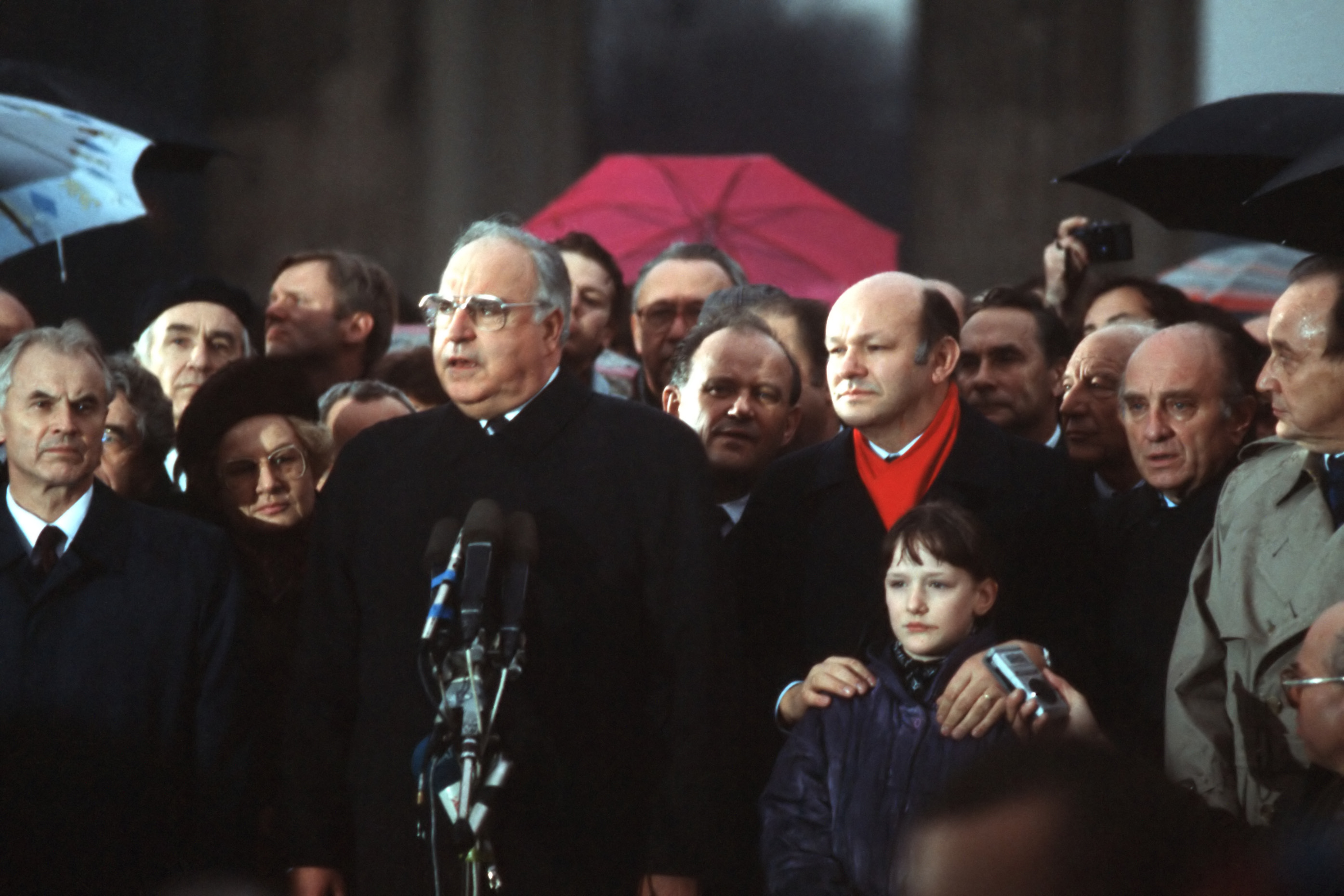
Helmut Kohl, Hans Modrow und der regierende Bürgermeister Berlins Walter Momper am 22. Dezember 1989

Die Mauer wurde nach dem 9. November 1989 zunächst weiter bewacht und unkontrollierte Grenzübertritte durch den Mauerstreifen meist verhindert. In den ersten Wochen versuchten die Grenztruppen, die von den „Mauerspechten“ geschlagenen Löcher zu reparieren, während im Hinterland Restriktionen für die Anwohner außer Kraft traten.
Bereits bis zum 14. November öffnete die DDR zehn neue Grenzübergänge; darunter einige an besonders symbolträchtigen Orten wie dem Potsdamer Platz, der Glienicker Brücke und der Bernauer Straße. An diesen Übergängen versammelten sich Menschenmengen, die auf die Öffnung warteten und jedes herausgehobene Betonelement bejubelten. Am 22. Dezember wurde der Mauerabschnitt am Brandenburger Tor in Gegenwart von Bundeskanzler Helmut Kohl und Ministerpräsident Hans Modrow entfernt.
Bundesbürger und West-Berliner durften erstmals am 24. Dezember 1989 ab 0:00 Uhr visumfrei in die DDR einreisen; bis zu diesem Zeitpunkt hatten noch die Regelungen bezüglich Visumpflicht und Mindestumtausch gegolten. In den Wochen zwischen dem 9. November und dem 23. Dezember hatten die DDR-Bürger daher in gewisser Weise „größere Reisefreiheit“ als die Westdeutschen. Auch die Einreise in die DDR bzw. nach Ost-Berlin mit Fahrrädern, die im Kontrollverlust der ersten Nacht des Mauerfalls möglich gewesen war, blieb noch eine Zeitlang verboten.
Die Bewachung der Mauer wurde mit der Zeit immer lockerer; das unkontrollierte Überschreiten der Grenze durch die immer größer werdenden Löcher wurde zunehmend toleriert. Parallel dazu änderte sich die Praxis an den Übergängen hin zu nur noch stichprobenartiger Kontrolle des Verkehrsstroms. Der Prozess verstärkte sich besonders nach der Wahl zur Volkskammer am 18. März 1990. Bis zum 30. Juni 1990 wurden weitere neue Grenzübergänge nach West-Berlin geöffnet.

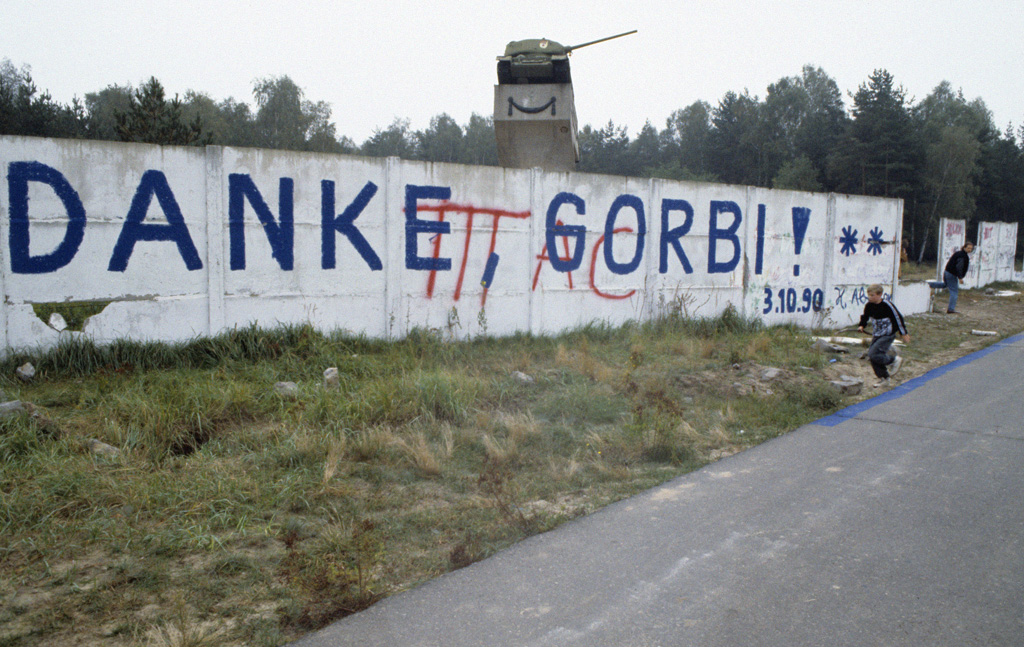
Mauer am Grenzübergang Dreilinden am 3. Oktober 1990

Am 1. Juli 1990, dem Tag des Inkrafttretens der Währungsunion, wurden die Bewachung der Mauer und sämtliche Grenzkontrollen eingestellt. Bereits am 13. Juni 1990 hatte in der Bernauer Straße der offizielle Abriss begonnen. Inoffiziell begann der Mauerabriss an der Bornholmer Straße wegen Bauarbeiten an der Eisenbahn. Daran beteiligt waren insgesamt 300 DDR-Grenzsoldaten sowie – nach dem 3. Oktober 1990 – 600 Pioniere der Bundeswehr. Diese waren mit 175 Lastwagen, 65 Kränen, 55 Baggern und 13 Planierraupen ausgerüstet. Der Abriss der innerstädtischen Mauer endete offiziell am 30. November 1990. Bis dahin fielen nach Schätzungen der Grenztruppenführung insgesamt rund 1,7 Millionen Tonnen Bauschutt an. Allein in Berlin wurden 184 km Mauer, 154 km Grenzzaun, 144 km Signalanlagen und 87 km Sperrgräben entfernt. Übrig blieben sechs Abschnitte, die als Mahnmal erhalten werden sollten. Der Rest der Mauer, insbesondere an der Berlin-brandenburgischen Landesgrenze, verschwand bis November 1991. Bemalte Mauersegmente mit künstlerisch wertvollen Motiven wurden in Auktionen 1990 in Berlin und Monte Carlo versteigert.
Einige der Mauersegmente finden sich inzwischen an verschiedenen Orten der Welt. So sicherte sich der US-Geheimdienst CIA für seinen Neubau in Langley (Virginia) einige künstlerisch verzierte Mauersegmente. In den Vatikanischen Gärten wurden im August 1994 einige Mauersegmente mit aufgemalter Sankt-Michaels-Kirche aufgestellt. Ein weiteres Teilstück der Mauer kann im Haus der Geschichte in Bonn besichtigt werden. Ein Segment steht in der Königinstraße am Englischen Garten in München, eines am Stabsgebäude der Panzerbrigade 21 „Lipperland“ in Augustdorf, weitere in einem Neubaugebiet in Weiden in der Oberpfalz, an einem Globus-Markt in Neustadt an der Weinstraße, am Max-Mannheimer-Gymnasium Grafing und in einem Vorgarten in Essen-Rüttenscheid. Weitere stellen das Friedensmuseum im französischen Ort Caen in der Normandie und das Imperial War Museum in London aus.
Auch am Deutschen Eck in Koblenz befinden sich drei Stücke der Berliner Mauer. Seit 2009 steht ein ein Meter breites Mauerstück an der Berliner Straße in Herford.
Das Mauersegment gegenüber dem Europäischen Informationszentrum in Schengen in unmittelbarer Nähe zum Dreiländereck Luxemburg–Deutschland–Frankreich erinnert daran, dass innerhalb Europas Freizügigkeit der Normalfall sein sollte. Alle Örtlichkeiten in den drei Staaten, die von diesem Segment aus zu sehen sind, können aufgrund des Schengener Abkommens unbehindert von Grenzkontrollen spontan aufgesucht werden.

### Historische Bedeutung des Mauerfalls
Der Mauerfall am 9. November 1989 markierte das Ende einer Epoche, indem er die sichtbarste Erscheinung im Fall des ganzen „Eisernen Vorhangs“ und des kommunistischen Systems in Osteuropa darstellte, was die Wiedervereinigung Deutschlands und die Überwindung der Teilung Europas ermöglichte.

## Die Erinnerung an dieses Ereignis

### Gedenkstätten in der Bernauer Straße
Seit dem 13. August 1998 besteht an der Bernauer Straße zwischen den ehemaligen Bezirken Wedding und Mitte die Gedenkstätte Berliner Mauer. Sie umfasst ein erhaltenes Teilstück der Grenzanlagen, das Dokumentationszentrum Berliner Mauer sowie die Kapelle der Versöhnung.
Die Gedenkstätte ist aus einem 1994 vom Bund ausgelobten Wettbewerb hervorgegangen und wurde nach langen und heftigen Diskussionen am 13. August 1998 eingeweiht. Sie stellt einen durch künstlerisch-gestalterische Mittel ergänzten neu aufgebauten Mauerabschnitt am Originalort dar. Das Dokumentationszentrum, das von einem Verein getragen wird, wurde am 9. November 1999 eröffnet. 2003 wurde es durch einen Aussichtsturm ergänzt, von dem die Maueranlagen der Gedenkstätte gut einsehbar sind. Neben einer aktuellen Ausstellung (seit 2001 unter dem Titel Berlin, 13. August 1961) gibt es unterschiedliche Informationsmöglichkeiten zur Geschichte der Mauer. Außerdem werden Seminare und andere Veranstaltungen angeboten. Die Kapelle der Versöhnung der Evangelischen Versöhnungsgemeinde wurde am 9. November 2000 eingeweiht. Das Bauwerk ist ein ovaler Stampflehmbau und wurde über den Fundamenten des Chores der 1985 gesprengten Versöhnungskirche errichtet.
Das von Thomas Flierl erarbeitete Gesamtkonzept zur Erinnerung an die Berliner Mauer sieht vor, die Gedenkstätte in der Bernauer Straße zu erweitern und einen Teil des ehemaligen Stettiner Bahnhofs an der Gartenstraße einzubeziehen.
Am 11. September 2008 beschloss das Abgeordnetenhaus von Berlin, zum Jahrestag des Mauerfalls am 9. November 2008 die Gedenkstätte Berliner Mauer und die Erinnerungsstätte Notaufnahmelager Marienfelde in der landeseigenen Stiftung Berliner Mauer zusammenzufassen.

### Geschichtsmeile Berliner Mauer
Die Geschichtsmeile Berliner Mauer ist eine viersprachige Dauerausstellung, die aus 21 Informationstafeln besteht. Diese stehen über den innerstädtischen Grenzverlauf verteilt und enthalten Fotografien und Texte zu Ereignissen, die sich am Standort der Tafeln zugetragen haben, beispielsweise wird auf geglückte oder missglückte Fluchten hingewiesen. Diese in der Innenstadt schon länger bestehende Geschichtsmeile Berliner Mauer wurde 2006 durch weitere Informationstafeln auch im Außenbereich fortgesetzt.

### Gedenkveranstaltungen

#### 25. Jahrestag des Mauerfalls
Zum 25. Jahrestag des Mauerfalls markierten 6880 weiße Ballons einen Teil des ehemaligen Mauerverlaufs als Kunstinstallation Lichtgrenze vom 7. bis 9. November 2014.

#### Zirkeltag am 5. Februar 2018
Der 5. Februar 2018 war der Tag, an dem die Berliner Mauer genauso lange nicht mehr stand, wie sie von 1961 bis 1989 die Stadt teilte: 28 Jahre, 2 Monate und 27 Tage. Berliner Medien, wie der rbb und die Berliner Morgenpost, bezeichneten ihn als „Zirkeltag“ und erinnerten an das Ereignis mit Sondersendungen bzw. -beilagen. 

#### 30. Jahrestag des Mauerfalls
Anlässlich des 30-jährigen Jubiläums des Mauerfalls fanden in Berlin vom 4. bis 10. November 2019 eine Vielzahl an Veranstaltungen und Ausstellungen statt, die sich mit dem Bau der Berliner Mauer, der Teilung Berlins, dem Kalten Krieg und der Friedlichen Revolution von 1989 beschäftigten. Dabei wiesen koreanische Künstler mit der Installation Das Dritte Land auf die andauernde Teilung von Nord- und Südkorea hin.

## Der ehemalige Mauerstreifen in den 2010er Jahren

### Nutzung

Doppelreihe von Pflastersteinen, die den ehemaligen Mauerverlauf am Brandenburger Tor markiert, 2004

Die breite Trasse zwischen den beiden früheren Mauerlinien wird im heutigen Sprachgebrauch „Grenzstreifen“ oder „Mauerstreifen“ genannt. Er ist noch an vielen Stellen gut erkennbar, teilweise durch große Brachflächen wie an Teilen der Bernauer Straße und zwischen den Ortsteilen Mitte und Kreuzberg entlang der Kommandantenstraße, Alten Jakobstraße, Stallschreiberstraße, Alexandrinenstraße und Sebastianstraße. Andernorts in der zusammenwachsenden Stadt ist der Grenzverlauf hingegen nur noch schwer auszumachen. Die ganze Brutalität der Teilung lässt sich nirgendwo mehr nachvollziehen, auch nicht an Stellen, wo Reste der Mauer konserviert sind.
In der ansonsten dicht bebauten Berliner Innenstadt wurde der Mauerstreifen durch Verkauf und Bebauung meist schnell zur Nachnutzung für städtische Zwecke verwendet. Daneben gibt es aber auch vielfältige andere Formen: Im Ortsteil Prenzlauer Berg wandelte sich ein Abschnitt zum Mauerpark. Das innerstädtische Stück am östlichen Teltowkanal wurde mit der Trasse der Bundesautobahn 113 vom Berliner Stadtring nach Schönefeld überbaut.
Der Streit um die Rückgabe der Mauergrundstücke ist indes noch nicht abgeschlossen. Die Eigentümer von Grundstücken auf dem späteren Mauerstreifen waren nach dem Mauerbau zwangsenteignet und die Bewohner umgesiedelt worden. Die Frage der Rückgabe und Entschädigung der Betroffenen fand keinen Eingang in den am 31. August 1990 unterzeichneten Einigungsvertrag. Erst das Gesetz über den Verkauf von Mauer- und Grenzgrundstücken an die früheren Eigentümer (Mauergrundstücksgesetz) vom 15. Juli 1996 regelte, dass ein enteigneter Eigentümer sein Objekt nur dann zurückerhält, wenn er dafür 25 Prozent des aktuellen Verkehrswertes bezahlt und der Bund sie nicht für dringende eigene öffentliche Zwecke verwenden oder im öffentlichen Interesse an Dritte veräußern will. In diesem Fall entschädigt der Bund die ehemaligen Eigentümer mit 75 Prozent des Grundstückswertes.

### Berliner Mauerweg

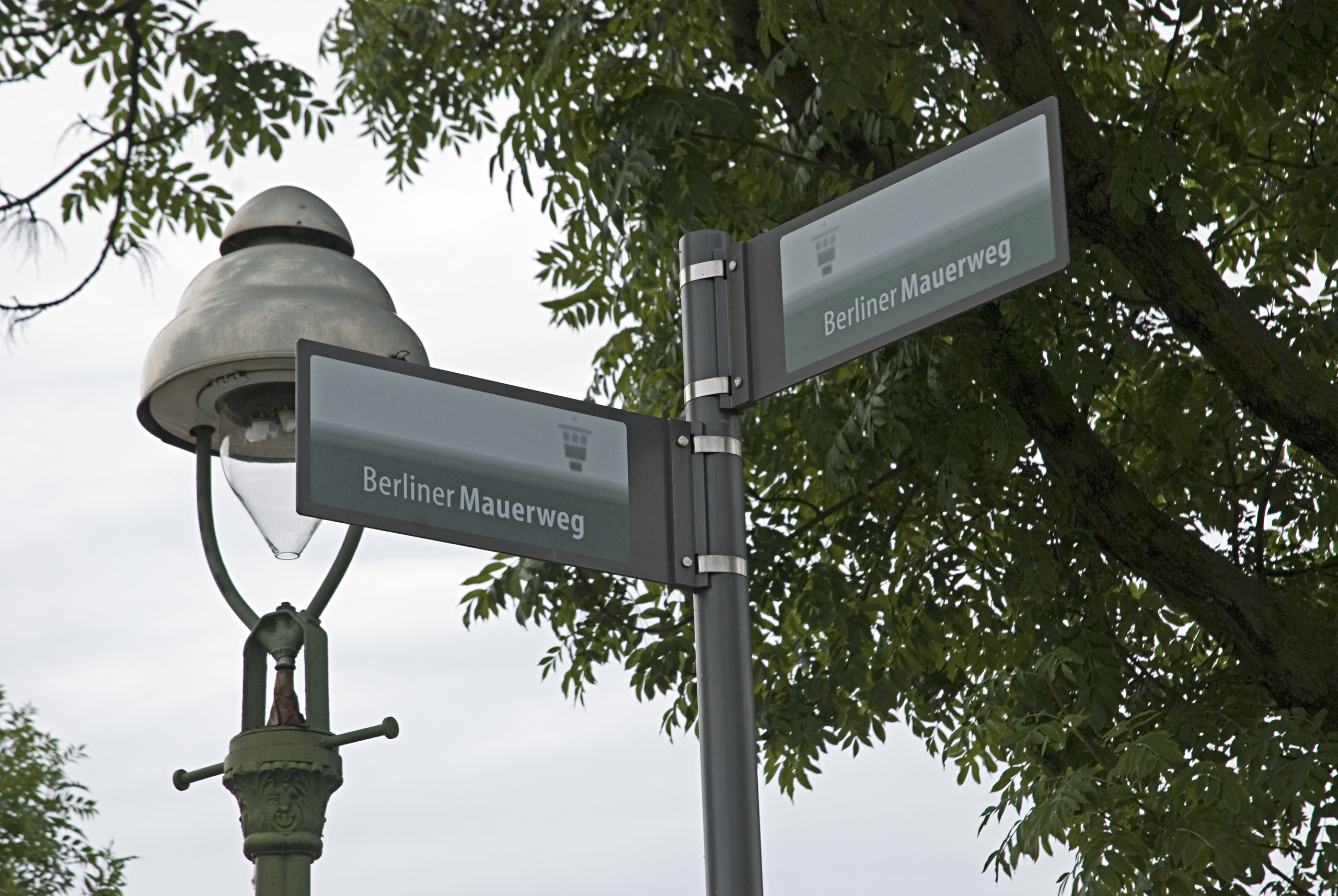
Ausschilderung des Berliner Mauerweges

Entlang des Mauerstreifens um das gesamte frühere West-Berlin verläuft der Berliner Mauerweg, dessen Einrichtung das Berliner Abgeordnetenhaus am 11. Oktober 2001 beschlossen hatte. Dieser Rad- und Fußweg entlang der 160 Kilometer langen Trasse der ehemaligen Grenzanlagen ist größtenteils gut ausgebaut und seit 2005 nahezu vollständig. Bis auf kleinere Abschnitte ist die Strecke durchgehend asphaltiert. Der Mauerweg führt überwiegend auf dem ehemaligen Zollweg (West-Berlin) oder auf dem sogenannten Kolonnenweg, den die DDR-Grenztruppen für ihre Kontrollfahrten angelegt hatten. Wo es durch neuere Bebauung oder Eigentumsrechte nötig war, verläuft er auf neu angelegten Wegen im Grenzbereich oder über parallel zur Grenze verlaufende öffentliche Verkehrsflächen. An der Dresdener Bahn in der Gemeinde Blankenfelde-Mahlow ist der Mauerweg derzeit unterbrochen. Beim Ausbau der Bahnstrecke soll eine Unterführung realisiert werden. Der Berliner Mauerweg kennzeichnet den Verlauf der ehemaligen DDR-Grenzanlagen zu West-Berlin. Er führt über rund 160 Kilometer um die einstige Halbstadt herum. Historisch interessante Abschnitte, in denen sich noch Mauerreste oder Mauerspuren auffinden lassen, wechseln mit landschaftlich reizvollen Strecken.
Der Berliner Mauerweg ist ausgeschildert und in regelmäßigen Abständen mit Übersichtsplänen zur Orientierung ausgestattet. An Infostelen mit Fotografien und Texten werden mehrsprachige Informationen über die Teilung Deutschlands und die Berliner Mauer gegeben und Ereignisse am jeweiligen Standort geschildert oder auf Mauerreste vor Ort hingewiesen. An 29 Standorten entlang des Weges wird an die Toten der Berliner Mauer erinnert. Organisatorisch ist der Berliner Mauerweg in 14 Einzelstrecken mit sieben bis 21 Kilometern Länge gegliedert. Hauptsächlich im Stadtzentrum ist der Mauerverlauf zudem mit einer doppelten Reihe Kopfsteinen gepflastert.

### Reste der Maueranlagen nach dem Abriss

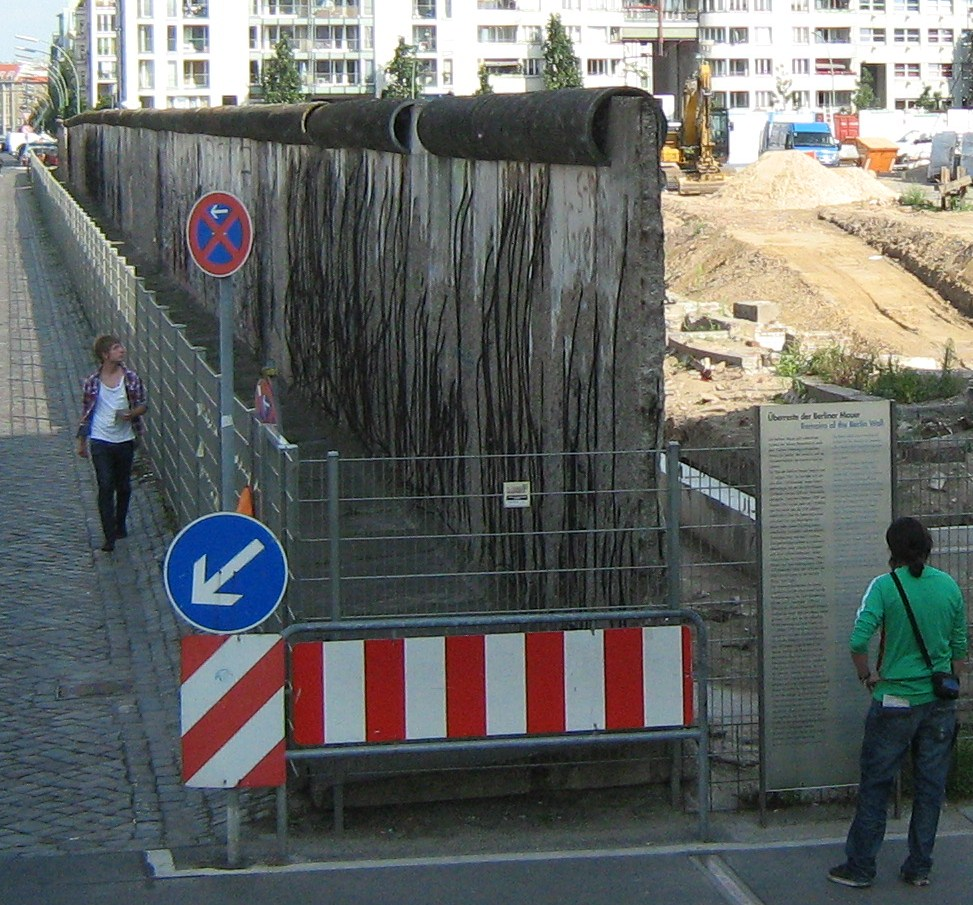
Mauerdenkmal an der Niederkirchnerstraße, 2009

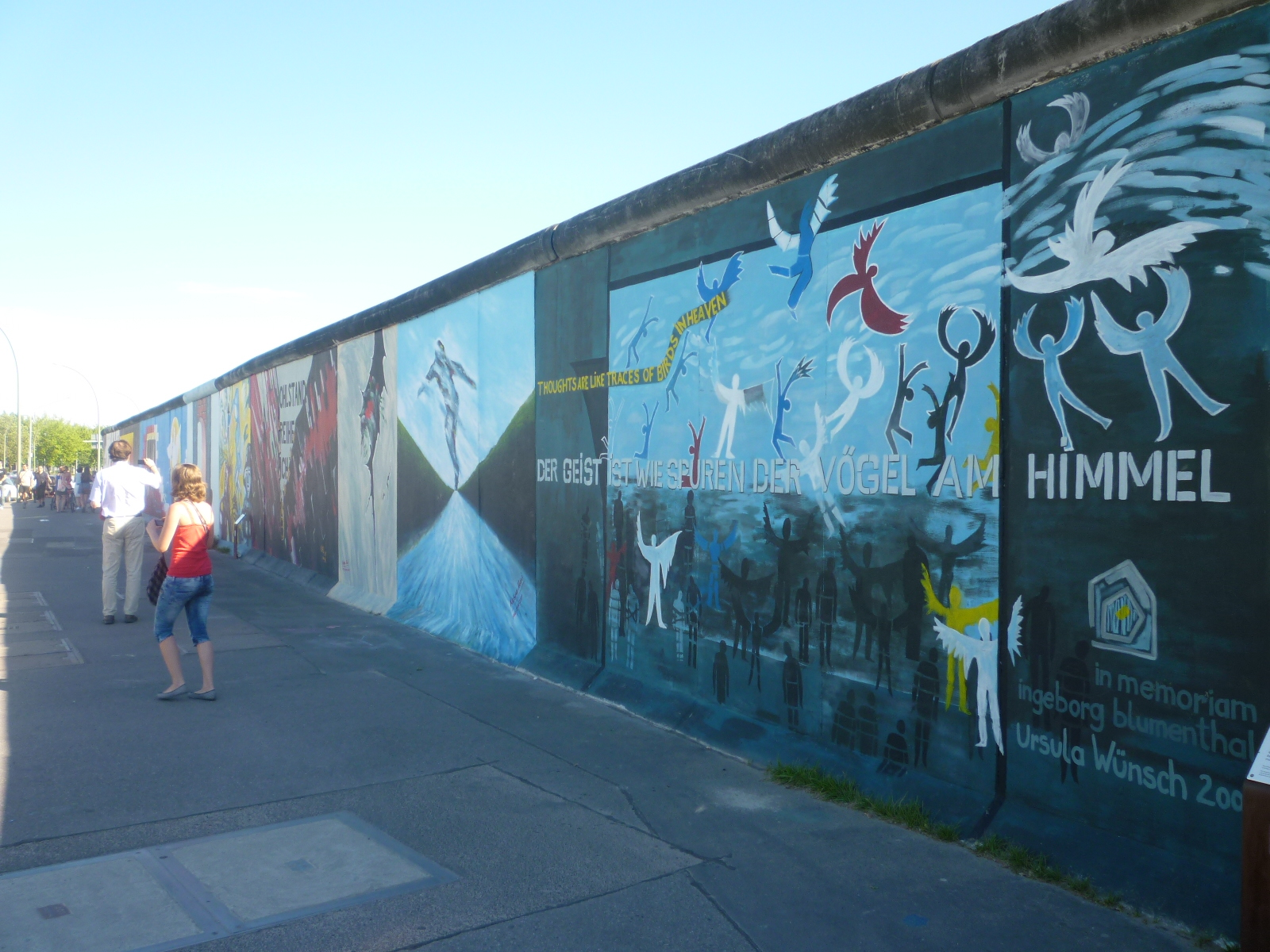
Hinterlandmauer „East Side Gallery“, 2010

Bis Anfang 2018 waren nur drei am Originalstandort erhalten gebliebene Teilstücke der Grenzmauer bekannt. Diese finden sich alle im Ortsteil Mitte:
- Der längste erhaltene Abschnitt der Grenzmauer steht an der Bernauer Straße, ist aber durch größere Lücken unterbrochen. Der östliche Teil dieses Mauerabschnitts wurde in die dort errichtete Gedenkstätte integriert und dafür ins ursprüngliche Erscheinungsbild versetzt. Graffiti und Spuren von Mauerspechten wurden beseitigt.
- Ein mit einer Länge von ca. 200 Metern fast ebenso langer, nur von einer kleinen Lücke unterbrochener Restabschnitt der Grenzmauer steht an der Niederkirchnerstraße am Ausstellungsgelände der Topographie des Terrors, gegenüber dem Bundesfinanzministerium. Er wurde 1990 unter Denkmalschutz gestellt.
- Ein dritter erhaltener, ebenfalls denkmalgeschützter Abschnitt der Grenzmauer ist nur ca. 15 Meter lang und findet sich an der Liesenstraße.

Im Januar 2018 meldete der Heimatforscher Christian Bormann dem Landesdenkmalamt sowie dem zuständigen Bezirksamt ein viertes, 80 Meter langes Teilstück der Berliner Mauer, das er eigenen Angaben zufolge bereits im Sommer 1999 entdeckt hatte. Das spitz zulaufende Mauerfragment steht in einem Waldstück nördlich des S-Bahnhofs Schönholz. Der zunächst paradox erscheinende Umstand, dass das Mauerstück in Reinickendorf und damit in einem West-Berliner Bezirk liegt, ergibt sich daraus, dass es sich dabei um ein ehemaliges Pankower Gebiet handelt, das im Zuge einer Grenzbegradigung im Jahr 1988 dem Bezirk Reinickendorf zugeschlagen wurde. Das Teilstück stamme aus einer frühen Phase des Mauerbaus. So sei dieser Teil der Mauer laut der Sprecherin Gesine Beutin von der Stiftung Berliner Mauer „auf eine existierende, deutlich ältere Bestandsmauer aufgesetzt worden“. Vermutlich wurden beim Bau dieses Mauerstücks zwei Außenmauern von Häusern integriert, die Ende des Zweiten Weltkriegs beim Angriff auf den Verladebahnhof Pankow-Schönholz zerstört wurden. Im Februar 2018 wurde bekannt, dass das entdeckte Mauerstück unter Denkmalschutz gestellt werden solle. Der Berliner Kultursenator Klaus Lederer schrieb dem Bauwerk eine besondere historische Bedeutung zu, da es „dokumentiert, wie in der ersten Zeit des Mauerbaus vorhandene Strukturen für die schnelle Absperrung der Grenze genutzt wurden“, und diese Bauphase an keinem anderen Standort in Berlin dokumentiert sei.
Deutlich mehr und häufig längere Teilstücke sind von der Hinterlandmauer erhalten geblieben, die den Grenzstreifen auf Ost-Berliner Seite abschloss. Sie liegen zumeist abseits von Straßen und Plätzen und standen daher Bauvorhaben der Nachwendezeit nicht im Weg. Diese Mauerreste sind nur zum Teil denkmalgeschützt.
Erhaltene Abschnitte, an denen die sonst niedrigere Hinterlandmauer die gleiche Höhe wie die Grenzmauer („vorderes Sperrelement“) aufwies, werden häufig irrtümlich für Reste des vorderen Sperrelements gehalten. Dies gilt neben Fragmenten der Hinterlandmauer am Leipziger Platz und der Stresemannstraße auch für den umfangreichsten erhaltenen Mauerabschnitt, der sich mit 1,3 Kilometern Länge parallel zu Mühlenstraße und Spree vom Ostbahnhof bis zur Oberbaumbrücke hinzieht. Dieser Abschnitt ist – für die Hinterlandmauer untypisch – mit aufgesetzten Betonröhren versehen, denn eine „feindwärtige“ Grenzmauer gab es an dieser Stelle nicht, da die Grenze auf der gegenüberliegenden Spreeseite verlief. 1990 wurde er von internationalen Künstlern zur East Side Gallery gestaltet und 1991 unter Denkmalschutz gestellt.
Weitere Reste der Hinterlandmauer finden sich beispielsweise am Mauerpark, entlang der Bernauer Straße, auf dem Gelände des ehemaligen Stettiner Bahnhofs und auf dem Invalidenfriedhof. Auf einem unbebauten Gelände in der Nähe des ehemaligen Grenzübergangs Chausseestraße ist ein Abschnitt der Hinterlandmauer mit originalem Zufahrtstor zum Grenzstreifen erhalten geblieben. Mauer und Tor sind allerdings in schlechtem Zustand; sie stehen nicht unter Denkmalschutz.
Von den ehemals 302 Grenzwachtürmen stehen heute noch fünf:

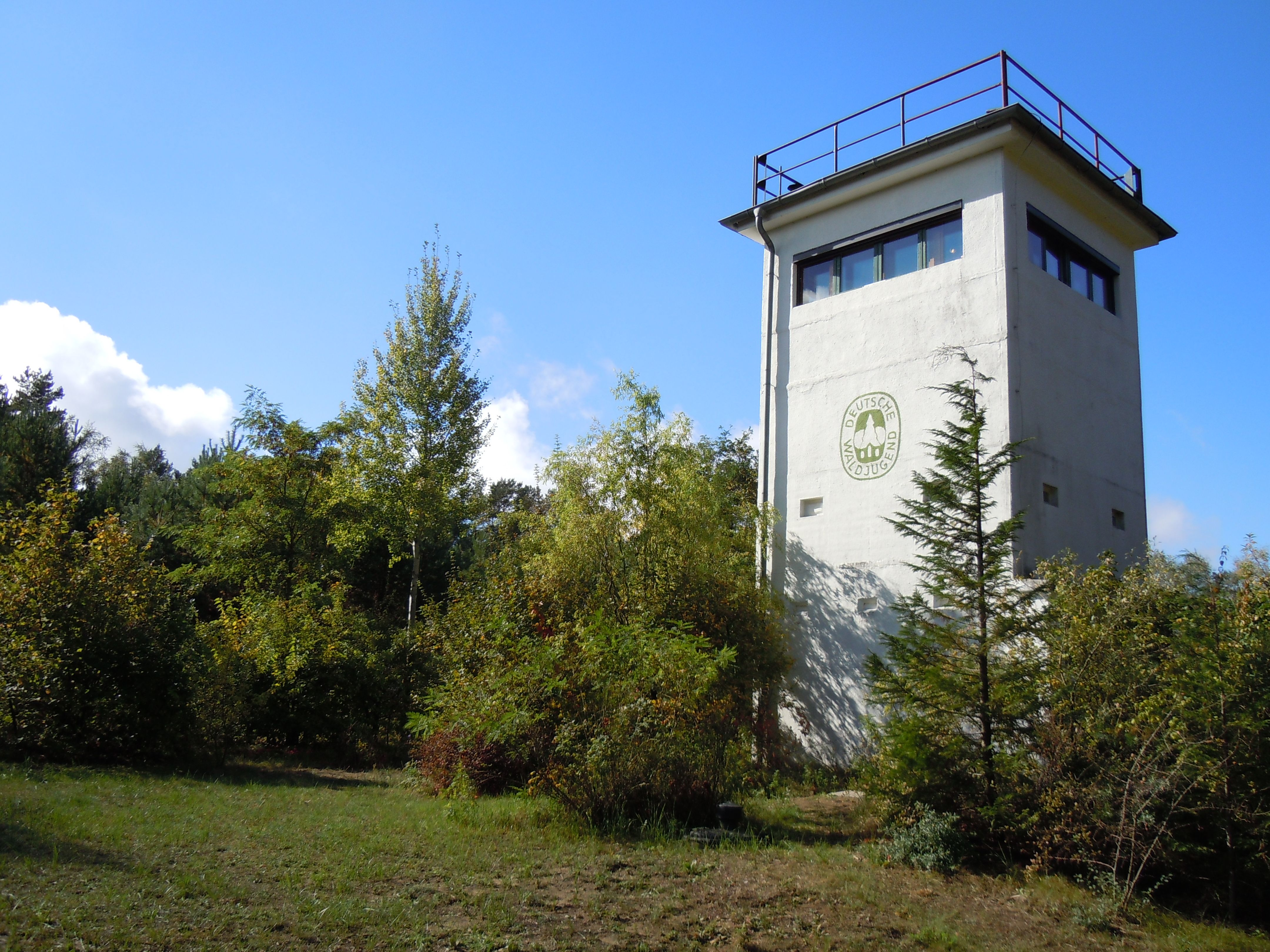
Ehemalige Führungsstelle Bergfelde, seither Naturschutzturm

- Die ehemalige Führungsstelle im Schlesischen Busch in Treptow in der Nähe der Puschkinallee – der denkmalgeschützte, zwölf Meter hohe Wachturm steht in einem zu einem Park umgewandelten Stück des Mauerstreifens in der Nähe der Lohmühleninsel (52° 29′ 44,5″ N, 13° 27′ 2,4″ O).[125]
- Die ehemalige Führungsstelle Kieler Eck in der Kieler Straße in Mitte, nahe dem Berlin-Spandauer Schifffahrtskanal – der Turm ist denkmalgeschützt und inzwischen an drei Seiten von Neubauten umgeben. Er beherbergt eine Gedenkstätte, die nach dem Maueropfer Günter Litfin benannt ist, der im August 1961 am Humboldthafen erschossen wurde. Die auf Initiative seines Bruders Jürgen Litfin unterhaltene Gedenkstätte kann nach Anmeldung besichtigt werden (52° 32′ 1,37″ N, 13° 22′ 9,48″ O).
- Die ehemalige Führungsstelle Nieder Neuendorf, im gleichnamigen Ortsteil von Hennigsdorf – hier befindet sich heute die Ständige Ausstellung zur Geschichte der Grenzanlagen zwischen den beiden deutschen Staaten (52° 36′ 18,5″ N, 13° 11′ 58,9″ O).
- Die ehemalige Führungsstelle Bergfelde, heute Stadtteil von Hohen Neuendorf – der Turm befindet sich in einem bereits wieder aufgeforsteten Gebiet des Grenzstreifens und wird samt umliegendem Gelände als Naturschutzturm von der Deutschen Waldjugend genutzt (52° 39′ 36,2″ N, 13° 17′ 59,4″ O).
- Der einzige der deutlich schlankeren Beobachtungstürme (BT-11) in der Erna-Berger-Straße ebenfalls in Mitte – er wurde allerdings wegen Bauarbeiten um einige Meter versetzt und steht nicht mehr am originalen Standort; dort ist eine Ausstellung über die Mauer im Bereich des Potsdamer Platzes in Planung[126] (52° 30′ 30,7″ N, 13° 22′ 46,84″ O).

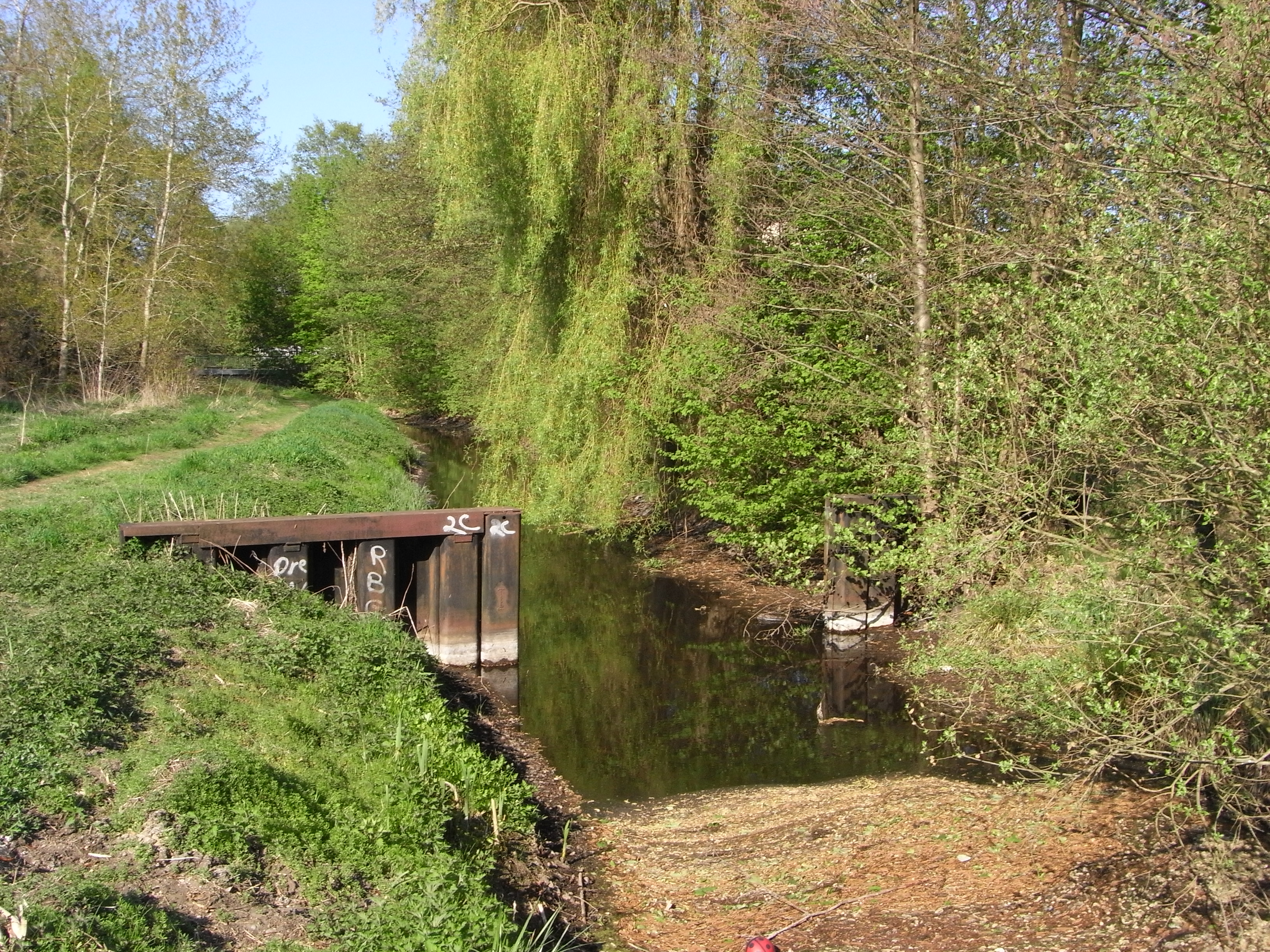
Reste der ehemaligen Gewässersperre am Kindelfließ am Nordrand von Berlin

Der Berliner Mauerweg führt auch an ehemaligen Gewässersperren vorbei. So kann man an der Grenze zwischen Glienicke/Nordbahn und Schildow etwas südlich der Alten Hermsdorfer Straße noch die Reste der Sperre am Kindelfließ erkennen. Ebenso finden sich noch Reste der Gewässersperre am Tegeler Fließ zwischen Schildow und Berlin-Lübars.
In den 1990er Jahren entwickelte sich in der Berliner Politik eine Diskussion darüber, wie der einstige Mauerverlauf im Stadtbild sichtbar gemacht werden könnte. Vorgeschlagen wurden unter anderem eine Doppelreihe in den Straßenbelag eingelassener quadratischer Pflastersteine, ein in den Bodenbelag eingelassenes Bronzeband und eine Markierung der Grenzmauer und der Hinterlandmauer durch verschiedenfarbige Streifen.
Alle drei Varianten wurden am Abgeordnetenhaus zu Anschauungszwecken jeweils auf einem kurzen Stück ausgeführt. Als Ergebnis dieser Diskussion wurden vor allem im Innenstadtbereich an mehreren Stellen ungefähr acht Kilometer des Grenzmauerverlaufs durch eine Doppelreihe Pflastersteine markiert. In unregelmäßigen Abständen eingelassene Bronzestreifen tragen die – von der ehemaligen West-Berliner Seite lesbare – einfache Beschriftung „Berliner Mauer 1961–1989“. An herausgehobenen Stellen wie dem Leipziger Platz wird auf dieselbe Weise auch der Verlauf der Hinterlandmauer gekennzeichnet.

## Die „Mauer“ in der Kunst
- Der Berliner Künstler Stephan Elsner brachte im Jahr 1982 ein Stück der Berliner Mauer zu Fall und vollendete in dem rund acht Quadratmeter großen Durchbruch durch Bemalung mit Cochenille-Lack sein zuvor vorbereitetes Kunstwerk.[127] Elsners unter dem Titel Grenzverletzung am Todesstreifen durchgeführten Kunstaktionen wurden zahlreich dokumentiert.[128]
- Berliner Mauer als Spruchband: 1984 erstellte der Berliner Germanist Claus Hebell eine Zusammenschau aller Mauersprüche mittels einer Fahrradrundfahrt unter dem Titel „Conditio humana“ in der Kultur-Zeitschrift KULTuhr.[129]
- Den Slogan „Die Mauer muss weg“ zitierte die US-amerikanische Band Dokken in ihrem Lied Lost Behind The Wall vom 1987 erschienenen Album Back for the Attack. Sänger Don Dokken hatte einige Zeit in Deutschland verbracht.
- Anlässlich des Mauerfalls organisierte die TV-Asahi-Group in Japan die Spendenaktion Sakura-Campaign mit dem Ziel, den Grenzstreifen mit einer Kirschbaum-Allee zu verschönern. Bei dieser Aktion kamen rund zwei Millionen Mark (kaufkraftbereinigt in heutiger Währung: rund 2 Millionen Euro) zusammen, mit denen in Berlin und Brandenburg rund 10.000 Zierkirschbäume angepflanzt wurden. Tausend davon stehen im ehemaligen Grenzstreifen bei Teltow-Sigridshorst, wo seit 2002 jährlich ein Kirschblütenfest stattfindet.[130][131][132][133]
- 1989 schuf der Künstler Wolf Vostell ein Gemälde mit dem Titel 9. November 1989 und 1990 einen Zyklus von Bildern mit dem Titel The Fall of the Berlin Wall.[134]
- Am 21. Juli 1990 führte Roger Waters am Potsdamer Platz, direkt an der gerade gefallenen Mauer, das 1979 erschienene Album The Wall der Rock-Band Pink Floyd unter Mitwirkung zahlreicher Stars erneut auf. Das Album beschreibt eine psychologische Mauer und hatte ursprünglich nichts mit der Berliner Mauer zu tun. Dennoch wurden in den Medien angesichts des historischen Kontextes Zusammenhänge hergestellt, was – auch unter Marketinggesichtspunkten – von den Veranstaltern begrüßt wurde.
- Den Fall der Mauer thematisierten die deutschen Hardrock-Bands Axxis (Ships Are Sailing vom Album II) und Victory (The 9th Of November vom Album Temples of Gold). Beide Alben erschienen 1990.
- 1999 veröffentlichte der Schriftsteller Christian von Ditfurth den alternativgeschichtlichen Roman Die Mauer steht am Rhein.

## Sonstiges

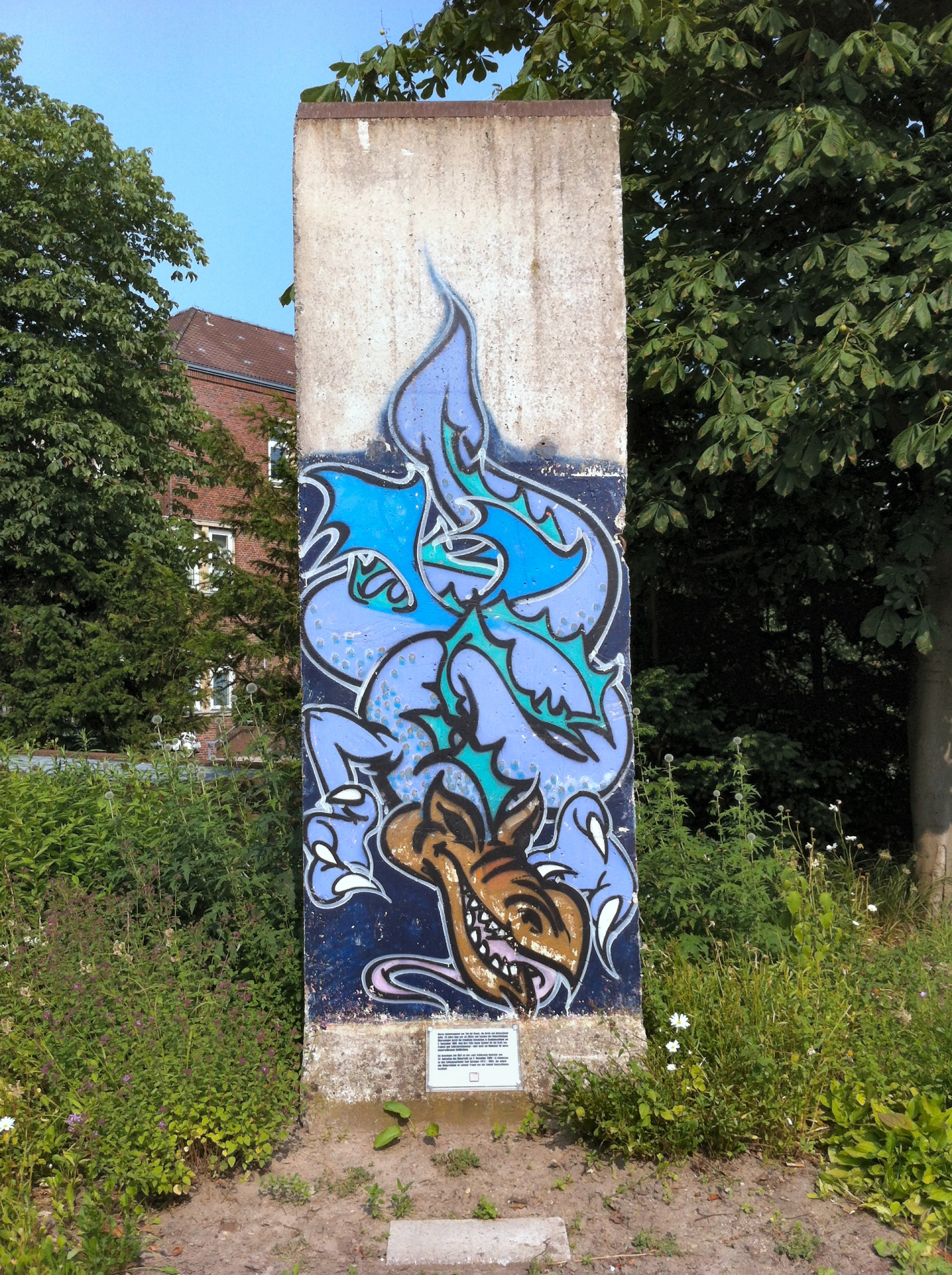
Mauersegment am Landtag in Kiel

- Die Straße Am Sandkrug in der brandenburgischen Gemeinde Glienicke/Nordbahn ragte im Ortsteil Frohnau im Norden Berlins als schmaler Streifen von Osten nach West-Berlin hinein. Dies führte zu einer speziellen Form im Mauerverlauf, dem sogenannten „Entenschnabel“.
- Am 1. Juli 1988 kamen durch einen Gebietstausch Teile des Lenné-Dreiecks am Potsdamer Platz zu West-Berlin. Einige West-Berliner, die sich dort auf bis dahin nahezu exterritorialem Gebiet aufhielten, flüchteten vor der West-Berliner Polizei über die Mauer nach Ost-Berlin. Vorausgegangen war eine Besetzungsaktion auf dem von den Teilnehmern als „Norbert-Kubat-Dreieck“ bezeichneten Gelände. Im Gegenzug fielen West-Berliner Exklaven, z. B. die Wüste Mark an die DDR.
- Wie überraschend der Mauerbau für die Deutsche Reichsbahn kam, die in West-Berlin zuständig war, zeigt folgendes Beispiel: Nachts wurden die S-Bahn-Züge der DR auf Umlandbahnhöfen, unter anderem im S-Bahnhof Teltow, abgestellt. Beim Mauerbau wurden die Gleise gekappt, sodass die Züge bewegungsunfähig waren, da es keine sonstigen Schienenverbindungen gab. Die herausgetrennten Gleisstücke mussten im Laufe des Tages für kurze Zeit wieder eingesetzt werden, damit die Züge über West-Berlin in ihr Ost-Berliner Betriebswerk überführt werden konnten.
- Die Satirepartei Die PARTEI zählt den Wiederaufbau der Mauer zu einem ihrer Wahlversprechen. Dabei kann sie sich darauf berufen, dass in verschiedenen Umfragen etwa ein Fünftel der Bevölkerung den Fall der Mauer bedauert.[135]
- Anlässlich des Mauerfall-Jubiläums zum 20. Jahrestag fand 2009 eine „Mauerreise“ statt. Zwanzig symbolische Mauersteine wurden von Berlin nach Israel, Palästina, Korea, Zypern, Jemen und an andere Orte verschickt, wo Teilung und Grenzerfahrung den Alltag prägen. Dort dienen die Steine Künstlern, Intellektuellen und Jugendlichen als Leinwand für die Auseinandersetzung mit dem Thema „Mauer“.[136]
- Zum gleichen Anlass (20. Jahrestag des Mauerfalls) rissen hunderte Palästinenser ein acht Meter hohes Mauersegment aus der israelischen Sperranlage, die das Westjordanland und Ost-Jerusalem teilt.[137]
- Ebenfalls anlässlich dieses Jahrestages übergab die Boulevard-Zeitung Bild jedem Bundesland ein Originalsegment der Mauer. Begonnen wurde diese Aktion am 17. September 2009 im Saarland. Die Mauersegmente befinden sich mit einer entsprechenden Plakette versehen regelmäßig in der Nähe des jeweiligen Landtags.[138]
- Am Tag, an dem die Berliner Mauer fiel, erschien Eugen Drewermanns Buch Kleriker: Psychogramm eines Ideals, das die dogmatischen Mauern der katholischen Kirche erschütterte, den Klerikerstand auf die Couch legte, und zu einer breiten öffentlichen Debatte führte. Ein vierseitiger Spiegel-Artikel zum Buch beschrieb eine Woche zuvor Kardinal Joseph Ratzingers Sorge darüber.[139]
- In der Alternativmedizin gibt es homöopathische Mittel, die aus Bruchstücken der Berliner Mauer hergestellt werden und unter Namen wie Murus Berlinensis verkauft werden.[140] Diese sollen unter anderem gegen Trennungsängste helfen.[141]

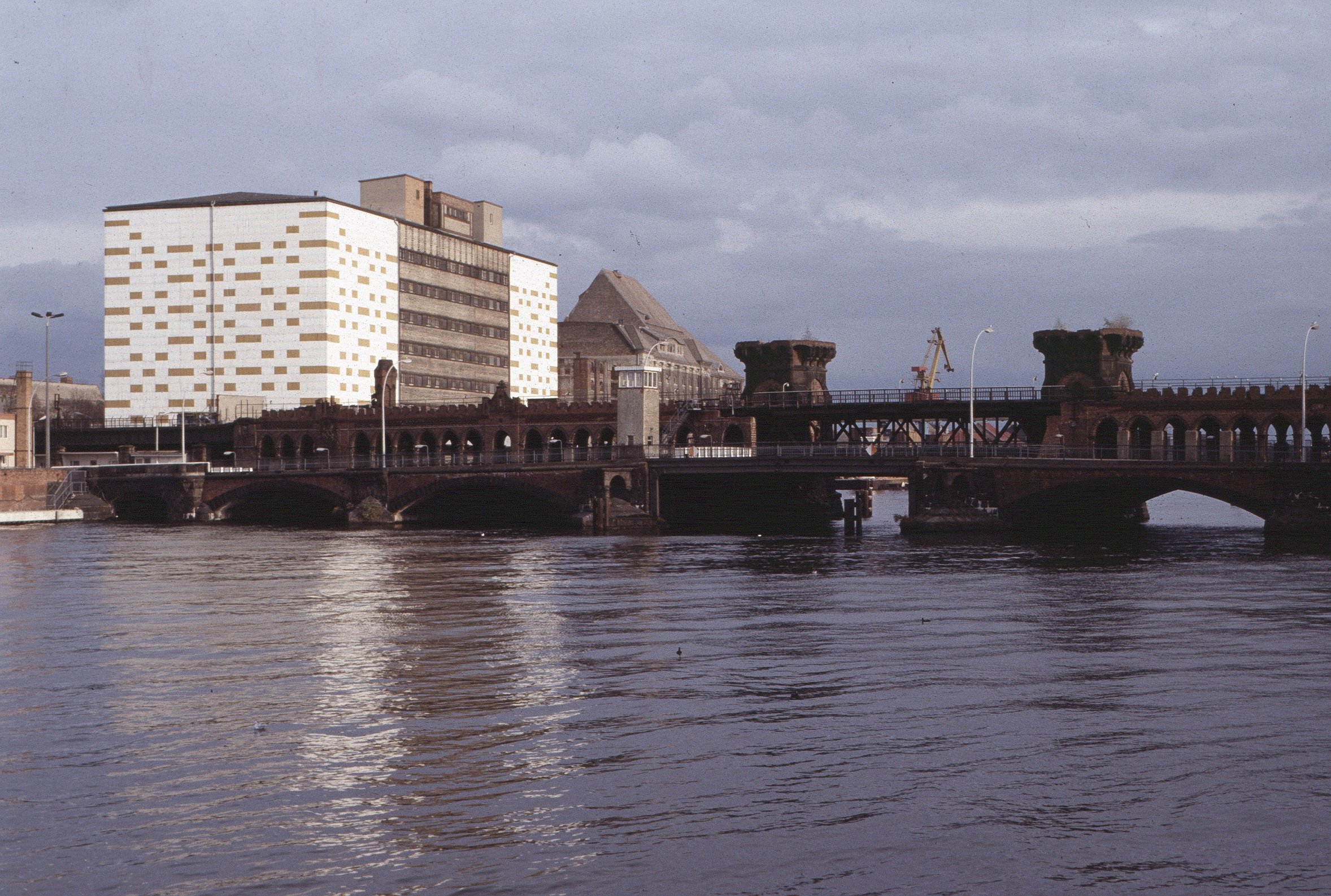
Oberbaumbrücke mit Wachturm, Oktober 1989
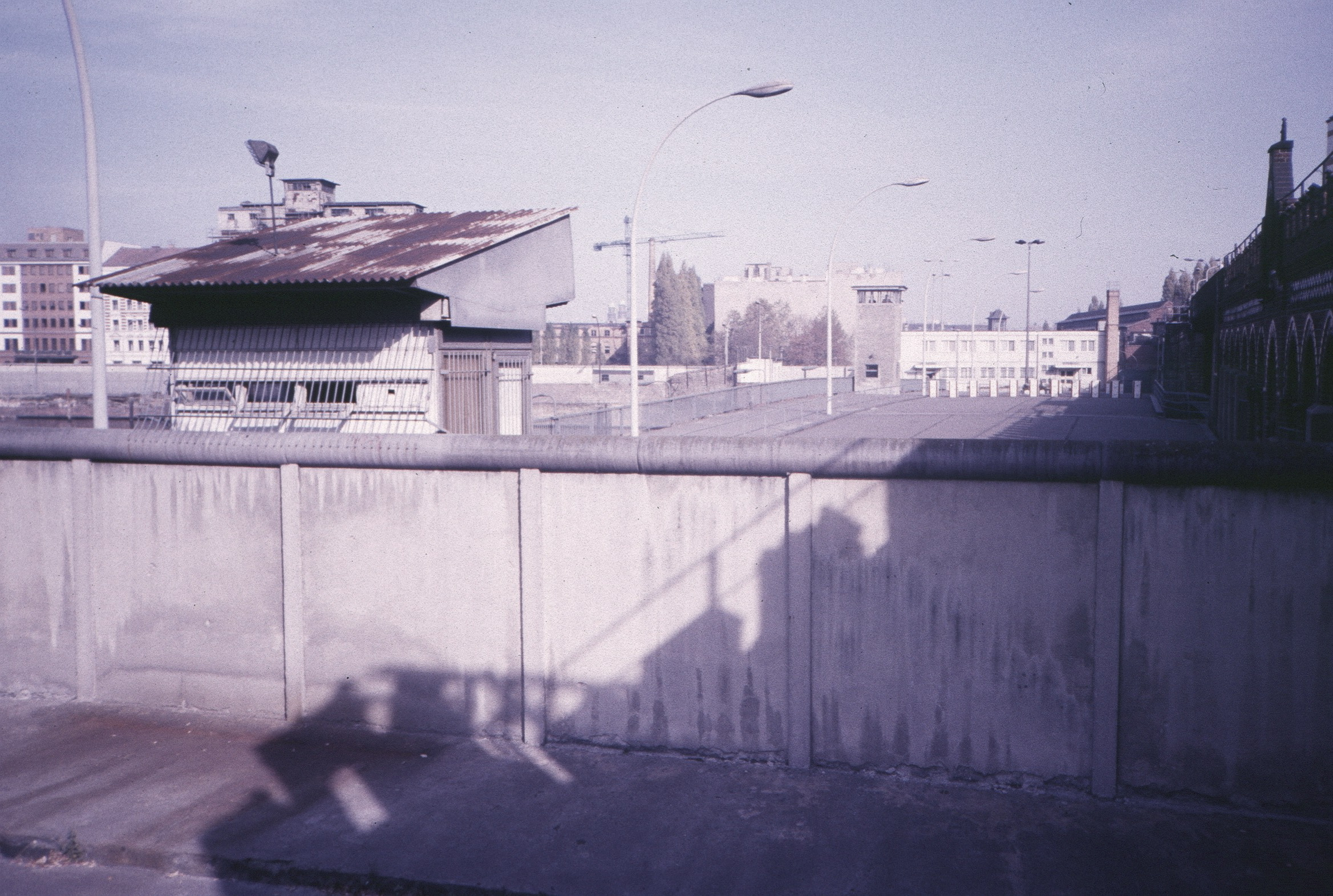
Grenzübergang Oberbaumbrücke, 1986
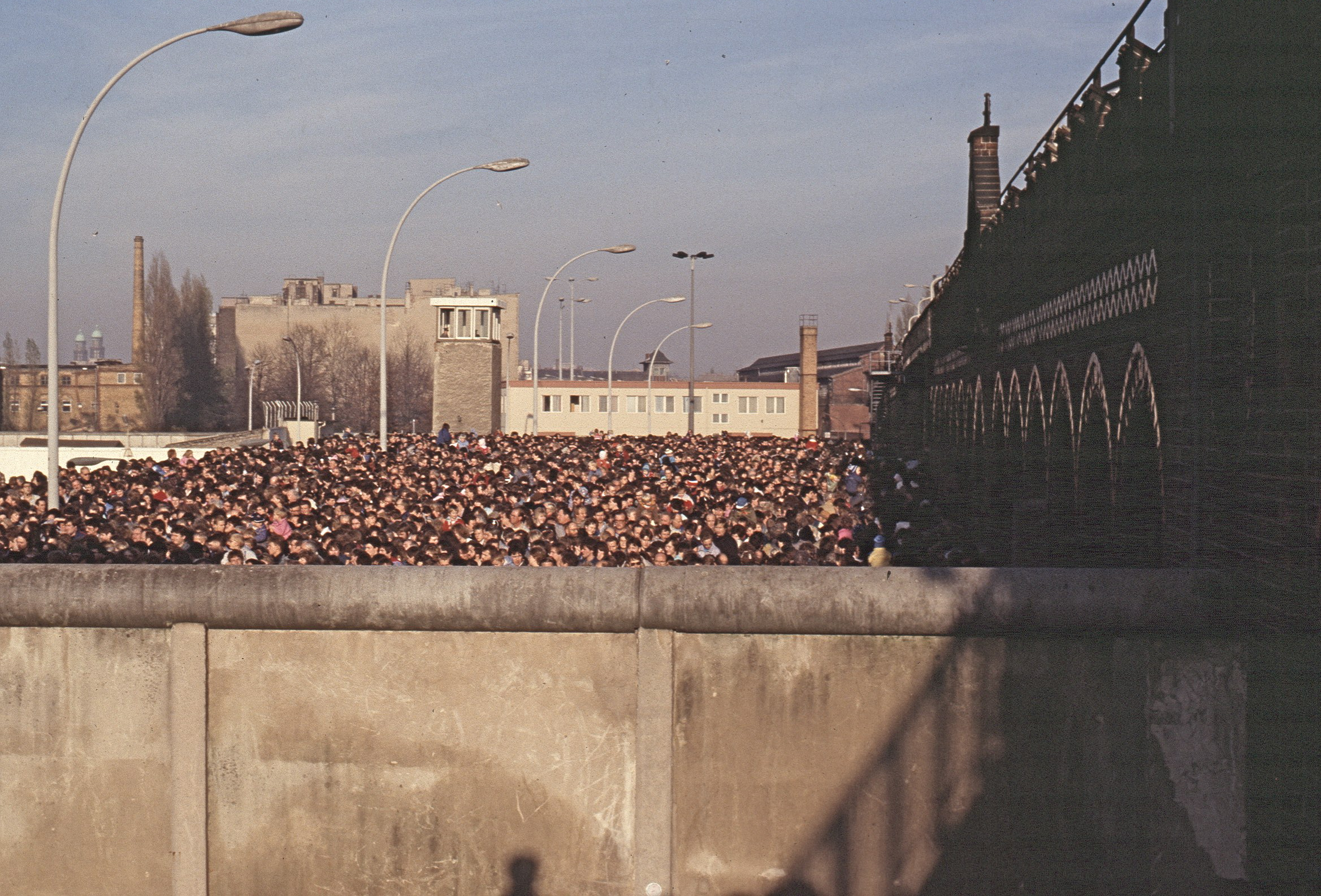
Grenzübergang Oberbaumbrücke am 11. November 1989
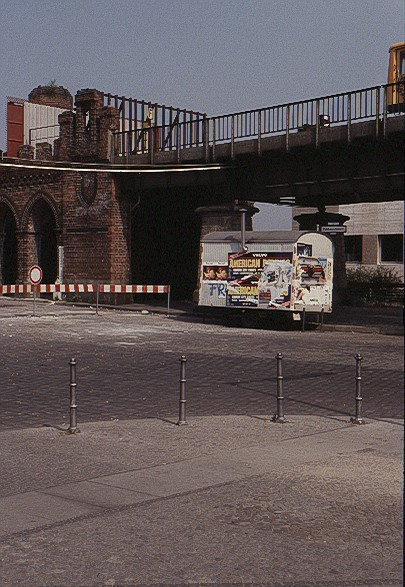
Außenmauer auf der U-Bahn-Trasse Oberbaumbrücke, 1990
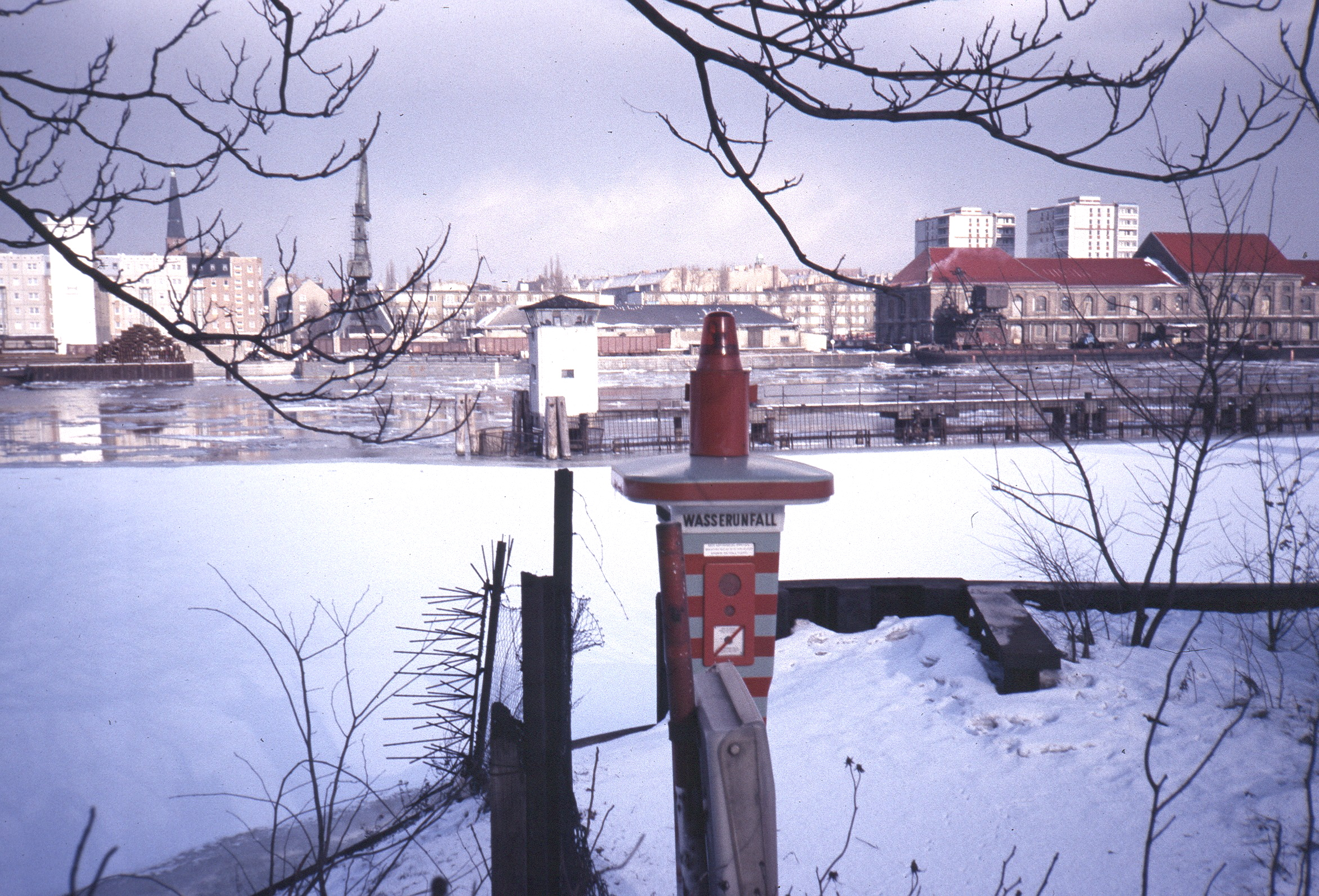
Notrufsäule und Wachturm in der Spree am Osthafen, 1987
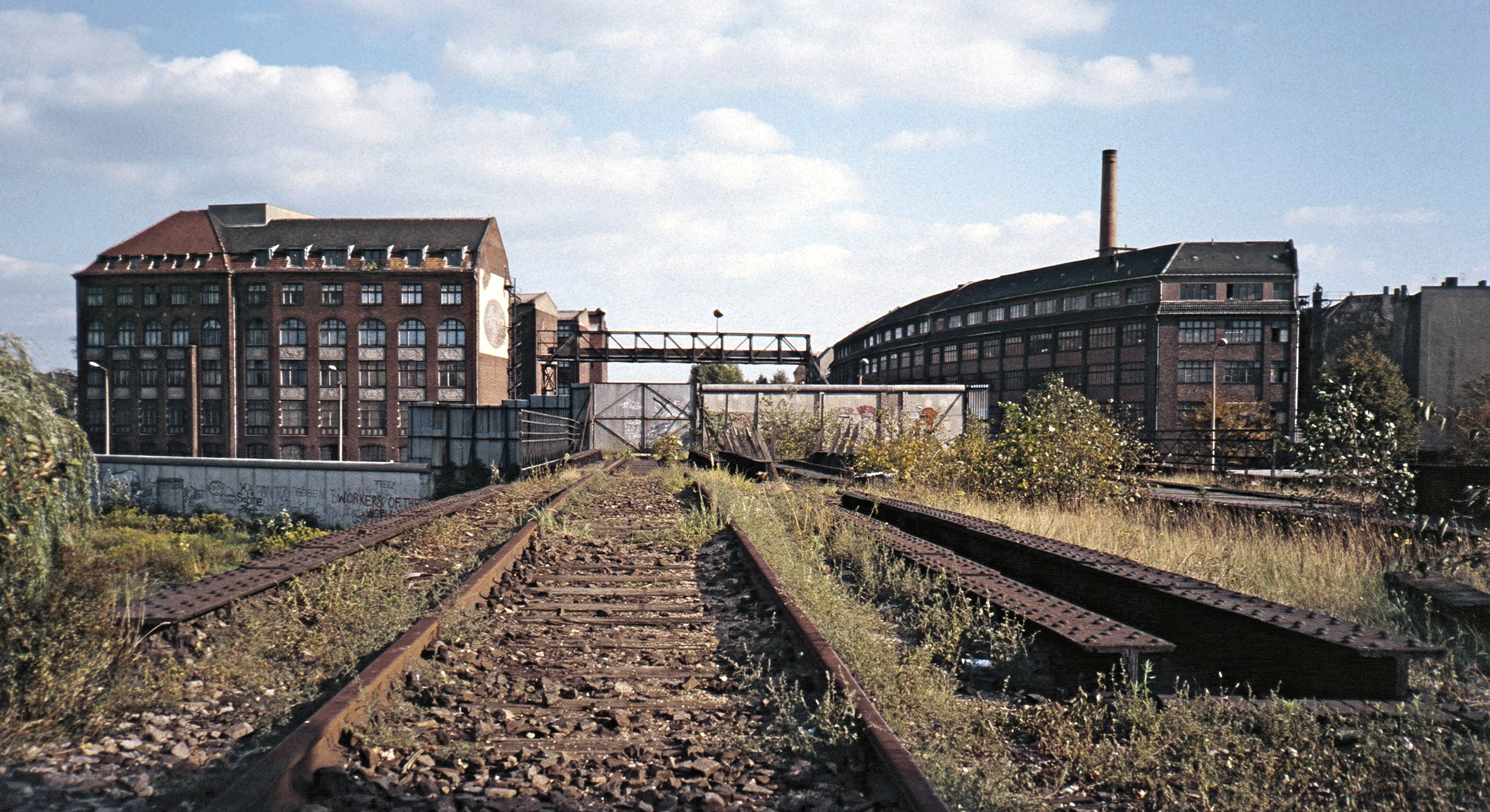
Tor und Beschaubrücke der Görlitzer Bahn, 1986
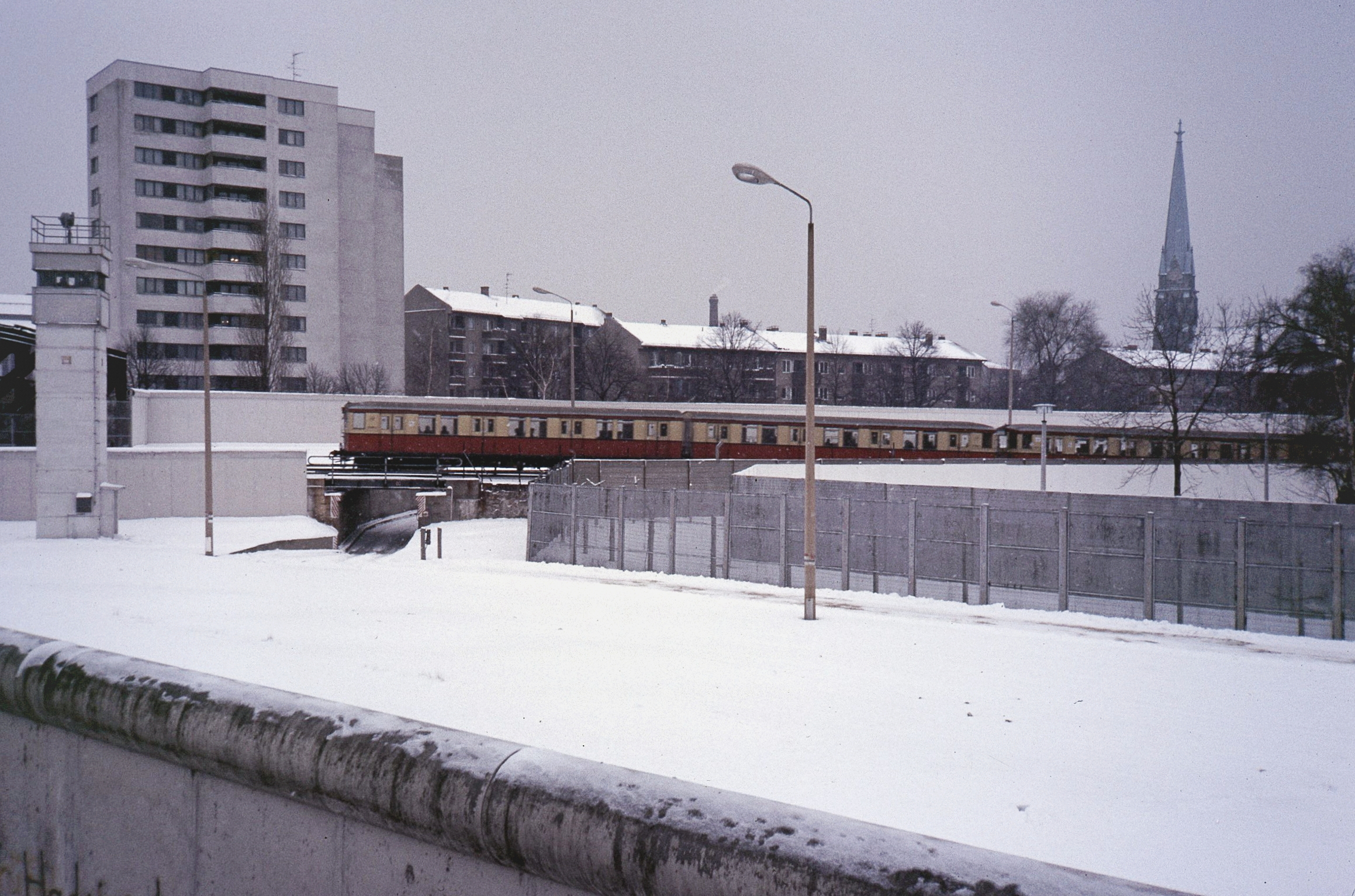
S-Bahn-Zug der BVG beim Überqueren der Grenze am Nordbahnhof, 1987
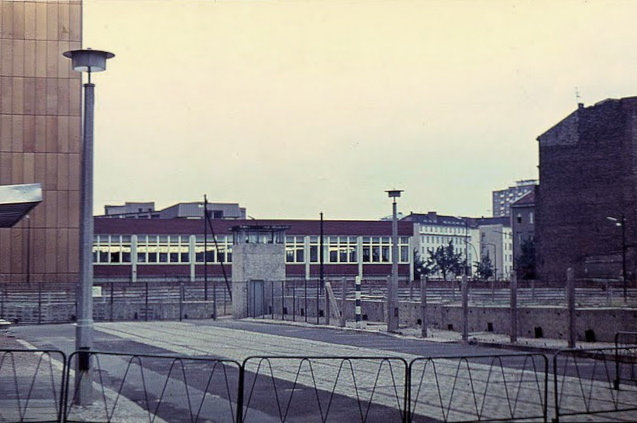
Mauer an der Jerusalemer Straße, von Ost-Berlin aus gesehen, 1967
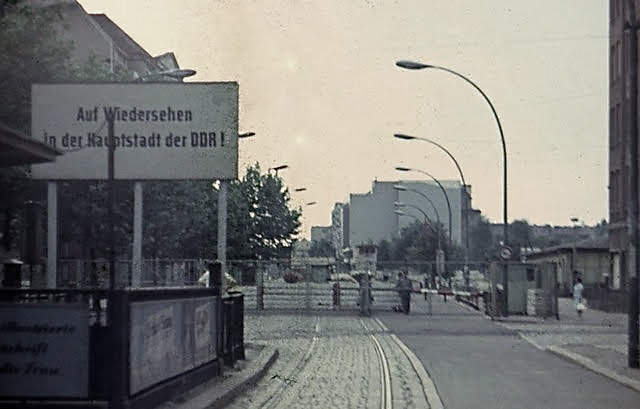
Grenzübergang Chausseestraße, von Ost-Berlin aus gesehen
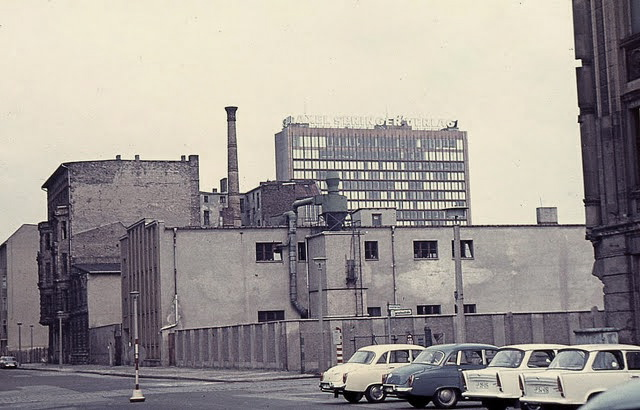
Hinterlandmauer an der Schützenstraße
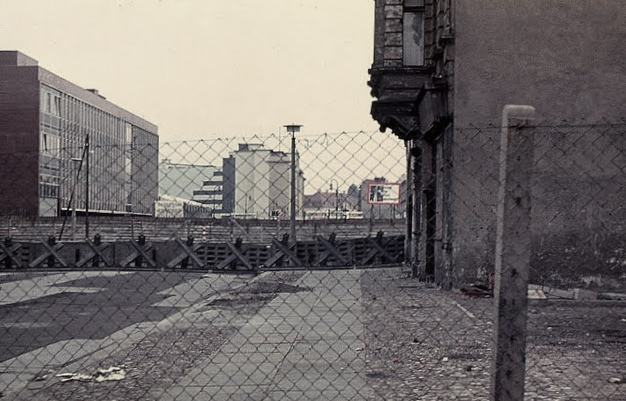
Panzerabwehrsperren im Todesstreifen auf der Markgrafenstraße

## Ausstellungen

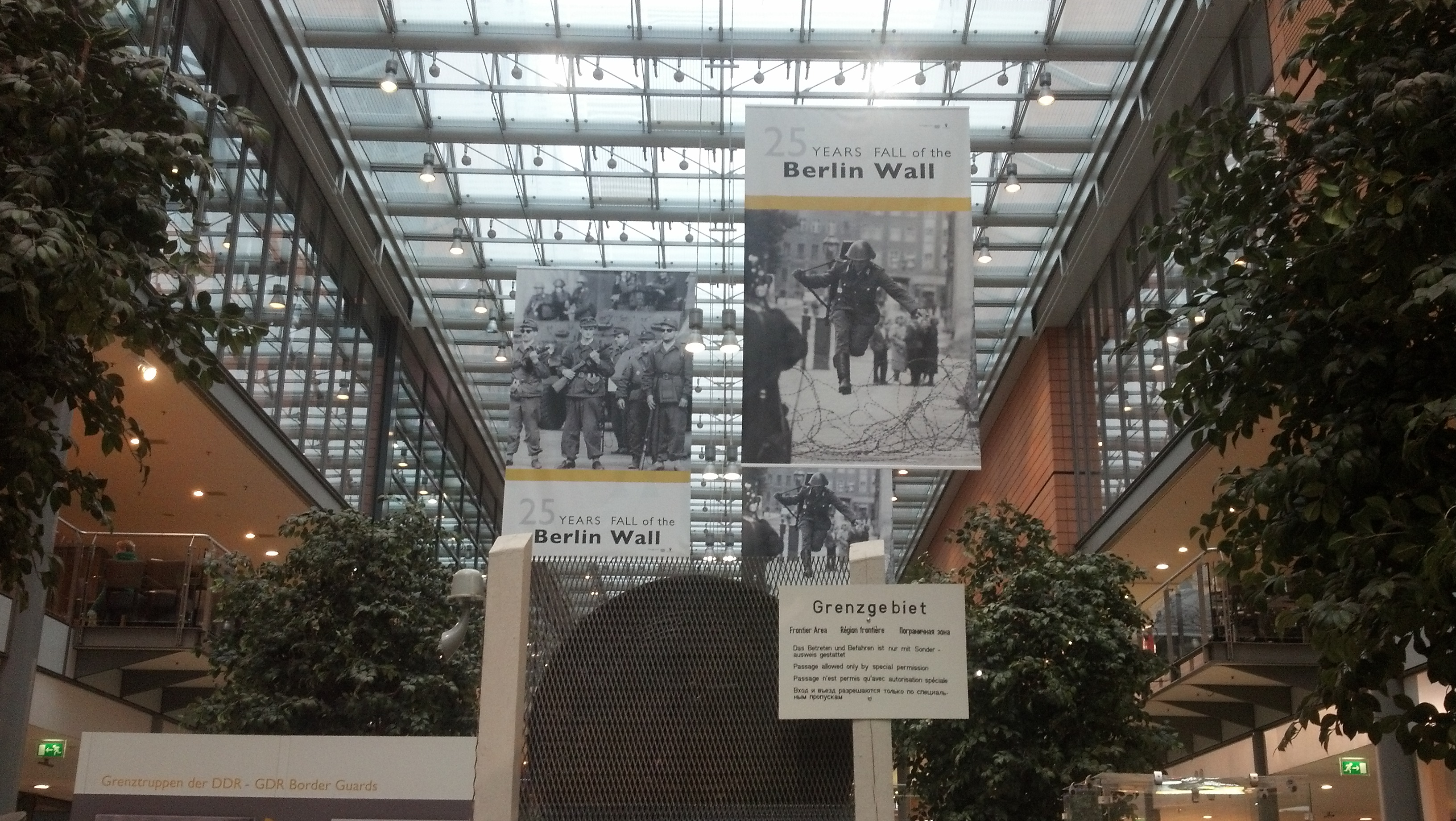
Ausstellung „25 Jahre Wiedervereinigung. Berliner Mauer“ in den Potsdamer Platz Arkaden in Berlin

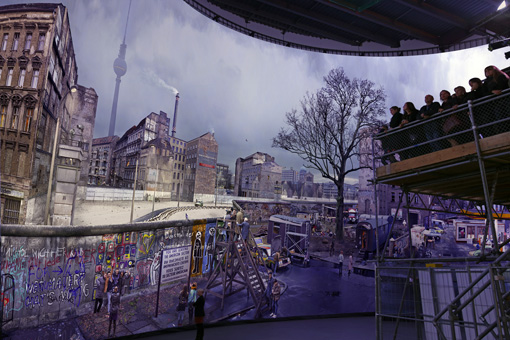
Dauerausstellung „Die Mauer“ im asisi Panorama Berlin

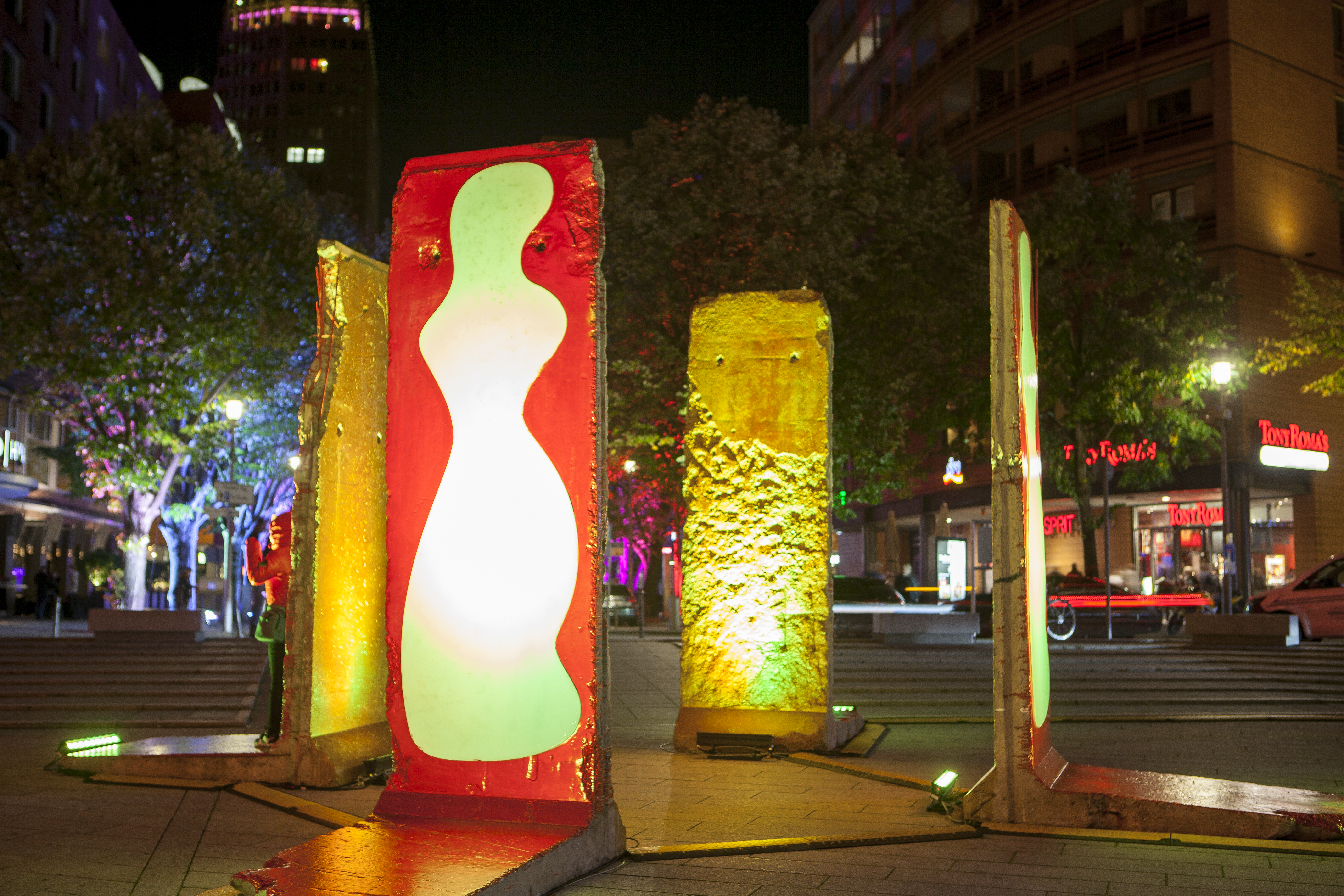
„Monoliths“ von Malte Kebbel, Potsdamer Platz, Berlin, 2017

- 15. Mai bis 3. Oktober 2015 in den Potsdamer Platz Arkaden in Berlin. Ausstellung „25 Jahre Wiedervereinigung. Berliner Mauer.“ (Zusammenhängende Dokumentation über Mauerbau, Alltag Ost-West, Grenzöffnung, DM, Einigungsvertrag).[142]
- Dauerausstellung „Die Mauer“ im asisi Panorama Berlin. Darstellung der Berliner Mauer mittels eines 360°-Panoramas.[143]
- 29. September bis 15. Oktober 2017 „Monoliths“ von Malte Kebbel, Lichtinstallation aus Berliner Mauersegmenten am Potsdamer Platz in Berlin innerhalb des Projektes Berlin leuchtet.[144][145]
- 2. November 2017 bis 31. März 2018 „Monoliths“ von Malte Kebbel, Lichtinstallation aus Berliner Mauersegmenten auf der Glienicker Brücke beim Potsdamer Lichtspektakel.[146][147]

## Filme
- Geschichten jener Nacht, DEFA-Episodenfilm, 1. Episode von Karlheinz Carpentier: Phoenix, 2. Episode von Ulrich Thein: Die Prüfung, 3. Episode Materna von Frank Vogel (Regie) und Werner Bräunig (Drehbuch), 4. Episode von Gerhard Klein Der große und der kleine Willi.
- Es geschah im August. Der Bau der Berliner Mauer. Fernsehfilm, Deutschland 2001 (Vorbereitung ab März 1961, Beschlüsse über den Mauerbau, erste Absperrungsmaßnahmen, Vorinformation des Westens, Lucius D. Clay, Fluchten Bernauer Straße, Oberbaumbrücke, Peter Fechter).
- Deutschland geteilt. Wie es zum Bau der Berliner Mauer 1961 kam | ZDFinfo Doku 2019
- Geheimsache Mauer. Fernsehfilm, Deutschland 2010. Gezeigt in Arte am 29. Juli 2011, 21:40–23:10 Uhr. (Planung von langer Hand, Ausbaustufen).
- Geheimakte Mauerbau. Fernsehfilm, Produktion ZDF, Leitung Guido Knopp, Deutschland 2011. Gezeigt im ZDF am 9. August 2011 (Chruschtschow, John F. Kennedy, Gipfeltreffen von Wien, Ulbricht, Bildung der DDR-Arbeitsgruppe zur Vorbereitung der Sperrung der Grenzen der DDR, Chruschtschow ordnet Teilung Berlins an – DDR-Organe führen aus, Kennedy sieht Mauer als Stabilisierungsmaßnahme zur Vermeidung eines Krieges an).
- Bis an DIE GRENZE – der private Blick auf die Mauer, Deutschland, 2011. Dokumentarfilm von Gerald Grote und Claus Oppermann. Eine Zusammenstellung von Schmalfilmen privater Kameraleute aus Deutschland und Österreich zeigt den privaten Blick auf die Berliner Mauer. Website der Produzenten.
- Bornholmer Straße; Tragikomödie von Regisseur Christian Schwochow aus dem Jahr 2014.
- Beton und Devisen, Deutschland, 1996. Dokumentarfilm von Lew Hohmann und Hans-Hermann Hertle. Betrachtung der Mauer als Immobilie.
- Die Mauer – Berlin ’61, Fernsehfilm von Drehbuchautor und Regisseur Hartmut Schoen aus dem Jahr 2006.
- Berliner Mauer 1986, ZDF-Reportage 1986 von Werner Doyé
- Eingemauert! – Die innerdeutsche Grenze | animierte Doku Deutsche Welle DW Deutsch 2009
- Ein Tag im August – Mauerbau 61. Dokumentation, gezeigt im ZDF, 10. August 2021, 20:15–21:45 Uhr. (Generalstabsmäßige Planung, Geheimhaltung, Materialbereitstellung, lückenlose Absperrung am Folgetag, sofortige Verkehrsumlenkung/Sperrung, spontane Fluchtmöglichkeiten).